# Liste der Kulturdenkmale in Leipzig-Zentrum-Süd, L–Z
Die Liste der Kulturdenkmale in Leipzig-Mitte (Zentrum-Süd) enthält die Kulturdenkmale des Leipziger Stadtteils „Zentrum-Süd“, die in der Denkmalliste vom Landesamt für Denkmalpflege Sachsen mit Stand 2017 erfasst wurden.
Aus Platzgründen ist diese Liste geteilt. In dieser Liste sind die Kulturdenkmale in den Straßen mit den Anfangsbuchstaben L–Z erfasst. Die Kulturdenkmale in den Straßen A–K sind in der Liste der Kulturdenkmale in Leipzig-Zentrum-Süd, A–K aufgeführt.

## Legende
- Bild: Bild des Kulturdenkmals, ggf. zusätzlich mit einem Link zu weiteren Fotos des Kulturdenkmals im Medienarchiv Wikimedia Commons. Wenn man auf das Kamerasymbol klickt, können Fotos zu Kulturdenkmalen aus dieser Liste hochgeladen werden:
- Bezeichnung: Denkmalgeschützte Objekte und ggf. Bauwerksname des Kulturdenkmals
- Lage: Straßenname und Hausnummer oder Flurstücknummer des Kulturdenkmals. Die Grundsortierung der Liste erfolgt nach dieser Adresse. Der Link (Karte) führt zu verschiedenen Kartendiensten mit der Position des Kulturdenkmals. Fehlt dieser Link, wurden die Koordinaten noch nicht eingetragen. Sind diese bekannt, können sie über ein Tool mit einer Kartenansicht einfach nachgetragen werden. In dieser Kartenansicht sind Kulturdenkmale ohne Koordinaten mit einem roten bzw. orangen Marker dargestellt und können durch Verschieben auf die richtige Position in der Karte mit Koordinaten versehen werden. Kulturdenkmale ohne Bild sind an einem blauen bzw. roten Marker erkennbar.
- Datierung: Baubeginn, Fertigstellung, Datum der Erstnennung oder grobe zeitliche Einordnung entsprechend des Eintrags in der sächsischen Denkmaldatenbank
- Beschreibung: Kurzcharakteristik des Kulturdenkmals entsprechend des Eintrags in der sächsischen Denkmaldatenbank, ggf. ergänzt durch die dort nur selten veröffentlichten Erfassungstexte oder zusätzliche Informationen
- ID: Vom Landesamt für Denkmalpflege Sachsen vergebene, das Kulturdenkmal eindeutig identifizierende Objekt-Nummer. Der Link führt zum PDF-Denkmaldokument des Landesamtes für Denkmalpflege Sachsen. Bei ehemaligen Kulturdenkmalen können die Objektnummern unbekannt sein und deshalb fehlen bzw. die Links von aus der Datenbank entfernten Objektnummern ins Leere führen. Ein ggf. vorhandenes Icon  führt zu den Angaben des Kulturdenkmals bei Wikidata.

## Liste der Kulturdenkmale in Leipzig-Mitte (Zentrum-Süd)
| Bild                                    | Bezeichnung | Lage                                                        | Datierung | Beschreibung | ID       |
| --------------------------------------- | --- | ----------------------------------------------------------- | --- | --- | -------- |
|                                         | Mietshaus in geschlossener Bebauung und Ecklage | Lampestraße 3 (Karte)                                       | 1884 (Mietshaus) | viergeschossiges Gebäude mit hohem Souterrain und Drempel, reich gestaltete repräsentative Putzfassade, Eckbetonung durch Erker, Hausflur und Treppenhaus mit reicher Ausstattung, im Stil der Neorenaissance, baugeschichtlich und städtebaulich von Bedeutung Denkmaltext Im Mai 1883 begann mit diesem Eckhaus die Bebauung der Lampestraße. Bauherr und wie in seinen anderen Bauten wohl auch für die Planung verantwortlich,war der Zimmermeister Hermann Winkler. Der mit hohem Souterrain und Attika praktisch fünfgeschossige Bau steht noch in der Tradition einer zwar großzügig-repräsentativen aber schlichten italienischen Renaissance. Betont waren die risalitartig hervorgehobene Ecke mit Erker und Dachaufbau sowie die mit Konsolen und Brüstung geschmückte Attika. Die sehr großen Wohnungen besaßen neben dem repräsentativen Ecksalon bereits Bäder. Erhalten ist die plastische Ausstattung des Hausflurs mit Medaillons, eingestellten Säulen und Holzkassettendecke. | 09295562 |
|                                         | Mietshaus in geschlossener Bebauung | Lampestraße 4 (Karte)                                       | 1884 (Mietshaus) | viergeschossiges Gebäude, gut gegliederte historistische Putzfassade, gestalterische Zusammenfassung der beiden Hauptetagen und vertikale Rahmung durch flache Seitenrisalite, die in Dachaufbauten münden, baugeschichtlich und städtebaulich von Bedeutung Denkmaltext Nummer 4/5: 1884 und 1886 vom selben Bauherrn, dem Maurermeister Eduard Scheide errichtet, gleichen sich beide Häuser im System: Zusammenfassung der beiden Hauptetagen und vertikale Rahmung durch flache Seitenrisalite, die in Dachaufbauten münden. Beide Fassaden haben durch Entfernung der Erdgeschossquaderung und des Stucks in Fensterbekrönungen an Opulenz verloren. Nummer 4 besaß in den mit Hermenpilastern geschmückten Risaliten kräftige Baluster und antikisierenden Stuck im 4. Obergeschoss. | 09295563 |
|                                         | Mietshaus in geschlossener Bebauung | Lampestraße 5 (Karte)                                       | 1886 (Mietshaus) | viergeschossiges Gebäude, gut gegliederte historistische Putzfassade, gestalterische Zusammenfassung der beiden Hauptetagen und vertikale Rahmung durch flache Seitenrisalite, die in Dachaufbauten münden, baugeschichtlich und städtebaulich von Bedeutung Denkmaltext Nummer 4/5: 1884 und 1886 vom selben Bauherrn, dem Maurermeister Eduard Scheide errichtet, gleichen sich beide Häuser im System: Zusammenfassung der beiden Hauptetagen und vertikale Rahmung durch flache Seitenrisalite, die in Dachaufbauten münden. Beide Fassaden haben durch Entfernung der Erdgeschossquaderung und des Stucks in Fensterbekrönungen an Opulenz verloren. Nummer 4 besaß in den mit Hermenpilastern geschmückten Risaliten kräftige Baluster und antikisierenden Stuck im 4. Obergeschoss. | 09295564 |
| Direkt Bild zu diesem Denkmal hochladen | Mietshaus in geschlossener Bebauung | Lampestraße 6 (Karte)                                       | 1886 (Mietshaus) | viergeschossiges Gebäude mit repräsentativer Putzfassade, die Mitte ist verhalten betont, sehr harmonisch ausgeglichene Fassadengliederung, die Mitte der 1980er Jahre typischen Plastizität und Feinteiligkeit in allen Details erhalten, im Stil des Historismus, baugeschichtlich und städtebaulich von Bedeutung Denkmaltext Für Zimmermeister Hermann Winkler zeichnete der Architekt Robert Garleb 1885 die Pläne dieses Mietshauses mit einer sehr harmonisch ausgeglichenen Fassadengliederung: Die Mitte ist verhalten betont, indem die mittleren acht Achsen seitlich durch gequaderte Lisenen, horizontal durch Sockel und leicht gefugtes Obergeschoss zusammengefasst und durch einen flachen Mittelrisalit noch einmal zentriert werden. Diese für die achtziger Jahre in ihrer Plastizität und Feinteiligkeit typische Fassade ist in allen Details original erhalten, im Hausflur findet sich neben der obligaten Stuckausstattung noch die ursprüngliche Schablonenmalerei. | 09295565 |
|                                         | Mietshaus in geschlossener Bebauung | Lampestraße 7 (Karte)                                       | 1887 (Mietshaus) | viergeschossiges Gebäude mit gut gegliederter Putzfassade, in damals gebräuchlicher Weise die beiden Hauptgeschosse zusammengezogen, im Stil des Historismus, baugeschichtlich und städtebaulich von Bedeutung Denkmaltext Nummer 7/8: Beide Häuser im Januar 1887 durch den Maurermeister Ernst Dreißig (der Teich des Fischers Dreißig befand sich um 1860 noch an der späteren Kreuzung Beethoven/Harkortstraße) beantragt und 1887/1888 vollendet. Während Nummer 7 in der gebräuchlichen Weise die beiden Hauptgeschosse zusammenzieht , betont Nummer 8 über einem ursprünglich bis ins 2. Geschoss reichende gefugten Sockel die beiden Obergeschosse durch Pilasterstellung zwischen den Fenstern. Zentral sind beide Fassaden durch Halbsäulen bzw ehemals kannelierte Pilaster akzentuiert, Dachgeschoss Nummer 8 verändert. | 09295566 |
|                                         | Mietshaus in geschlossener Bebauung | Lampestraße 8 (Karte)                                       | 1888 (Mietshaus) | viergeschossiges Gebäude mit gut gegliederter Putzfassade, Obergeschosse durch Pilasterstellung zwischen den Fenstern betont, zentrale Achsen durch größere Pilaster hervorgehoben, im Stil des Historismus, baugeschichtlich und städtebaulich von Bedeutung Denkmaltext Nummer 7/8: Beide Häuser im Januar 1887 durch den Maurermeister Ernst Dreißig (der Teich des Fischers Dreißig befand sich um 1860 noch an der späteren Kreuzung Beethoven/Harkortstraße) beantragt und 1887/1888 vollendet. Während Nummer 7 in der gebräuchlichen Weise die beiden Hauptgeschosse zusammenzieht , betont Nummer 8 über einem ursprünglich bis ins 2. Geschoss reichende gefugten Sockel die beiden Obergeschosse durch Pilasterstellung zwischen den Fenstern. Zentral sind beide Fassaden durch Halbsäulen bzw ehemals kannelierte Pilaster akzentuiert, Dachgeschoss Nummer 8 verändert. | 09295567 |
| Direkt Bild zu diesem Denkmal hochladen | Mietshaus in geschlossener Bebauung und Ecklage | Lampestraße 9 (Karte)                                       | 1887–1888 (Mietshaus) | fünfgeschossiger Eckbau, reich gestaltete Putzfassade, Eckbetonung durch Eckerker, Zeichen für eine veränderte Baugesinnung am Ende der 1880er Jahre ist das gröbere und weichere Fassadenprofil, im Stil des Historismus, baugeschichtlich und städtebaulich von Bedeutung Denkmaltext Das Eckhaus zur Hohen Straße bildet den Abschluss der ersten Bauzeile in der Lampestraße. Wie alle Eckbauten ist es fünfgeschossig, besitzt einen Erker am herumgezogenen Eckrisalit und war von einem Eckaufbau bekrönt. Der 1888 vom Architekten Oswald Horn für Moritz Tietsch errichtete Bau bezieht sich in seiner Gliederung auf das 1884 erbaute gegenüberliegende Eckhaus Nummer 10, auch hier war das deutlich niedrigere letzte Geschoss mit Stuckkränzen hervorgehoben. Zeichen für eine veränderte Baugesinnung am Ende der achtziger Jahre ist das gröbere und weichere Fassadenprofil, vor allem deutlich an der Kissenquaderung und den kurzen kräftigen Konsolen im Schlussgesims. | 09295568 |
|                                         | Mietshaus in geschlossener Bebauung und Ecklage | Lampestraße 10 (Karte)                                      | 1886–1887 (Mietshaus) | fünfgeschossiger Eckbau, reich gestaltete Putzfassade, Eckbetonung durch Eckerker, schmuckreich in den Fensterrahmungen und Bekrönungen, bemerkenswertes Treppenhaus, im Stil des Historismus, baugeschichtlich und städtebaulich von Bedeutung Denkmaltext 1887 nach Plänen von August Bergmann für Kaufmann Hermann Mehlgarten vollendetes Eckhaus zur Hohen Straße. Entspricht in Fassadengliederung den Eckhäusern Nummer 9 und 1, schmuckreicher in den Fensterrahmungen und Bekrönungen sowie in den zweiachsigen Seitenrisaliten. Bemerkenswert das große quadratische Treppenhaus mit dreiläufiger Treppe. | 09295569 |
|                                         | Mietshaus in geschlossener Bebauung | Lampestraße 11 (Karte)                                      | 1888 (Mietshaus) | fünfgeschossiges Gebäude, repräsentative historistische Putzfassade, keine klar horizontal betonte Gliederung wie bei den Nachbarbauten, die beiden Seitenrisalite durch Balkons und Kolossalpilaster gegliedert, eigenständige Gestaltung mit Akzentuierung durch Fassadenschmuck, baugeschichtlich und städtebaulich von Bedeutung Denkmaltext Nummer 11/12: 1888 nach Plänen von A. Bergmann für Carl Brand erbaut. Die ursprünglich mit einheitlichen Erscheinungsbild geplante Häuserreihe löste sich durch den Wechsel der Bauherren in sehr unterschiedliche Fassaden auf. So hebt sich Nummer 11 durch ein Abgehen von der horizontal betonten Gliederung von den Nachbarbauten ab und nimmt durch die Akzentuierung des Fassadenschmuckes fast schon Strömungen um 1900 vorweg. Nummer 12 gliederte die hohe Fassade durch Zusammenfassung der drei mittleren Geschosse. | 09295570 |
|                                         | Mietshaus in geschlossener Bebauung | Lampestraße 12 (Karte)                                      | 1888 (Mietshaus) | fünfgeschossiges Gebäude, historistische Putzfassade, gliederte die hohe Fassade durch Zusammenfassung der drei mittleren Geschosse, baugeschichtlich und städtebaulich von Bedeutung Denkmaltext Nummer 11/12: 1888 nach Plänen von A. Bergmann für Carl Brand erbaut. Die ursprünglich mit einheitlichen Erscheinungsbild geplante Häuserreihe löste sich durch den Wechsel der Bauherren in sehr unterschiedliche Fassaden auf. So hebt sich Nummer 11 durch ein Abgehen von der horizontal betonten Gliederung von den Nachbarbauten ab und nimmt durch die Akzentuierung des Fassadenschmuckes fast schon Strömungen um 1900 vorweg. Nummer 12 gliederte die hohe Fassade durch Zusammenfassung der drei mittleren Geschosse. | 09295571 |
|                                         | Mietshaus in geschlossener Bebauung | Lampestraße 13 (Karte)                                      | 1886–1887 (Mietshaus) | fünfgeschossiges Gebäude, bauliche Einheit zusammen mit dem anstoßenden Eckbau Paul-Gruner-Straße 68, repräsentative mittenbetonte Putzfassade mit klarer Geschossgliederung und großer Schmuckfreudigkeit, im Stil des Historismus, baugeschichtlich und städtebaulich von Bedeutung Denkmaltext Das letzte Haus in der Lampestraße errichtete (zusammen mit dem anstoßenden Eckbau Paul-Gruner-Straße) Ernst Riedel 1887 als Bauherr und Architekt. Obgleich nicht ganz so opulent wie in seinem gegenüberliegenden Kopfbau an der Simson/Grassistraße zeigt sich auch hier die große Schmuckfreudigkeit dieses Architekten, der später häufig verspielte Neo-Rokoko-Fassaden entwerfen wird. Ohne merkliche Akzentuierung ist hier jede Etage als selbständiges und gleichwertiges Ganzes behandelt worden. | 09295572 |
|                                         | Mietshaus in halboffener Bebauung | Lößniger Straße 1 (Karte)                                   | 1894 (Mietshaus) | dreigeschossiges Gebäude mit Tordurchfahrt und ungewöhnlichem Drempel-Dachgeschoss-Ausbau, Klinkerfassade mit Stuckdekoration und Gliederungselementen aus Sandstein, im Stil des Historismus, baugeschichtlich von Bedeutung Denkmaltext Nach Plänen des Architekten Richard Füssel 1894 für Franz Burkhart aus Dresden errichtetes dreigeschossiges Mietshaus. Klinkerbau mit Putzsockel und verputztem, ehemals genutetem Erdgeschoss, die Gesimse aus Sandstein. Beidseitig leicht vorstehende Risalite. Das erste Obergeschoss durch kräftige Stuckgliederungen der Fenster als Beletage ausgewiesen, das zweite hingegen einfacher mit Segmentbogenfenstern, deren Gewände in Klinkerdekor gestaltet sid. Das als Drempel ausgebildete Dachgeschoss wird durch eine dichte Abfolge kräftiger, das Hauptgesims tragender Konsolen gestaltet. Zwischen den Konsolen die als Lukarnen in das Dach einschneidenden und das Hauptgesims zerstückelnden Dachgeschossfenster. Mittig in der Erdgeschosszone der breite Hauseingang, dahinter ein reich mit Ornamentfliesen, Holzpaneelen, pilastergegliederten Wänden, Stuckmedaillons, Stuckdecke und Windfangtür ausgestattete Hausflur. In den Geschossen jeweils zwei Wohnungen. | 09295099 |
| Weitere Bilder                          | Wirtschaftshof mit Bürogebäude, daran anschließendem ehemaligen Stallgebäude, Werkstattgebäude am östlichen Hofende sowie südlichem Remisen- und Nebengebäude sowie Einfriedungsmauer | Lößniger Straße 7 (Karte)                                   | 1882 (Wirtschaftshof) | ehemaliger Wirtschaftshof der Leipziger Dünger-Export-Gesellschaft (unter anderem mit Stallgebäude, Wagenremise, Fass- und Beschlagschuppen und Reparaturwerkstatt) zwischen Lößniger-, Körner- und Kohlenstraße gelegen, schlichte Ziegelbauten, seit 1924 Nutzung der Anlage als Garagenhof der städtischen Müllabfuhr, ortsgeschichtlich von Bedeutung Denkmaltext Ehemaliger Wirtschaftshof der Leipziger Dünger-Export-Gesellschaft, errichtet 1882 nach Plänen des Architekturbüros Ludwig und Hülssner. Um einen langgestreckten, nach Westen zur Lößniger Straße offenen Innenhof gruppieren sich die Wirtschaftsgebäude, Stallungen, Remisen und Werkstätten als ein- und zweigeschossige Ziegelbauten. Von der Einfahrt aus gesehen vorne links ein Büro- und Wirtschaftsgebäude mit Wasch- und Farbenkeller, Expedition, Diensträumen, Küche und Speisesaal. Östlich daran anschließend ein langgestrecktes, zweiflügeliges Stallgebäude in leichter Abknickung. Mittig enthält es einen risalitartig vorstehenden Gebäudeteil mit der Einfahrt, von der aus die Mittelgänge der beiden Flügel erschlossen wurden. Jeder der beiden Flügel enthielt ursprünglich Stallungen für 30 Pferde, darüber befanden sich die Futterböden. Es folgen die ehemaligen Faß- und Beschlagschuppen und an der östlichen Schmalseite ein durch seinen Uhrengiebel als Hofabschluss ausgewiesenes Werkstatt- und Wohngebäude mit Schmiede-, Stellmacher- und Sattlerwerkstätten im Erdgeschoss sowie Schlaf-, Wasch- und Aufenthaltsräumen in Ober- und Dachgeschoss. An der südlichen, dem Stallgebäude gegenüberliegenden Längsseite eine langgestreckte, offene Wagenremise auf gusseisernen Säulen und rückwärtiger Ziegelwand, rechts davon Kohlenschuppen und Reservestall. 1924 Nutzung der Anlage als Garagenhof der städtischen Müllabfuhr, im Folgejahr Umbau des Stallgebäudes zu einer Garage für neun Müllwagen. | 09295100 |
|                                         | Mietshaus in halboffener Bebauung | Lößniger Straße 12 (Karte)                                  | 1911–1912 (Mietshaus) | dreigeschossiges Gebäude, Putzfassade mit Kalksteinsockel, beherrschendes Motiv ist ein breiter gebrochener Giebel, Fassade durch zwei flache Erker belebt, im Reform- und Heimatstil der Zeit um 1910, Architekt: Fritz Schade, baugeschichtlich von Bedeutung Denkmaltext Nach Plänen des Architekten Fritz Schade 1911–1912 für den Steinmetzmeister Emil Anders errichtetes dreigeschossiges Mietshaus. Beherrschendes Motiv des Putzbaues ist ein breiter gebrochener Giebel über den fünf mittleren Achsen, der zusammenen mit anderen Bauelementen, einem Fußwalm über dem Erdgeschoss und zwei verschieferten Dachhäusern das Gebäude in die Nähe des Heimatstiles rückt und den für herkömmliche Gestaltungen charakteristischen geschlossenen Fassadenabschluss aufbricht. In diesem Sinn ist auch die angestrebte Vertikalität der Fassade durch in den Obergeschossen vortretende seitliche Kompartimente mit vertikalen Gliederungen und die zurückhaltende Stuckdekoration des ersten Obergeschosses zu sehen. Ein erwähnenswertes Detail ist das Löwenrelief am Türsturz des Einganges. In den Geschossen jeweils zwei Wohnungen. | 09295010 |
|                                         | Mietshaus in geschlossener Bebauung und Ecklage | Lößniger Straße 14 (Karte)                                  | 1890–1891 (bezeichnet 1890 Inschrift)                                                                                        | viergeschossiges Gebäude ehemals mit Eckladen, Eckbetonung durch Abschrägung und turmartigen Dachaufbau, reich gestaltete Putzfassade mit klarer Geschossgliederung, oberstes Geschoss mit ornamentaler Stuckdekoration, im Stil des Historismus, baugeschichtlich und städtebaulich von Bedeutung Denkmaltext 1890–1891 nach Plänen des Architekten Robert Scherf für den Maurermeister Gustav Scheibe errichtetes viergeschossiges Mietshaus in abgefaster Ecklage zur Körnerstraße. Der breitgelagerte insgesamt siebzehnachsige Putzbau mit klarer geschossweiser Gliederung durch Gesimse. Erdgeschoss, erstes Obergeschoss und der gesamte Eckbereich mit einer Nutung, die Fenstergliederungen sind mit Rahmungen, Schlusssteinen und Verdachungen in die Gesamtgliederung der Fassade dezent eingefügt. Der einzige Stuckdekor der Fassade befindet sich am obersten Geschoss in wappenartigen Schilden mit ornamentaler Gestaltung zwischen den rundbogigen Fensterabschlüssen und an dem kaum noch vorhandenen ausladenden von Konsolen getragenen Hauptgesims. Im Hausflur eine Ausstattung mit Ornamentfliesen und Stuck, das Erdgeschoss mit Eckladen und zwei, die Obergeschosse mit jeweils drei Wohnungen. Der Dachausbau über dem zur Lößniger Straße gelegenen Flügel von 1923. | 09295011 |
|                                         | Mietshaus in geschlossener Bebauung | Mahlmannstraße 15 (Karte)                                   | 1902–1904 (Mietshaus) | viergeschossiges Gebäude mit Hausdurchgang und Läden, schlichte Putzfassade, Portalgestaltung in Formen der Neorenaissance, mit dem benachbarten Eckhaus Dufourstraße 38/36 errichtet, baugeschichtlich von Bedeutung Denkmaltext 1902–1904 von Otto Oehlschlegel nach eigenen Plänen erbaut. Das viergeschossige Mietshaus mit Läden im Zusammenhang mit dem benachbarten Eckhaus Dufourstraße 38/36 errichtet und diesem deutlich zu und untergeordnet. Auch hier greift die Portalgestaltung Formen der deutschen Renaissance auf, finden sich die gleichen wulstig profilierten Fenstergewände. | 09297152 |
| Direkt Bild zu diesem Denkmal hochladen | Handschwengelpumpe mit Brunnenschacht und Fassung | Markthallenstraße (Karte)                                   | vor 1891 (Handschwengelpumpe)                                                                                                | Pumpe nicht mehr vorhanden, ortsgeschichtlich von Bedeutung | 09263552 |
| Weitere Bilder                          | Denkmal für Felix Mendelssohn Bartholdy | Mozartstraße (Karte)                                        | 1947 (Denkmal) | in Erinnerung an den Komponisten und Gewandhauskapellmeister Felix Mendelssohn Bartholdy (1809–1847), Bronzebüste auf Muschelkalkstele, 1947 nach einem Modell des Bildhauers Walter Arnold geschaffen, bis 2000 in der Fritz-von-Harck-Anlage aufgestellt, im Mendelssohnhaus zwischengelagert, seit 2007 am jetzigen Standort, am 12. Juni 2007 Einweihung der gesamten Anlage mit dem freigelegten Abschnitt Pleißemühlgraben als Mendelssohn-Ufer, künstlerisch und geschichtlich von Bedeutung Denkmaltext Denkmal für den Komponisten und Leipziger Gewandhauskapellmeister Felix Mendelssohn Bartholdy. Muschelkalkstele mit Bronze-Büste von Walter Arnold, 1947. | 09295798 |
|                                         | Mietshaus in geschlossener Bebauung | Mozartstraße 1 (Karte)                                      | 1887–1889 (Mietshaus) | viergeschossiges Gebäude über hohem Souterrain mit Tordurchfahrt, herrschaftliche Putzfassade mit Gliederungselementen aus Rochlitzer Porphyrtuff, durch zwei Kastenerker und mit aufwendigem Portal geschmückt, Fassade nach Kriegsschäden in ihrem Mittelteil vereinfachend wiederaufgebaut, Giebel in jüngster Zeit rekonstruiert, im Stil der Neorenaissance, baugeschichtlich von Bedeutung, auch personengeschichtlich von Bedeutung als Geburtshaus des Künstlers Hans Hartung (1904–1989) Denkmaltext 1887 bis 1889 nach eigenen Plänen von den Architekten Alfred Ludwig und Theodor Hülssner (Architekturbüro Ludwig und Hülssner) erbaut, die im Souterrain ihre Ateliers und Ausstellungsräume besaßen. Der Durchgang im Souterrain führte zum (zerstörten) Stall- und Remisengebäude, ab 1905 auch zum Weinlokal im Untergeschoss. Die Fassade ist nach Kriegszerstörung in ihrem Mittelteil vereinfachend wiederaufgebaut worden. Damit ging die ausgeprägte Horizontalgliederung durch rote Porphyrgesimse verloren und die porphyrverkleideten Erker mit ihren hollandisierenden Renaissanceformen erscheinen isoliert vor der hellen Putzfläche. Die ursprüngliche horizontale Fassadengliederung lässt sich noch deutlich an den beiden Untergeschossen erkennen. Seit 1. Januar 1991 ist das Haus Sitz der Opernschule Leipzig. | 09295577 |
|                                         | Mietshaus in geschlossener Bebauung | Mozartstraße 3 (Karte)                                      | 1907–1908 (Mietshaus) | viergeschossiges Gebäude über hohem Souterrain mit Tordurchfahrt, schlichte Putzfassade mit neobarocker Stuckdekoration und Sandsteinsockel, zwei dominante Erker mit Haube abgeschlossen, seitlich Loggien, baugeschichtlich von Bedeutung Denkmaltext Der Bauantrag des Maurermeisters Hermann Seydel von 1907 sah ein Wohnhaus „in derselben Weise … wie die beiden Nachbarhäuser“ vor. Die Angleichung der Baupläne durch die Architekten Alfred und Leopold Stentzler an die Nummer 1 (1889) erfolgte, wie man sieht, nur in sehr allgemeiner Art. (Das westliche Nachbarhaus des Architekten Julius Zeißig ist zerstört). Der neuere Bau verzichtet auf historistisches Formenvokabular und auf Geschossteilung. Allerdings unterbrechen zwei Gurtgesimse, die das dritte Geschoss einfassen, die dominierende Vertikalbetonung durch Erker und Loggien. Auch der ursprünglich wohl farbig abgesetzte Stuckfries unter den oberen Gesims betonte den horizontalen Abschluss der Fassade, die sonst durch den überhöhten Dachaufbau zwischen den Erkertürmen zu hoch gewirkt hätte. Der seitliche Eingang zeigt, dass das Haus nur je eine herrschaftliche Wohnung pro Etage besaß, bei der sich die Räume um eine mittlere Diele gruppierten. Der Souterrain-Durchgang führt zum zweigeschossigen Hofgebäude, das Kontor, Niederlage, Garage und Chauffeurswohnung enthielt. 1924 Verkauf an Kaufmann Felix Müller (Müllers Messepalast, Kaufhaus und Ausstellungshaus Petersstraße 9). | 09295576 |
|                                         | Mietshaus in offener Bebauung mit seitlicher Toreinfahrt, Einfriedung und Pforte | Mozartstraße 8 (Karte)                                      | 1891–1892 (Mietshaus) | viergeschossiges Gebäude über geschosshohem Souterrain, ungewöhnlich gestaltete Putzfassade mit aufwendiger Ziegelgliederung, über hohem Klinkersockel schafft der ebenfalls rote Erker einen betonten Höhenschub, im Stil des Späthistorismus, Architekt: Hugo Franz, baugeschichtlich von Bedeutung Denkmaltext 1892 vom Architekten Hugo Franz nach eigenen Plänen errichtet (Atelier, Modellkammer und Privatkontor des Architekten im Souterrain). Das freistehende Mietshaus ist für die Zeit sehr unkonventionell in Grundriss und Fassadengestaltung. Die betont asymmetrische Fassade verzichtet auf Horizontalbetonung und setzt dafür auf den eher flächigen Kontrast von dunkelroten Klinkern vor heller Putzfolie. Über dem hohen Klinkersockel schafft der ebenfalls rote Erker einen betonten Höhenschub. Er ist gleichzeitig dekorativer Blickfang durch seine malerische und plastische Ausgestaltung: Sgraffitis in den Brüstungsfeldern, gelb vor dunklem Grund, zeigen tanzende Putten bei Weinernte und Kelterung. Das Bildprogramm setzt sich über die Reliefs im Bogenfeld bis zu den bronzenen freiplastischen Frauengestalten (links mit Sichel, rechts nicht erkennbar) im hohen Erkergiebel fort. | 09295752 |
|                                         | Mietshaus in offener Bebauung | Mozartstraße 10 (Karte)                                     | 1893 (Mietshaus) | viergeschossiges Gebäude über geschosshohem Souterrain, herrschaftliche neubarocke Fassade mit Sandsteinverkleidung, seitlicher Erker mit Haube abgeschlossen, baugeschichtlich von Bedeutung Denkmaltext Das freistehende herrschaftliche Mietshaus 1893 nach eigenen Plänen von Maurermeister Ernst Fritz Schade errichtet. Die mit erhöhtem Souterrain praktisch fünfgeschossige Fassade ist durch den hohen, sandsteinverkleideten Sockel und zwei Gurtgesimse horizontal unterteilt. Der Vertikalakzent des seitlichen Erkers, der – wie vielfach üblich – über zwei rechteckigen Untergeschossen ein polygonales Obergeschoss besitzt, war ursprünglich noch durch einen Erkerturm verstärkt. Auf der Gegenseite setzt in der Beletage das muschelbekrönte Fenster mit Scheinbalkon einen angedeuteten Kontrapunkt. Die Dekorationsformen mit Halbsäulen, Hermenpilastern, gebroche- nen Fensterbekrönungen usw. sind neobarock, zerstört ist das Konsolgesims, das die repräsentative Fassade über dem reich geschmückten Obergeschoss abschloss. Im Souterrain befanden sich die Küche für das Erdgeschoss, Plättstube, Dienstbotenbad, Waschhaus und Hausmeisterwohnung. | 09295751 |
|                                         | Mietshaus in offener Bebauung, seitlich mit Toreinfahrt | Mozartstraße 17 (Karte)                                     | 1897–1898 (Mietshaus) | viergeschossiges Gebäude über geschosshohem Souterrain, herrschaftlich gestaltete Putzfassade, kontrapunktisch zum ungewöhnlich breiten Seitenerker der angedeutete Seitenrisalit mit kleinem Volutengiebel, im Stil des Späthistorismus, baugeschichtlich von Bedeutung Denkmaltext 1898 nach eigenen Plänen vom Architekten Alfred Ludwig (ehemals Ludwig und Hülssner) erbaut. Auch hier lässt das hohe Souterrain (in dem sich das Architekturbüro des Bauherrn befand), den nur sechsachsigen Bau überhöht erscheinen. Daher starke Horizontalgliederung durch Spundierung bis zur Höhe des goldenen Schnitts und Gurtgesimse über jedem Geschoss. Kontrapunktisch zum breiten, gerundeten Seitenerker der angedeutete Seitenrisalit mit kleinem Volutengiebel. Die verschliffenen Kanten am Erker und auch an den Details wie Erkerkonsolen und Fensterrahmungen lassen die Nähe des Jugendstils ahnen. Das Haus wurde 1920 durch den jüdischen Rechtsanwalt Dr. Kurt Kroch erworben (Stifter des Kroch-Hochhauses am Augustusplatz) und 1943 enteignet. | 09295579 |
|                                         | Mietshaus in offener Bebauung mit seitlicher Toreinfahrt | Mozartstraße 19 (Karte)                                     | 1893–1894 (Mietshaus) | ehemals viergeschossiges Gebäude über geschosshohem Souterrain, heute um ein Geschoss erhöht, historistische Klinkerfassade mit Gliederungselementen aus Sandstein, mittig ein prächtiger Sandsteinerker, ab 1952 genutzt als Evangelische-Luth. Missionsseminar, später Theologisches Seminar bzw. Kirchliche Hochschule Leipzig, baugeschichtlich und ortsgeschichtlich von Bedeutung Denkmaltext 1894 durch das Architekturbüro Ludwig und Hülssner errichtet, deren Büroräume sich im Souterrain befanden. Die schlichte Ziegelfassade mit Sandsteingliederungen nur durch den Sandsteinerker mit eingestellten Pfeilern und Säulen aufgewertet. Die Dachzone nach Kriegszerstörung durch ein zusätzliches Geschoss entstellt (ursprünglich flaches Walmdach mit Frontispiz, Erkerabschluss mit Balustrade). Ab 1952 Sitz der Evangelisch-Lutherischen Mission, bis 1. Oktober 1992 Kirchliche Hochschule. | 09295750 |
|                                         | Erdgeschoss und Keller einer kriegsbeschädigten Villa, mit Pforte der Einfriedung, Villengarten und Garagenhaus | Mozartstraße 21a (Karte)                                    | 1902–1903 (Villa), 1916 (Garage)                                                                                             | Putzfassade mit Sandsteinelementen, mit Anklängen an den Reform- und Heimatstil, Architekt: Arthur Johlige, für sich erbaut, interessantes Garagengebäude, baugeschichtlich von Bedeutung Denkmaltext Wiederaufgebautes Erdgeschoss einer teilzerstörten Villa, die der Architekt Arthur Johlige 1903 für sich erbaut hat, mit Anklängen an Heimatstil im seitlichen Turmanbau und reliefiertem Sandsteingewände, daneben „Autohäuschen“ von 1916 | 09295587 |
| Direkt Bild zu diesem Denkmal hochladen | Doppelmietshaus (Anschrift: Mozartstraße 21 und Schwägrichenstraße 7) in offener Bebauung und in Ecklage, mit seitlicher Toreinfahrt an der Mozartstraße | Mozartstraße 21 (Karte)                                     | 1893–1894, bezeichnet 1893 (Doppelmietshaus)                                                                                 | stattliches viergeschossiges Gebäude über hohem Souterrain und mit Drempel, klar gegliederte Putzfassade mit Sandsteinsockel und -gliederungen, der kubische Bau von ausgeprägt klassischer Grundhaltung, jede Straßenseite durch einen Erker betont, baugeschichtlich und städtebaulich von Bedeutung Denkmaltext 1894 nach vermutlich eigenen Plänen für den Zimmermeister und Bauunternehmer Hermann Winkler errichteter Eckbau zur Mozartstraße. Der kubische Bau von ausgeprägt klassischer Grundhaltung, mit hohem spundierten Sockel, klarer, hierarchisch gestufter Etagenteilung, Eckquaderung und flachem Satteldach. Beide Straßenfronten mit zweiachsigen Erkern, die breitere Fassade zur Schwägrichenstraße durch einen flachen sechsachsigen Risalit akzentuiert. Die Ecke durch eingestellten Stab und Kartusche leicht gerundet. Alle Details im großzügigen Baukörper, die Friese und Sandstein-Fensterrahmungen auffallend fein gestaltet. An beiden Giebelseiten führen Eingänge in je eine der beiden ca. 200 m² großen Wohnungen pro Etage. Im Souterrain separater Eingang zur Hausmeisterwohnung. | 09295586 |
|                                         | Mietshaus in geschlossener Bebauung | Münzgasse 1 (Karte)                                         | 1868 (Mietshaus) | viergeschossiges Gebäude mit Tordurchfahrt und Läden, schlichte Putzfassade noch von klassizistischer Wirkung, ursprünglich baulicher Zusammenhang mit Peterssteinweg 12, baugeschichtlich und städtebaulich von Bedeutung Denkmaltext Nach Abriss der Seitengebäude des Petersschießgrabens ließ Caroline Bendix 1868 an deren Stelle durch Daniel Gottlob Vogel zwei neue Häuser errichten, die durch eine dazwischen liegende „Niederlage“ verbunden waren. (ruinös noch bestehend). Zwei Durchfahrten stellten die Verbindung zwischen Petersteinweg und Münzgasse her. Das Haus an der Münzgasse passt sich den früher entstandenen Nachbarbauten Nummer 3 und 5 an, besitzt aber statt des Zwerchhauses ein „französisches Dach“ mit 4 stehenden Dachfenstern. Auch hier ist der feine Putz mit Felderungen, die spundierte Erdgeschosszone mit segmentbogigen Schaufensteröffnungen und die gewendelte Treppenanlage original erhalten. | 09297156 |
|                                         | Mietshaus in geschlossener Bebauung | Münzgasse 3 (Karte)                                         | 1864 (Mietshaus) | viergeschossiges Gebäude mit Läden, Putzfassade mit breitem Zwerchhaus, noch von klassizistischer Wirkung, baugeschichtlich und städtebaulich von Bedeutung Denkmaltext Auf dem Grundstück des Petersschießgrabens erbaute sich Maurermeister Gustav A. Oehler 1864 das Mietshaus mit Läden im Erdgeschoss und je einer Wohnung pro Etage. Auch hier ist die feine Sandsteingliederung mit Konsolen und zartem Kymation unter der geraden Fensterbedachung erhalten, ebenso ein Teil der Fenster, die Haustür von 1864 sowie das spindelförmige Treppenhaus. | 09297157 |
|                                         | Mietshaus in geschlossener Bebauung | Münzgasse 5 (Karte)                                         | 1862 (Mietshaus) | viergeschossiges Gebäude mit Läden, Putzfassade mit breitem Zwerchhaus, noch von klassizistischer Wirkung, baugeschichtlich und städtebaulich von Bedeutung Denkmaltext 1862 ließ sich Caroline Bendix im Hinterland der Seifenfabrik ihres Gatten am Petersteinweg (heute Nummer 14) von Zimmermeister Carl Fricke jr. und Maurermeister Pausch das viergeschossige Wohnhaus erbauen. Es war somit das erste neue Gebäude in der Münzgasse und grenzte nördlich an die Anlagen des Petersschießgrabens und südlich an den Garten der Gaststätte Goldener Pflug. Mit der flachen Putzfugung und den breiten korbbogigen Schaufenstern in der Erdgeschoss-Ladenzone, dem Zwerchhaus (ursprünglich mit Akroterien) und der klaren, zurückhaltenden Horizontalgliederung durch feinprofilierte Gesimse und Fensterbekrönungen gibt es den Ton an für die danach entstehenden Nachbarhäuser Nummer 3 und 1. | 09297158 |
|                                         | Mietshaus in geschlossener Bebauung, mit drei Seitenflügeln zum Hof, ehemaliger Gasthof | Münzgasse 7 (Karte)                                         | im Kern 1830 (Gasthof), 1885 (Erweiterung Gasthof)                                                                           | dreigeschossiges Gebäude mit Läden und Tordurchfahrt, schlichte Putzfassade noch von klassizistischer Wirkung, der ehemalige Gasthof »Goldener Pflug« ist das älteste erhaltene Haus der Gasse, ortsgeschichtlich und städtebaulich von Bedeutung Denkmaltext Der ehemalige Gasthof „Goldener Pflug“ ist das älteste erhaltene Haus in der Münzgasse, die Bausubstanz des rechten, ursprünglichen Gebäudeteils und des rückwärtigen Seitenflügels ist noch die des 1830 von Buchhändler Leich hinter dem Petersschießgraben errichteten zweigeschossigen Gasthofes. Nach einer 1840 erfolgten Aufstockung erhielt das Haus 1885 durch die Familie Dobriner (um 1897 Schuhwarenfabrik im Seiten- und Quergebäude) einen dreiachsigen nördlichen Anbau (erkennbar am Fassadenknick) über der früheren Einfahrt. Seine Fassadengestaltung wurde der älteren, wohl aus den 1860er Jahren stammenden, angeglichen. Mit den feingearbeiteten Gesimsen und Sandstein-Fensterrahmungen, die in der ersten Etage von Akroterien gekrönt sind, entspricht sie dem in dieser Straßenseite typischen Stil. Die Ladenzone von 1885 verändert. | 09297159 |
|                                         | Wohnhaus in halboffener Bebauung | Münzgasse 9 (Karte)                                         | Mitte 19. Jahrhundert (Wohnhaus)                                                                                             | dreigeschossiges Gebäude mit Läden, schlichte Putzfassade und Dreiecksgiebel, entspricht dem biedermeierlichen Bautyp der Zeit, baugeschichtlich und städtebaulich von Bedeutung Denkmaltext Das dreigeschossige, siebenachsige Mietshaus neben dem ehemaligen Gasthof „Zum goldenen Pflug“ entstand wahrscheinlich zwischen 1850 und 1860 im Zuge der Bebauung des ehemaligen Petersschießgrabens. Die schlichte Fassade mit Zwerchgiebel und durch Bedachung hervorgehobene Mittelachsen entspricht dem biedermeierlichen Bautyp der Zeit. Im Erdgeschoss ursprünglich Läden, der Keller mit Tonnengewölbe und Gurtbögen. | 09296781 |
|                                         | Mietshaus in halboffener Bebauung | Münzgasse 11 (Karte)                                        | 1876–1877 (Mietshaus) | viergeschossiges Gebäude mit Laden, historistische Putzfassade mit eher konventioneller Sandstein- und Stuckgliederung, bauliche Einheit mit Riemannstraße 52, baugeschichtlich und städtebaulich von Bedeutung Denkmaltext Riemannstraße 52 mit Münzgasse 11: Repräsentatives vier- bis fünfgeschossiges Doppelmietshaus, das der Bauunternehmer Friedrich Wilhelm Fischer 1876–1877 als Dreiflügelbau in abgefaster Ecklage errichtete. Erhöhter fünfgeschossiger, von Eckrisaliten eingefasster Mittelrisalit als point de vue des versetzten westlichen Abschnittes der Riemannstraße, zwei viergeschossig mit Mansarddächern errichtete Seitenflügel als Fronten zu Riemannstraße und Münzgasse. Die Putzfassade mit im Vergleich zu der zeitgleichen Nachbarbebauung eher konventioneller Sandstein- und Stuckgliederung, die Fenster mit geraden Verdachungen und Sohlbänken auf kleinen Konsolen, erstes und zweites Obergeschoss werden durch schmale Gurtgesimse zu einer Zone zusammengefasst. Durch Dreiecksgiebel an den Risaliten, Scheinbalustraden und zarten Stuckdekor in den Brüstungsfeldern ist das erste Obergeschoss als Beletage ausgewiesen. An der abgefasten Eckachse zwei schmiedeeiserne Balkone. Das Erdgeschoss als durchgehende Ladenzone, die Ladenfronten zum Teil aus der Erbauungszeit, zum Teil von 1909. In den Hausfluren Fußbodenfliesen und Stuckdekor. Die Obergeschosse mit jeweils zwei Wohnungen in Riemannstraße 52 und einer in Münzgasse 11. 1926 massiver Ausbau des Mansardgeschosses über dem zur Riemannstraße weisenden Flügel. | 09297160 |
|                                         | Mietshaus in geschlossener Bebauung | Münzgasse 14 (Karte)                                        | 1880 (Mietshaus) | viergeschossiges Gebäude mit Laden, schmale Hausfront, Putzfassade mit feinen Sandsteingliederungen und zartem Stuck, im Stil des Historismus, baugeschichtlich und städtebaulich von Bedeutung Denkmaltext Nach Abbruch eines alten zweigeschossigen Hauses fügte der Architekt Eduard Neimann 1880 das Wohn- und Geschäftshaus für den Fleischermeister Friedrich Neimann in die mit Nummer 16 festgelegte Baufluchtlinie. Da die bereits bestehenden Bauten (zerstört, alle zur Schlachterei Neimann gehörend), weiter in den Straßenraum vorragten, erhielt die schmale Hausfront eine deutliche Schrägung. Die nur dreiachsige Fassade ist mit feinen Sandsteingliederungen und zartem Stuck (Lotosblüten) in den Lünetten geschmückt. | 09297161 |
|                                         | Mietshaus in geschlossener Bebauung | Münzgasse 16 (Karte)                                        | 1880 (Mietshaus) | viergeschossiges Gebäude mit Tordurchfahrt und Läden, schlichte, im Detail fein durchgebildete Putzfassade, symmetrische Gestaltung, im Stil des Historismus, baugeschichtlich und städtebaulich von Bedeutung Denkmaltext 1879–1880 als erstes Haus in der neuen Baufluchtlinie der Westseite Münzgasse errichtet. Der Seitenflügel (Werkstatt und Wohnungen) bereits vorher durch den Maurermeister Ernst Fischer gebaut. Schlichte, im Detail fein durchgebildete Fassade, deren Horizontalgliederung durch flache Seitenrisalite mit leichter Putzfugung harmonisiert wird. Erste Etage mit Fensterbedachungen, darin und darunter feiner Ranken-Stuckdekor. Über einem konsolgestützten Gurtgesims Obergeschoss mit Segmentbogenfenstern, darüber kräftiges Konsolgesims. Fenster, Türen und Ausstattung des Treppenhauses original erhalten. | 09297162 |
|                                         | Doppelmietshaus (Nr. 18/22) in geschlossener Bebauung | Münzgasse 18; 22 (Karte)                                    | 1881 (Mietshaus) | viergeschossiges Gebäude mit Tordurchfahrt und Läden, markant gestaltete Putzfassade, auffälliger Fassadenschmuck mit ornamentierten Terrakotta-Friesen, roten Kunstmarmor-Säulen zwischen den gekuppelten Bogenfenstern, Vase und Nischenfigur aus gleichem Material, singulär in der Leipziger Mietshausarchitektur, Architekt: Hugo Franz, erbaut für den Fuhrunternehmer Hermann Schramm, verdeutlicht inmitten der schlichten Häuser der Münzgasse den Anspruch des zu Reichtum gelangten Neu-Unternehmers der Gründerzeit, ortsentwicklungsgeschichtlich, baugeschichtlich und städtebaulich von Bedeutung Denkmaltext Nummer 18/20/22: „Schramms Hof“, 1881 nach Abriss der Gebäude des sogenannten Büttnerschen Gutes für den Fuhrunternehmer Hermann Schramm durch Hugo Franz errichtet. Der auffällige Fassadenschmuck mit ornamentierten Terrakotta-Friesen, roten Kunstmarmor-Säulen zwischen den gekuppelten Bogen- fenstern, Vase und Nischenfigur aus gleichem Material ist – noch vor dem 1887 an der Petersstraße erbauten Klinger-Haus – singulär in der Leipziger Mietshausarchitektur und verdeutlicht inmitten der schlichten Häuser der Münzgasse den Anspruch des zu Reichtum gelangten Neu-Unternehmers der Gründerzeit. Original erhalten ist die Ladenzone mit den in der Straße üblichen segmentbogigen Fensterabschlüssen. | 09297164 |
|                                         | Mietshaus in Ecklage und in ehemals geschlossener Bebauung | Münzgasse 28 (Karte)                                        | 1882 (Mietshaus) | viergeschossiges herrschaftliches Gebäude mit Läden, repräsentative Klinker-Sandstein-Fassade, Balkone mit schön geschmiedeten Gittern, Eckbetonung mit Sandstein-Erker, Mietshaus in Formen einer schmuckreichen Neorenaissance, im Innern bemerkenswerter Hausflur, baugeschichtlich und städtebaulich von Bedeutung Denkmaltext Nach Abriss zweier der Stadt gehörenden eingeschossigen Häuser auf dem ehemaligen Areal der alten Münze entstand im Zusammenhang der Anlage von Harkort- und verlängerter Albert(Riemann-)straße der prunkvolle Eckbau als Abschluss der alten Münzgasse. Er wurde 1881–1882 vom Architekten Carl Gustav Aeckerlein für den Stukkateur und Vergolder Louis Heydenreich (s. Roßbachhaus Beethovenstraße 8) gebaut. Als „herrschaftliches Gebäude mit gediegenster Ausstattung und allem Comfort der Neuzeit“ enthielt es neben Comptoirs im Erdgeschoss in den Hauptgeschossen je eine riesige Etagenwohnung mit großem Ecksalon. Entsprechend anspruchsvoll ist die Fassadengestaltung : Ziegel über sandsteinverblendetem Erdgeschoss und Sandsteingliederungen in Formen einer schmuckreichen Neorenaissance, reich stuckiertes Schlussgesims und schön geschmiedete Balkongitter. Erhalten sind auch die originalen Fenster einschließlich der Jalousiekörbe. Im Innern bemerkenswertes Treppenhaus auf kreisförmigem Grundriss. | 09297166 |
|                                         | Handschwengelpumpe mit Brunnenschacht und Abdeckplatte | Münzplatz (Karte)                                           | vor 1879 (Handschwengelpumpe)                                                                                                | in Ecklage Münzgasse, Typ Vogelkäfig, ortsgeschichtlich von Bedeutung Denkmaltext Gusseiserne Handschwengelpumpe des Typs Vogelkäfig an der Einmündung der Münzgasse. Nach 1910. | 09297205 |
|                                         | Mietshaus in geschlossener Bebauung | Niederkirchnerstraße 4 (Karte)                              | 1871–1872 (Mietshaus) | fünfgeschossiges Gebäude mit Tordurchfahrt, gut gegliederte, klassizistisch wirkende Putzfassade, baugeschichtlich von Bedeutung Denkmaltext 1871–1872 durch den Bauunternehmer Ernst Ramm errichtetes fünfgeschossiges Mietshaus. Putzbau mit zum Teil entfernten Gliederungen, das Erdgeschoss mit Putzquaderung und rundbogiger Toreinfahrt. | 09297170 |
|                                         | Mietshaus in geschlossener Bebauung | Niederkirchnerstraße 6 (Karte)                              | 1870–1871 (Mietshaus) | fünfgeschossiges Gebäude, Fensterverdachungen und Stuckdekorationen der Putzfassade rekonstruiert, noch von klassizistischer Wirkung, baugeschichtlich von Bedeutung Denkmaltext Das viergeschossige Mietshaus mit massivem Dachgeschoss entstand 1870–1871 nach Plänen des Maurermeisters J. G. Riedel für den Kaufmann Sigismund Süßermann. Die Fensterverdachungen und Stuckdekorationen der Putzfassade rekonstruiert, das Erdgeschoss mit Putzquaderung. Im Hof ein 1876–1877 durch den Zimmermeister Gustav Teichmann errichtetes dreigeschossiges Hintergebäude, ursprünglich mit Werkstätten in Erd- und erstem Obergeschoss und einer Wohnung im obersten Stockwerk. | 09297172 |
|                                         | Mietshaus in geschlossener Bebauung | Niederkirchnerstraße 8 (Karte)                              | 1872 (Mietshaus) | fünfgeschossiges Gebäude mit Hausdurchgang, rekonstruierte historistische Putzfassade mit einfachen Gliederungen, baugeschichtlich von Bedeutung | 09299306 |
|                                         | Mietshaus in ehemals geschlossener Bebauung | Niederkirchnerstraße 10 (Karte)                             | 1871–1872 (Mietshaus) | fünfgeschossiges Gebäude mit Hausdurchgang, rekonstruierte historistische Putzfassade mit einfachen Gliederungen, baugeschichtlich von Bedeutung Denkmaltext Viergeschossiges, 1871–1872 nach Plänen des Maurermeisters Franz Schirmer für den Zimmermeister Heinrich David Hahn errichtetes Mietshaus. Putzbau mit einfachen Gliederungen und dichter Reihe von Dachhäusern im „französischen“ Dach. | 09297174 |
| Direkt Bild zu diesem Denkmal hochladen | Ehemaliges Brauereigebäude (Anschriften: Braustraße 28, Karl-Liebknecht-Straße 36 und Niederkirchnerstraße 19), mit ausgedehnten Kelleranlagen (zur Leuchtreklame – siehe Braustraße 28) | Niederkirchnerstraße 19 (Karte)                             | 1872–1873 (Brauerei) | Baugruppe aus der Gründerzeit, einfache Putzfassaden, zum Teil Ziegelfassaden, ortsgeschichtlich und technikgeschichtlich von Bedeutung | 09263061 |
| Direkt Bild zu diesem Denkmal hochladen | Handschwengelpumpe mit Brunnenschacht und Abdeckplatte | Paul-Gruner-Straße (Karte)                                  | 1898 (Handschwengelpumpe) | in Ecklage Arthur-Hoffmann-Straße, Pumpe nicht mehr vorhanden, ortsgeschichtlich von Bedeutung | 09297307 |
|                                         | Mietshaus in geschlossener Bebauung und in Ecklage | Paul-Gruner-Straße 1 (Karte)                                | 1895–1896 (Mietshaus) | viergeschossiges Gebäude ehemals mit Eckladen, historistische Klinkerfassade mit Sandsteingesimsen und einfachen Stuckgliederungen, Ecke weist drei schmiedeeiserne Balkone auf, baugeschichtlich und städtebaulich von Bedeutung Denkmaltext Breitgelagertes viergeschossiges Mietshaus in Ecklage, das 1895–1896 durch den Maurermeister Eduard Steyer für den Kaufmann Johannes Meister anstelle eines zweigeschossigen Kontorgebäudes von 1868 errichtet wurde. Die Klinkerfassade mit Sandsteingesimsen, einfachen Stuckgliederungen und ornamentalem Rautenband unterhalb des Hauptgesimses, das Erdgeschoss verputzt mit Nutung. Die Ecke weist drei schmiedeeiserne Balkone auf und wird von einem Dachhaus bekrönt. Das Erdgeschoss enthält Läden und Kontorräume, die Obergeschosse mit jeweils zwei Wohnungen. | 09297176 |
|                                         | Mietshaus in ehemals geschlossener Bebauung | Paul-Gruner-Straße 3 (Karte)                                | 1880 (Mietshaus) | viergeschossiges Gebäude ehemals mit Laden, üppig dekorierte Klinker-Putz-Fassade mit Sandstein- und Stuckgliederungen, Seitenrisalite betont durch Halbsäulen und Pilaster, im Stil des Historismus, baugeschichtlich von Bedeutung Denkmaltext 1880 nach Plänen des Architekten Richard Hagemann für Johann Gottfried Senf erbautes viergeschossiges Mietshaus. Klinkerfassade mit Sandstein- und Stuckgliederungen, das Erdgeschoss mit Putznutung. Beidseitig die zwei äußeren Achsen in den Obergeschossen leicht vorstehend und betont durch Gesimse, Halbsäulen und Pilaster. Der Hausflur mit Stuckdekor, in den Geschossen jeweils zwei Wohnungen. | 09297178 |
|                                         | Mietshaus in ehemals geschlossener Bebauung | Paul-Gruner-Straße 14 (Karte)                               | 1870–1871 (Mietshaus) | schlichte historistische Putzfassade mit Sandsteingesimsen, Fassade zum Teil rekonstruiert, hübsche Hauseingangstür, Geburtshaus der Leipziger Mundartdichterin Lene Voigt (1891–1962), baugeschichtlich und personengeschichtlich von Bedeutung Denkmaltext Durch den Maurermeister Julius Richter für Privatmann Alwin Hermann Manke 1870–1871 erbautes viergeschossiges Mietshaus mit massiv ausgeführtem Dachgeschoss. Schlichter Putzbau mit Sandsteingesimsen, das Erdgeschoss ursprünglich mit Nutung. Der Hausflur mit Stuckblendarkaden, pro Geschoss eine Wohnung. | 09297179 |
|                                         | Mietshaus in ehemals geschlossener Bebauung | Paul-Gruner-Straße 16 (Karte)                               | 1888–1890 (Mietshaus) | viergeschossiges Gebäude mit Tordurchfahrt und ehemals mit Laden, Putzfassade mit kräftigen Sandsteingesimsen und Stuckdekorationen, beidseitig jeweils ein von Pilastern eingefasster Seitenrisalit, im Stil des Historismus, baugeschichtlich von Bedeutung Denkmaltext Breitgelagertes, 1888–1890 nach Plänen des Architekten Clemens Thieme für den Glasermeister August Lehmann errichtetes viergeschossiges Mietshaus. Putzfassade mit kräftigen Sandsteingesimsen und zarten Stuckdekorationen. Das Erdgeschoss ursprünglich genutet. Beidseitig jeweils ein von Pilastern eingefasster Seitenrisalit. Die Fenster mit Verdachungen, vorstehenden Sohlbänken, Rund- und Dreiecksgiebeln. Das Erdgeschoss enthält zwei Wohnungen, zwei Läden und eine Tordurchfahrt mit Stuckausstattung, die Obergeschosse mit jeweils drei Wohnungen. | 09297180 |
|                                         | Mietshaus in ehemals halboffener Bebauung | Paul-Gruner-Straße 19 (Karte)                               | 1872 (Mietshaus) | fünfgeschossiges Gebäude, hochaufragender Putzbau mit schlichter Sandsteingliederung, konventionelle Gestaltung mit flachen Seitenrisaliten, im Stil des Historismus, baugeschichtlich von Bedeutung Denkmaltext Fünfgeschossiges durch den Maurermeister Julius Richter 1872 für den Kaufmann und Kunstsammler E. Prell-Erkens gebautes Mietshaus. Der hochaufragende Putzbau mit schlichter Sandsteingliederung ursprünglich in halboffener Bebauung. Die Giebelwand an einer Seite durchfenstert, an sie wurde 1876 eine zweigeschossige Veranda angefügt. Erdgeschoss, erstes und zweites Obergeschoss mit jeweils einer großbürgerlichen Wohnung, die anderen Geschosse enthalten jeweils zwei Wohnungen. Östlich angrenzend ein Garten. | 09297181 |
|                                         | Mietshaus in offener Bebauung und in Ecklage | Paul-Gruner-Straße 24 (Karte)                               | 1872–1873, später überformt (Mietshaus)                                                                                      | dreigeschossiges Gebäude über hohem Souterrain mit Eckladen, breitgelagerte achtachsige Hauptfront zur Bernhard-Göring-Straße mit schmiedeeisernem Balkon, die Anfang der 1930er Jahre veränderte historistische Putzfassade durch Kolossal-Pilaster gegliedert, baugeschichtlich und städtebaulich von Bedeutung Denkmaltext Paul-Gruner-Straße 24 (ehemals auch Bernhard-Göring-Straße 22): Das freistehende Wohnhaus wurde 1872/1873 nach Plänen des Architekten H. Dressler für den Bauunternehmer F. W. Göppler errichtet. Die breitgelagerte achtachsige Hauptfront zur Bernhard-Göring-Straße ist mit schmiedeeisernen Balkons und wie die dreiachsigen Schmalseiten durch Pilaster gegliedert. Ansonsten sind von der ursprünglichen Fassadengestaltung nach einer Neuverputzung 1931 nur noch die Gesimse und Verdachungen erhalten. Der nördlichen Schmalseite ist eine gusseiserne Veranda vorgelagert. Das Erdgeschoss enthielt die herrschaftliche Wohnung des Eigentümers, zu der auch Wirtschaftsräume und Kammern im Souterrain gehörten. Die beiden Obergeschosse sind mit jeweils einer großzügigen Mietwohnung ausgestattet. Ladeneinbauten erfolgten 1906 in der Veranda und 1907 im Erdgeschoss, der massive Dachausbau über den vier mittleren Achsen stammt von 1932. | 09295672 |
|                                         | Mietshaus in geschlossener Bebauung | Paul-Gruner-Straße 25 (Karte)                               | 1867 (Mietshaus) | fünfgeschossiges Gebäude mit zentraler Tordurchfahrt, guterhaltene Putzfassade mit Stuck- und Sandsteingliederung, im Erdgeschoss rundbogige Fenster paarweise durch übergreifende Bögen zusammengefasst, im Stil des Historismus, baugeschichtlich von Bedeutung Denkmaltext Stattliches viergeschossiges, 1867 durch den Maurermeister Eduard Findeisen für den Zimmerpolier Johann August Gentzsch errichtetes Mietshaus mit massivem Dachgeschoss. Die guterhaltene Putzfassade mit Sandsteingesimsen und Stuckgliederungen, über einem hohen kunststeinverkleideten Sockel ein mit einer Nutung versehenes Erdgeschoss, dessen rundbogige Fenster paarweise durch übergreifende Bögen zusammengefasst sid. In der zentral angeordneten Tordurchfahrt eine Wandgliederung. Die erhaltene Hofbebauung, zwei zweigeschossige Seitengebäude mit Werkstätten, stammt aus den Jahren 1863 und 1874. | 09297183 |
| Weitere Bilder                          | Methodistenkirche und Einfriedung | Paul-Gruner-Straße 26 (Karte)                               | 1921 (Kirche) | verputzter Saalbau mit Apsis, die Straßenseite von einem breiten Mittelrisalit mit Pilastern und großem Giebel beherrscht, neoklassizistischen Anklängen, Architekt: Richard Wagner, nach Kriegsbeschädigung leicht verändert wiederaufgebaut, kirchengeschichtlich, baugeschichtlich und ortsgeschichtlich von Bedeutung Denkmaltext Von der 1875–1876 durch die Maurermeister H. Pausch und Adolf Nolte für den Verleger Julius F. Meißner errichteten zweigeschossigen Villa nach Kriegszerstörung und 1951 erfolgtem Abriss der Ruine nur noch das Kellergeschoss, ein zweigeschossiges klinkerverkleidetes seitlich links zur Straße gelegenes Stall- und Remisengebäude mit Kutscherwohnung und mittlerer Säulenloggia im Obergeschoss sowie ein schmiedeeisernes Tor der Einfriedung vorhanden. 1923 Erwerb des Grundstückes durch die Bischöfliche Methodistengemeinde im Königreich Sachsen, die bereits 1921 nach Plänen des Architekten Richard Wagner südöstlich der Villa die Kreuzkirche errichtet hatte. Bei ihr handelt es sich um einen kleinen verputzten Saalbau von 30 Metern Länge und 14 Metern Breite mit Apsis und umlaufendem Hauptgesims. Die zur Straße gelegene Eingangsfront an der Südseite wird von einem breiten Mittelrisalit mit ionischen Pilastern und großem ungegliedertem Giebel beherrscht. Die Längswände mit großformatigen Rundbogenfenstern, an der Westseite ebenfalls ein giebelbekrönter, durch ionische Pilaster gegliederter Mittelrisalit. Von den drei Emporen des Kirchenschiffes nur noch die an der Südseite über dem Eingang vorhanden, die einen Veranstaltungsraum enthält. Der Innenraum wurde ursprünglich durch eine Christus als Auferstandenen zeigende monumentale Wandmalerei an der dem Eingang gegenüberliegenden Nordseite bestimmt. Nach einem Bombentreffer während des Krieges 1947–1949 Instandsetzung des ausgebrannten Innenraumes und Errichtung eines Behelfsdaches durch den Baumeister Karl Petermann, dabei Erweiterung der Apsis und Einbau von zwei Apsisfenstern mit Glasgemälden „Einsetzung des Abendmahles“ und „Kreuzigung“ nach Entwürfen von Paula Jordan. | 09297184 |
|                                         | Ehemaliges Remisengebäude einer kriegszerstörten Villa, heute Gemeindezentrum der Methodisten, mit Toranlage, Einfriedung, Garten und Hofpflasterung | Paul-Gruner-Straße 26 (Karte)                               | 1875–1876 (Remisengebäude)                                                                                                   | im Grundstück seitlich links zur Straße gelegenes Stall- und Wagenremisengebäude mit Kutscherwohnung, repräsentatives Klinkergebäude mit Sandsteingliederungen, mittlere Säulenloggia im Obergeschoss, im Stil des Historismus, Architekten: Ende & Böckmann, Berlin, bemerkenswertes schmiedeeisernes Tor, baugeschichtlich, künstlerisch und ortsgeschichtlich von Bedeutung Denkmaltext Von der 1875–1876 durch die Maurermeister H. Pausch und Adolf Nolte für den Verleger Julius F. Meißner errichteten zweigeschossigen Villa nach Kriegszerstörung und 1951 erfolgtem Abriss der Ruine nur noch das Kellergeschoss, ein zweigeschossiges klinkerverkleidetes seitlich links zur Straße gelegenes Stall- und Remisengebäude mit Kutscherwohnung und mittlerer Säulenloggia im Obergeschoss sowie ein schmiedeeisernes Tor der Einfriedung vorhanden. 1923 Erwerb des Grundstückes durch die Bischöfliche Methodistengemeinde im Königreich Sachsen, die bereits 1921 nach Plänen des Architekten Richard Wagner südöstlich der Villa die Kreuzkirche errichtet hatte. Bei ihr handelt es sich um einen kleinen verputzten Saalbau von 30 Metern Länge und 14 Metern Breite mit Apsis und umlaufendem Hauptgesims. Die zur Straße gelegene Eingangsfront an der Südseite wird von einem breiten Mittelrisalit mit ionischen Pilastern und großem ungegliedertem Giebel beherrscht. Die Längswände mit großformatigen Rundbogenfenstern, an der Westseite ebenfalls ein giebelbekrönter, durch ionische Pilaster gegliederter Mittelrisalit. Von den drei Emporen des Kirchenschiffes nur noch die an der Südseite über dem Eingang vorhanden, die einen Veranstaltungsraum enthält. Der Innenraum wurde ursprünglich durch eine Christus als Auferstandenen zeigende monumentale Wandmalerei an der dem Eingang gegenüberliegenden Nordseite bestimmt. Nach einem Bombentreffer während des Krieges 1947–1949 Instandsetzung des ausgebrannten Innenraumes und Errichtung eines Behelfsdaches durch den Baumeister Karl Petermann, dabei Erweiterung der Apsis und Einbau von zwei Apsisfenstern mit Glasgemälden „Einsetzung des Abendmahles“ und „Kreuzigung“ nach Entwürfen von Paula Jordan. | 09304628 |
|                                         | Mietshaus in geschlossener Bebauung und zwei Hofgebäude | Paul-Gruner-Straße 27 (Karte)                               | 1910–1911 (Mietshaus), 1864–1865 (Hinterhaus), 1875 (Werkstatt)                                                              | viergeschossiges Gebäude mit Tordurchfahrt und ehemals mit Laden, schlichte Putzfassade, zwei stark vortretende Seitenrisalite mit Putzreliefs, im Reformstil der Zeit um 1910, Hofgebäude ursprünglich mit Schlosser-, Schmiede- und Stellmacherwerkstatt, baugeschichtlich und ortsgeschichtlich von Bedeutung Denkmaltext Viergeschossiges, 1910–1911 nach Plänen des Architekten F. Otto Gerstenberger für den Schmiedemeister und Inhaber einer Wagenbauanstalt Otto Besser erbautes Mietshaus mit schlichter Putzfassade. Zwei stark vortretende Seitenrisalite, dessen Antragsarbeiten Arbeitsszenen des Schmiedehandwerks zeigen. Der zurückstehende Mittelteil durch im Bereich der Fenster gegeneinander abgesetzte Stuckflächen gestaltet, doch das beherrschende Motiv ist die zentrale, in das Erdgeschoss eingeschnittene Tordurchfahrt. Das Erdgeschoss mit Lager- und Ladenräumen ehemals einer Kohlenhandlung, die Obergeschosse mit jeweils drei Wohnungen. Im Hof ein dreigeschossiges Hinterwohngebäude mit zwei Werkstellen im Erdgeschoss, errichtet 1864–1865 durch den Maurermeister Franz Schirmer für den Schlossermeister Rudolph Krug sowie ein Seitengebäude ebenfalls mit Wohnungen, das 1875 für Otto Besser entstand und im Erdgeschoss eine Schmiede- und eine Stellmacherwerkstatt enthielt. | 09297186 |
|                                         | Mietshaus in geschlossener Bebauung mit Seitenflügel zum Hof | Paul-Gruner-Straße 29 (Karte)                               | 1868 (Mietshaus) | viergeschossiges schmales Gebäude, schlichte Putzfassade mit einfacher Sandsteingliederung, städtebaulich von Bedeutung Denkmaltext Schlichtes, 1868 durch den Maurermeister Franz Schirmer für den Buchbinderwerkzeugmeister Hermann Neubauer erbautes viergeschossiges Mietshaus als Putzbau mit dreigeschossigem Seitenflügel und einfacher Sandsteingliederung. Der Eingang seitlich, im Erdgeschoss, ersten und zweiten Obergeschoss jeweils zwei Wohnungen, das dritte mit einer Wohnung. | 09297187 |
|                                         | Mietshaus in geschlossener Bebauung | Paul-Gruner-Straße 31 (Karte)                               | 1864–1865 (Mietshaus) | viergeschossiges Gebäude mit Hausdurchgang, Putzfassade mit Sandsteingliederungen und Stuckdekor, von klassizistischer Wirkung, baugeschichtlich von Bedeutung Denkmaltext 1864–1865 durch den Maurermeister Franz Schirmer für den Buchbinderwerkzeugmeister Hermann Neubauer erbautes viergeschossiges Mietshaus. Die Putzfassade mit Sandsteingliederungen und Stuckdekor, das Erdgeschoss genutet, über dem Hauptgesims in dichter Reihung drei Dachhäuser. Eingang, Hausflur und Treppenhaus seitlich, die Geschosse enthalten jeweils eine Wohnung. | 09297188 |
|                                         | Mietshaus in geschlossener Bebauung | Paul-Gruner-Straße 33 (Karte)                               | 1867–1868 (Mietshaus) | stattliches fünfgeschossiges Gebäude mit Tordurchfahrt, ehemals mit Laden, klassizistisch wirkende Putzfassade, Betonung der vier mittleren Fensterachsen, baugeschichtlich von Bedeutung Denkmaltext Viergeschossiges, 1868 durch den Maurermeister J. C. Oehler für den Kohlenhändler Adolph Bernhard Ernesti erbautes Mietshaus mit massiv ausgeführtem Dachgeschoss und breitangelegter zehnachsiger Putzfassade. Hauptmerkmal der Fassadengestaltung ist die Betonung der vier mittleren Achsen mit zwei rundbogigen Toreingängen im Erdgeschoss und einer Hervorhebung der Fenster durch Verdachungen und Spiegel in den oberen Geschossen. Das Erdgeschoss mit Putznutung. Die Geschosse mit jeweils zwei Wohnungen, im Erdgeschoss seit 1903 ein Gaststätteneinbau. Im Hof vier zwischen 1865 und 1868 durch die Maurermeister Daniel Gottlob Vogel und Julius Richter für Ernesti errichtete zwei- und dreigeschossige Seitengebäude mit Werkstätten und Wohnungen. | 09297189 |
|                                         | Mietshaus in geschlossener Bebauung | Paul-Gruner-Straße 38 (Karte)                               | um 1885 (Mietshaus) | fünfgeschossiges Gebäude, Putzfassade von klassizistischer Wirkung, interessanter Wechsel von Rundbogen- und Rechteckfenstern, baugeschichtlich von Bedeutung | 09261886 |
|                                         | Mietshaus in geschlossener Bebauung und Hinterhaus | Paul-Gruner-Straße 39 (Karte)                               | 1865–1866 (Mietshaus), 1913 (Hinterhaus)                                                                                     | viergeschossiges Gebäude mit Tordurchfahrt, mittig betonte Putzfassade mit zurückhaltenden Sandsteingliederungen, von klassizistischer Wirkung, Hinterhaus mit Klinker-Putz-Fassade, baugeschichtlich von Bedeutung Denkmaltext Durch den Maurermeister Franz Schirmer für Johann Gottfried Neubauer 1865–1866 errichtetes Mietshaus. Putzbau mit zurückhaltenden Sandsteingliederungen und zentraler segmentbogiger Tordurchfahrt. Über dem mit einem Zahnschnittfries gestalteten Hauptgesims zwei Dachhäuser. Im Hof zwei dreigeschossige Seitenwohngebäude von 1864–1865. | 09297190 |
|                                         | Mietshaus in halboffener Bebauung | Paul-Gruner-Straße 40 (Karte)                               | um 1885 (Mietshaus) | fünfgeschossiges Gebäude mit charakteristischer Putzfassade von klassizistischer Wirkung, interessanter Wechsel von Rundbogen- und Rechteckfenstern, baugeschichtlich von Bedeutung | 09261184 |
|                                         | Mietshaus in geschlossener Bebauung | Paul-Gruner-Straße 41 (Karte)                               | 1873–1874 (Mietshaus) | viergeschossiges Gebäude mit Tordurchfahrt, mittig betonte Putzfassade, historistische Fassade noch von klassizistischer Wirkung, baugeschichtlich von Bedeutung Denkmaltext Viergeschossiges, 1873–1874 durch den Maurermeister Gustav Vogel für den Lohnkutscher Johann Gottfried Richter erbautes Mietshaus. Putzfassade mit Sandsteingesimsen, die Fensterverdachungen auf zarten Konsolen ruhend. Betonung der beiden mittleren, zusammenstehenden Achsen durch Akroterien, darunter eine zentrale, im Kontrast zu den rundbogigen Erdgeschossfenstern rechteckig eingeschgnittene Tordurchfahrt. Das Souterrain mit Kunststeinverkleidung, das Erdgeschoß mit Nutung. In der Dachzone fünf Dachhäuser in dichter Reihung. | 09297191 |
|                                         | Mietshaus in ehemals geschlossener Bebauung | Paul-Gruner-Straße 43 (Karte)                               | 1875–1876 (Mietshaus) | viergeschossiges Gebäude mit Tordurchfahrt und Halbgeschoss im Dach, mittig betonte Putzfassade mit Sandsteingesimsen und Stuckgliederungen, historistische Fassade noch von klassizistischer Wirkung, baugeschichtlich von Bedeutung Denkmaltext Viergeschossiges, 1875–1876 durch den Maurermeister Gotthelf Hartung für Friedrich Wörmcke erbautes Mietshaus. Putzfassade mit Sandsteingesimsen und Stuckgliederungen, die Fensterverdachungen des ersten und zweiten Obergeschosses weisen Akroterien auf. Die Gebäudemitte hervorgehoben durch zentrale Tordurchfahrt und paarweise zusammenstehende Fenster, die von Dreiecks- und Rundgiebeln mit Stuckdekor überfangen werden. Das Erdgeschoss ursprünglich mit Nutung. Die Geschosse enthalten jeweils zwei Wohnungen. | 09297192 |
|                                         | Hotel und Saalbau der Landeskirchlichen Gemeinschaft | Paul-Gruner-Straße 44 (Karte)                               | 1907–1908 (Gemeindehaus) | dreigeschossiges Gebäude mit ausgebautem Dachgeschoss, gut gegliederte Putzfassade, im Reformstil der Zeit um 1910, der große Saal (Predigersaal) nach Kriegsschäden verändert wiederaufgebaut, baugeschichtlich und ortsgeschichtlich von Bedeutung Denkmaltext Anstelle einer zweigeschossigen Villa, die 1860 der Maurermeister Friedrich Ryssel errichtet hatte, entstand in den Jahren 1907–1908 nach Plänen des Architekten Paul Lange der langgestreckte Saalbau als Gemeinschaftshaus für den Gemeinschaftsverein im Königreich Sachsen e.V. (heute Landeskirchliche Gemeinschaft), einem Zusammenschluss evangelischer Männer zur christlichen Lebensführung. Der Saalbau verputzt in Ziegelbauweise, die Keller- und Geschossdecken sowie die Stützen der Saaldecken aus Eisenbeton. Der Haupttrakt viergeschossig mit bis zum Sohlbankgesims des obersten Geschosses reichender Vertikalgliederung, östlich anschließend ein dreigeschossiger Anbau mit einem Portal in geometrisierenden Jugendstilformen. Erstes und zweites Obergeschoss enthalten den großen Saal (Predigersaal), der ursprünglich an der nördlichen Längsseite eine Apsis mit Podium und zwei Kanzeln sowie zwei Galerien an den Schmalseiten aufwies. Im ersten Obergeschoss des Anbaus der kleine Saal (Brüdersaal), darüber eine Wohnung. Im Erdgeschoss des Haupttraktes unterhielt der Homöopathische Centralverein Deutschlands eine Praxis, einen Laden und ein Gedenkzimmer an den Begründer der Homöopathie Richard Hahnemann. Von 1887 bis 1907 war der Homöopathische Verein Grundstückseigentümer gewesen und hatte 1887–1888 ebenfalls nach Plänen von Paul Lange im rückwärtigen Teil des Grundstückes ein dreigeschossiges, im Zweiten Weltkrieg zerstörtes Klinikgebäude errichtet. Auch der Saalbau erlitt Kriegsschäden und brannte im Inneren aus, während die Außenmauern, die Betondecken und die Treppen nur geringfügig beschädigt wurden. Ein Wiederaufbau erfolgte in den Jahren 1946–1950. Von 1996 bis 1997 zum Hotel Michaelis umgebaut. | 09297193 |
| Weitere Bilder                          | Petrischule: Schule, mit Vorgarten und Einfriedung | Paul-Gruner-Straße 50 (Karte)                               | 1872–1873 (Schule) | zusammen mit der rückwärtig angrenzenden Schule an der Hohen Straße als Doppelschule errichtet, Hauptfront des dreigeschossigen und dreiflügeligen Gebäudes mit vortretendem und erhöhtem Mittelbau, Putzfassade mit Sandsteingliederungen, im Stil des Historismus, baugeschichtlich und ortsgeschichtlich von Bedeutung Denkmaltext Petrischule, ehemals Realgymnasium. Zusammen mit der rückwärtig angrenzenden 3. Bürgerschule an der Hohe Straße 1872–1873 als Doppelschule errichtet, möglicherweise wie diese nach Plänen des Dresdener Architekten Weisbach. Die Hauptfront des dreigeschossigen und dreiflügeligen Gebäudes mit vortretendem und erhöhtem Mittelbau, die Gebäudeecken risalitartig vorstehend. In der durch Sandsteingesimse untergliederten Putzfassade die Fenster des ersten Obergeschosses mit Verdachungen. Im Erdgeschoss des Mittelbaues nehmen Arkaden den Eingangsbereich auf, während in das erhöhte oberste Stockwerke durch langgezogene rundbogige Fenster untergliedert wird. 1913–1914 Verlängerung des Westflügels um drei Achsen durch einen viergeschossigen Anbau mit Klassenräumen und Zeichensaal. | 09297194 |
|                                         | Mietshaus in geschlossener Bebauung | Paul-Gruner-Straße 53 (Karte)                               | 1875–1877 (Mietshaus) | viergeschossiges Gebäude mit Hausdurchgang, historistische Putzfassade, die Fenster des ersten und zweiten Stockwerkes mit einer umfassenden Vertikalgliederung, baugeschichtlich von Bedeutung Denkmaltext Ursprünglich in geschlossener Bauweise 1875–1877 durch den Baugewerksmeister L. Wagner errichtetes viergeschossiges Mietshaus. Putzfassade mit Sandsteingesimsen auf kunststeinverkleidetem Sockel, das Erdgeschoss ehemals mit Nutung. Die Obergeschosse in ihrer Fassadengestaltung gut erhalten mit einer genuteten, die Fenster des ersten und zweiten Stockwerkes umfassenden Vertikalgliederung, als Schlusssteine der Rundbögen wurden Diamanten verwendet. Das oberste Geschoss durch ein Teilungsgesims abgesetzt. Die Fensterzwischenräume sind mit Putzspiegeln besetzt, darüber ein schmaler Zierstreifen und das Hauptgesims. Der Hausflur mit Ornamentfliesen und Stuckarkatur. Pro Geschoss eine gutbürgerliche Wohnung, die im ersten Obergeschoss mit Salon. | 09297195 |
|                                         | Mietshaus in geschlossener Bebauung sowie Hofgebäude | Paul-Gruner-Straße 57 (Karte)                               | 1884–1885 (Mietshaus) | viergeschossiges Gebäude mit Tordurchfahrt, ungewöhnlich schlichte Klinkerfassade mit einer das erste und das zweite Obergeschoss umfassender Vertikalgliederung, baugeschichtlich von Bedeutung Denkmaltext Nach Plänen des Architekten Richard Hagemann 1884–1885 für den Zimmermeister Gustav Teichmann erbautes viergeschossiges Mietshaus. Ziegelbau mit seitlicher Tordurchfahrt, Segmentbogenfenstern sowie das erste und das zweite Obergeschoss umfassender Vertikalgliederung. Beidseitig die seitlichen Achsen in den Obergeschossen leicht vorstehend. Über dem Hauptgesims im rhythmischen Wechsel schmälere und breitere Dachhäuser. Die Geschosse mit jeweils zwei Wohnungen. Im Hof seitlich rechts ein zweigeschossiges Seitengebäude von 1884–1885 mit Waschhaus, Niederlagen und Hausmannswohnung. | 09297196 |
|                                         | Schul- und Mietshaus in geschlossener Bebauung | Paul-Gruner-Straße 59 (Karte)                               | bezeichnet 1892 (Mietshaus)                                                                                                  | viergeschossiges Gebäude, gelbe Klinkerfassade mit farbig abgesetzten Verblendsteinen, Sandsteingesimsen und Halbsäulenvorlagen, Akzentuierung der Fassade durch reich durchgestalteten Treppengiebel im Dach, Bauherr war der Direktor der Privatschule Dr. Hermann Schuster, baugeschichtlich und ortsgeschichtlich von Bedeutung Denkmaltext Die Dr. Schuster'sche Lehranstalt wurde 1892 durch den Maurermeister Ernst Fritz Schade als viergeschossiger Klinkerbau errichtet, Bauherr war der Eigentümer und Direktor der Privatschule Dr. Hermann Schuster. Die gelbe Klinkerfassade mit farbig abgesetzten Verblendsteinen und Sandsteingesimsen, erstes und zweites Obergeschoss sind durch größere Fensterflächen und schmälere Pfen mit Halbsäulenvorlagen aufgelockert, dahinter verbergen sich die Schul- und Lehrerzimmer, die Bibliothek und das Direktorenzimmer, während das darüberliegende Stockwerk von Schusters Privatwohnung eingenommen wurde. Ihre Akzentuierung erhält die Fassade durch den reich durchgestalteten Treppengiebel über den beiden mittleren Gebäudeachsen, der von vier Dachhäusern mit ausladenden Traufen flankiert wird. | 09297197 |
|                                         | Mietshaus in geschlossener Bebauung | Paul-Gruner-Straße 61 (Karte)                               | 1899–1900 (Mietshaus) | viergeschossiges Gebäude mit Tordurchfahrt, streng gegliederte Putzfassade, abgeschrägter Mittelerker mit Stuckdekor, im Stil des Historismus, 1906 zum Erweiterungsbau der benachbarten Dr. Schustersche Lehranstalt umgebaut, baugeschichtlich und ortsgeschichtlich von Bedeutung Denkmaltext Nummer 61 und Nummer 65: Zusammen mit dem kriegszerstörten Haus Nummer 63 bildeten Paul-Gruner-Straße 61 und 65 eine Zeile von drei viergeschossigen Mietshäusern mit unterschiedlicher Achsenzahl, die 1899–1900 nach Plänen des Architekten Karl Heyne für Maria Müller errichtet wurden. Bereits vor 1885 befand sich auf dem Gelände von Nummer 65 ein dreigeschossiges Fabrikgebäude der Photo-Lithographie- und Steindruckanstalt C. Hesse. Die Putzfassaden mit kräftiger Horizontalgliederung, Stuckdekor und abgeschrägten zweigeschossigen Mittelerkern, die Balkonbrüstungen tragen. Die Erdgeschosse sind genutet, das von Nummer 65 enthält im Gegensatz zu dem von Nummer 61 Rundfenster. Bei beiden Häusern jeweils die Seiten mit Dachhäusern. Die Tordurchfahrt von Nummer 61 mit Stuckdekor, beide Treppenhäuser mit Granitsäulen. 1906 Umbau von Nummer 61 zum Erweiterungsbau der Dr. Schuster'schen Lehranstalt in Nummer 59. | 09297198 |
|                                         | Fabrikgebäude in rückwärtiger Lage | Paul-Gruner-Straße 62 (Karte)                               | 1896 (Fabrikgebäude) | auf dem Hofgelände errichtetes viergeschossiges Fabrikgebäude als Ziegelbau mit an der Nordseite heruntergezogenem Mansarddach, baugeschichtlich und ortsgeschichtlich von Bedeutung | 09297199 |
|                                         | Mietshaus in ehemals geschlossener Bebauung | Paul-Gruner-Straße 64 (Karte)                               | 1898–1899 (Mietshaus) | viergeschossiges Gebäude mit Tordurchfahrt und Läden, repräsentative Klinkerfassade mit Sandsteingesimsen und Stuckgliederungen, im Stil des Historismus, zusammen erbaut mit Nummer 66, baugeschichtlich von Bedeutung Denkmaltext Nummer 64 und Nummer 66: Zwei 1898–1899 nach Plänen des Architekten Otto Peter für den Marmorbildhauer Hermann Sachse erbaute viergeschossige Mietshäuser. Die Klinkerfassaden mit Sandsteingesimsen und Stuckgliederungen, dabei die ersten Obergeschosse durch die Verwendung von Rundgiebeln bei Nummer 64 und Dreiecksgiebeln bei Nummer 66 als Beletages ausgewiesen. Eine zusätzliche Absetzung der beiden ansonsten ähnlich gestalteten Fassaden erfolgt durch einen leicht vortretenden Seitenrisalit bei Nummer 66, demgegenüber sind bei Nummer 64 die beiden mittleren Achsen im ersten und zweiten Obergeschoss durch Stuckdekor und übergreifende Fensterverdachungen mit geschweiften oder runden Giebeln hervorgehoben. Das Erdgeschoss von Nummer 64 als Ladenzone mit vier Ladenfronten und einer Tordurchfahrt ausgestaltet, die Obergeschosse mit jeweils zwei Wohnungen. Dagegen beinhalten die Geschosse der um vier Achsen schmäleren Nummer 66 jeweils eine Wohnung. Über dem Eingang zu Nummer 66 eine reichstukkierte Wappenkartusche. | 09297200 |
|                                         | Mietshaus in ehemals geschlossener Bebauung | Paul-Gruner-Straße 65 (Karte)                               | 1899–1900 (Mietshaus) | viergeschossiges Gebäude mit Tordurchfahrt, abwechslungsreich gegliederte Putzfassade mit Stuckdekor, abgeschrägter Mittelerker, im Stil des Historismus, baugeschichtlich von Bedeutung Denkmaltext Nummer 61 und Nummer 65: Zusammen mit dem kriegszerstörten Haus Nummer 63 bildeten Paul-Gruner-Straße 61 und 65 eine Zeile von drei viergeschossigen Mietshäusern mit unterschiedlicher Achsenzahl, die 1899–1900 nach Plänen des Architekten Karl Heyne für Maria Müller errichtet wurden. Bereits vor 1885 befand sich auf dem Gelände von Nummer 65 ein dreigeschossiges Fabrikgebäude der Photo-Lithographie- und Steindruckanstalt C. Hesse. Die Putzfassaden mit kräftiger Horizontalgliederung, Stuckdekor und abgeschrägten zweigeschossigen Mittelerkern, die Balkonbrüstungen tragen. Die Erdgeschosse sind genutet, das von Nummer 65 enthält im Gegensatz zu dem von Nummer 61 Rundfenster. Bei beiden Häusern jeweils die Seiten mit Dachhäusern. Die Tordurchfahrt von Nummer 61 mit Stuckdekor, beide Treppenhäuser mit Granitsäulen. 1906 Umbau von Nummer 61 zum Erweiterungsbau der Dr. Schuster'schen Lehranstalt in Nummer 59. | 09297201 |
|                                         | Mietshaus in geschlossener Bebauung | Paul-Gruner-Straße 66 (Karte)                               | 1898–1899 (Mietshaus) | viergeschossiges Gebäude, repräsentative Klinkerfassade mit Sandsteingesimsen und Stuckgliederungen, über dem Eingang reich stuckierte Wappenkartusche, Gebäude im Stil des Historismus, zusammen erbaut mit Nummer 64, baugeschichtlich von Bedeutung Denkmaltext Nummer 64 und Nummer 66: Zwei 1898–1899 nach Plänen des Architekten Otto Peter für den Marmorbildhauer Hermann Sachse erbaute viergeschossige Mietshäuser. Die Klinkerfassaden mit Sandsteingesimsen und Stuckgliederungen, dabei die ersten Obergeschosse durch die Verwendung von Rundgiebeln bei Nummer 64 und Dreiecksgiebeln bei Nummer 66 als Beletages ausgewiesen. Eine zusätzliche Absetzung der beiden ansonsten ähnlich gestalteten Fassaden erfolgt durch einen leicht vortretenden Seitenrisalit bei Nummer 66, demgegenüber sind bei Nummer 64 die beiden mittleren Achsen im ersten und zweiten Obergeschoss durch Stuckdekor und übergreifende Fensterverdachungen mit geschweiften oder runden Giebeln hervorgehoben. Das Erdgeschoss von Nummer 64 als Ladenzone mit vier Ladenfronten und einer Tordurchfahrt ausgestaltet, die Obergeschosse mit jeweils zwei Wohnungen. Dagegen beinhalten die Geschosse der um vier Achsen schmäleren Nummer 66 jeweils eine Wohnung. Über dem Eingang zu Nummer 66 eine reichstukkierte Wappenkartusche. | 09297202 |
|                                         | Mietshaus in geschlossener Bebauung und in Ecklage | Paul-Gruner-Straße 68 (Karte)                               | 1886–1887 (Mietshaus) | fünfgeschossiges herrschaftliches Gebäude, bauliche Einheit mit Lampestraße 13, repräsentative Putzfassade mit klarer Geschossgliederung und großer Schmuckfreudigkeit, Ecke betont durch zweigeschossigen Erker, im Stil des Historismus, baugeschichtlich und städtebaulich von Bedeutung Denkmaltext Das herrschaftliche fünfgeschossige Mietshaus in abgefaster Ecklage errichtete der Architekt Ernst Riedel, von dem ebenfalls das zeitgleich erbaute Nachbarhaus Lampestraße 13 stammt, als Abschluss der Häuserzeile in der Lampestraße 1886–1887 für den Kaufmann Hermann Mehlgarten. Die Putzfassade mit klarer Geschossgliederung durch Sandsteingesimse, das Erdgeschoss wird durch eine Putzstreifung, das erste Obergeschoss durch eine Nutung gestaltet. Die Fensterumrahmungen sind verhältnismäßig einfach bis auf die des obersten Geschosses, die durch eingestellte Säulen hervorgehoben sid. Die abgefaste Ecke wird betont durch einen zweigeschossigen Erker, Rundgiebel und Säulenädikulen mit Dreiecksgiebeln an den flankierenden Achsen. | 09297203 |
|                                         | Handschwengelpumpe mit Brunnenschacht und Abdeckplatte | Peterssteinweg (Karte)                                      | vor 1879 (Handschwengelpumpe)                                                                                                | in Ecklage Münzgasse, Typ Vogelkäfig, ortsgeschichtlich von Bedeutung Denkmaltext Gusseiserne Handschwengelpumpe des Typs Vogelkäfig an der Einmündung der Münzgasse. Nach 1910. | 09297205 |
|                                         | Mietshaus in geschlossener Bebauung | Peterssteinweg 1 (Karte)                                    | 1876 (Mietshaus) | fünfgeschossiges Gebäude mit Läden und Hausdurchgang, gut gegliederte und durch zwei Seitenrisalite zusammengefasste Putzfassade, im Stil des Historismus, baugeschichtlich von Bedeutung | 09297206 |
| Weitere Bilder                          | Polizeigebäude (Anschriften: Peterssteinweg 8 und Straße des 17. Juni 2a) mit mehreren Gebäudeflügeln zum Hof, ehemaliges Gerichtsgebäude | Peterssteinweg 8 (Karte)                                    | 1877–1881 (Verwaltungsgebäude)                                                                                               | dreigeschossiges Bauwerk mit nicht übermäßig repräsentativer Putzfassade, im Stil des Historismus, dem zurückhaltenden einheitlichen Gliederungsschema der Justizbauten der Harkortstraße aus den 1870er Jahren angepasst, ehemaliges Königliches Amtsgericht, im Gebäude jetzt auch Universität Leipzig/Mensa Peterssteinweg, baugeschichtlich und ortsgeschichtlich von Bedeutung, siehe auch Polizeigebäude Dimitroffstraße 1 Denkmaltext Ehemaliges Königliches Amtsgericht, 1877–1881 anstelle des 1860 erbauten Königlich-sächsischen Bezirksgerichts von Landbaumeister Emil Anton Buschick und Oberbaurat Carl Hugo Nauck errichtet. Ursprünglich als freistehender Vierflügelbau mit Mitteltrakt und zwei Innenhöfen. 1888–1890 wurde der Bau unter Leitung von Stadtbaudirektor Hugo Licht bis zur Dimitroffstraße erweitert. Während sich die in der Fassadenflucht liegenden neuen Gebäudeteile dem zurückhaltenden einheitlichen Gliederungsschema der Justizbauten aus den siebziger Jahren anpassen, bringt der zum ehemaligen Königsplatz gewandte neobarocke Ecktrakt das gewachsene Repräsentationsbedürfnis dieser Jahre zum Ausdruck. Eine Sandsteintafel an der Ecke zur Beethovenstraße erinnert an den Hochverratsprozess gegen die Begründer der deutschen Sozialdemokratie Wilhelm Liebknecht und August Bebel, der 1872 im Vorgängerbau stattgefunden hat. | 09297022 |
|                                         | Mietshaus in geschlossener Bebauung | Peterssteinweg 9 (Karte)                                    | 1920er Jahre, im Kern älter (Mietshaus)                                                                                      | schmales fünfgeschossiges Gebäude mit Laden, Putzfassade durch zweifarbige horizontale Putzstreifen gegliedert, Erdgeschoss kalksteinverblendet, baugeschichtlich von Bedeutung | 09297208 |
| Weitere Bilder                          | Münzblock: Wohn- und Geschäftshaus in geschlossener Bebauung und in Ecklage | Peterssteinweg 10 (Karte)                                   | 1873–1874 (Wohn- und Geschäftshaus)                                                                                          | fünfgeschossiger und dreiflügliger Kopfbau an der Verzweigung von Münzgasse und Peterssteinweg, mit Läden und Restaurant, historistische Putzfassade mit halbrunden Ecktürmen, ein für die frühen 1870er Jahre sehr prachtvoller Bau, baugeschichtlich und städtebaulich von Bedeutung Denkmaltext Dreiflügliger Kopfbau an der Verzweigung von Münzgasse und Peterssteinweg. 1874 im Auftrag der Seifenfabrikantengattin Caroline Bendix durch Maurermeister Daniel Gottlob Vogel errichtet, verbindet er die in den 1860er Jahren entstandene Bebauung auf den Grenzen des ehemaligen Petersschießgrabens. An seiner Stelle stand bis 1865 das um 1827 erneuerte Schießhaus. Das Wohn- und Geschäftshaus – über den Läden des Erdgeschosses befindet sich eine „Gallerie“ (Entresol), deren ursprüngliche Bogenfenster nur noch an den Seitenflügeln erhalten sind – ist ein für die frühen siebziger Jahre sehr prachtvoller Bau. Über den ursprünglich durch Kolossalpilaster verbundenen beiden Geschäftsetagen sind die drei (an der Münzgasse nur zwei) Wohnetagen in strenger Horizontalschichtung aufgebaut. Kannelierte Pilaster mit korinthischen Kapitellen und Festons in den Brüstungsfeldern schmücken die Beletage, zierliche Halbsäulen die 2. Etage, während das Obergeschoss wie üblich mit Rundbogenfenstern abschließt. An der zum Platz gewandten Hauptfront verbinden halbrunde erkerartige Ecktrakte die Fassade, sie münden in polygonalen Aufbauten über dem französischen Dach mit dicht gereihten stehenden Fenstern. Erschlossen wird der Bau durch je ein ovales Treppenhaus in hofseitigen Anbauten der beiden Seitenflügel. In den 1920er und 30er Jahren im Besitz des Messeamtes bzw. der Neuen Leipziger Zeitung, wurde vor allem die Geschäftszone durch neue Fenster und Travertinverkleidung verändert. | 09297209 |
|                                         | Mietshaus in geschlossener Bebauung, mit Seiten- und Quergebäudeflügel um einen Hof | Peterssteinweg 11 (Karte)                                   | im Kern vor 1801 (Wohnhaus), 1836 (Wohnhaus), 1871 (Fassade Wohnhaus)                                                        | dreigeschossiges Gebäude mit Läden, verputzter Fachwerkbau, historistische Putzfassade, im Kern älter, ältestes erhaltenes Haus in der Petersvorstadt, einst eine Hufschmiede, baugeschichtlich und ortsentwicklungsgeschichtlich von Bedeutung Denkmaltext Ältestes erhaltenes Haus in der Petersvorstadt. 1801 wurde in einem bestehenden Haus eine Hufschmiede eingerichtet, 1836 erhielt das verputzte Fachwerkhaus durch Aufstocken seine jetzige Gestalt, 1871 ließ Postsekretär Mehlhorn Gesimse, Fensterrahmungen und -bedachungen anfügen und die Ladenzone einbauen. Die Seitengebäude, die einen engen Hof einschließen, stammen zum Teil noch von 1836. Seit den 1880er Jahren bis 1961 befand sich hier die Weinstube Hauser. | 09297210 |
|                                         | Wohn- und Geschäftshaus in geschlossener Bebauung | Peterssteinweg 12 (Karte)                                   | 1868 (Wohn- und Geschäftshaus)                                                                                               | fünfgeschossige Gebäude mit einem Mezzaningeschoss über der Ladenzone, reich gegliederte Putzfassade, erstmals wird feiner Stuck als Fassadenschmuck eingesetzt, im Stil des Historismus, ursprünglich baulicher Zusammenhang mit Münzgasse 1, baugeschichtlich und städtebaulich von Bedeutung Denkmaltext Im Juli 1868 ließ Caroline Bendix die den Petersschießgraben begrenzenden Seitengebäude an Münzgasse und Zeitzer Straße abreißen und an deren Stelle zwei Mietshäuser mit Ladenzone errichten (s. auch Münzgasse 1). Das fünfgeschossige Geschäftshaus an der einstigen Zeitzer Straße besitzt zusätzlich ein als Niederlage genutztes Mezzaningeschossin der Ladenzone. Deutlich ist die nach oben abnehmende Fensterhöhe. Erstmals wird feiner Stuck als Fassadenschmuck eingesetzt, der die Gebäudemitte und die Beletage hervorhebt. Zarte Putzspiegel beleben die Fassade. | 09297211 |
|                                         | Wohn- und Geschäftshaus in geschlossener Bebauung | Peterssteinweg 13 (Karte)                                   | 1904–1905, bezeichnet 1905 (Wohn- und Geschäftshaus)                                                                         | fünfgeschossiges Gebäude mit Laden, über zwei Geschäftsetagen eine glatte Werksteinfassade mit dekorativen Fensterbedachungen, Fassade durch Erker belebt, stilistisch zwischen Jugendstil und Neobarock, baugeschichtlich und städtebaulich von Bedeutung Denkmaltext Nach Abbruch des „hohen Seler“, des hochaufragenden Seilerhauses, das an den Garten des römischen Hauses grenzte, ließ Seilermeister Robert Linke 1905 durch Richard Füssel ein neues Wohn- und Geschäftshaus errichten. Die dekorativen Fensterbedachungen vor der glatten Werksteinfassade, die geschwungene Trauflinie, die Gaubendächer und das schöne Portal zeigen reine Jugendstilformen. Die ursprünglichen großen korbbogigen Fenster der beiden Geschäftsetagen wurden entstellend verändert. LfD/1998 (vgl. Denkmaltopographie Stadt Leipzig) | 09297212 |
|                                         | Mietshaus in geschlossener Bebauung | Peterssteinweg 14 (Karte)                                   | 1863 (Mietshaus) | fünfgeschossiges Gebäude mit Läden, historistische Putzfassade mit Ädikulen zusammengefasste drei Mittelachsen klug gegliedert, baugeschichtlich von Bedeutung Denkmaltext Nummer 14 und Nummer 16: Nach Abriss ihrer in den vierziger Jahren erbauten Seifenfabrik ließ die Familie Bendix 1863 von Zimmermeister Carl Fricke jun. zwei fünfgeschossige Mietshäuser mit Ladenzone und ein dazugehörendes Hinterhaus erbauen. Die schmale hohe Fassade von Nummer 14 ist durch den sehr hochgezogenen genuteten Sockel, feine Putzspiegel, nach oben abnehmende Fensterhöhe und mit Ädikulen zusammengefasste drei Mittelachsen klug gegliedert. In Nummer 16 ist die Ladenzone mit rundbogigen Öffnungen in ihrer originalen Form erhalten. Im abgebrochenen Hofgebäude befand sich 1868 der Schmelzofen der Glasfabrik Opel und Volkert. LfD/1998, 2018 (vgl. Denkmaltopographie Stadt Leipzig) | 09297213 |
|                                         | Wohn- und Geschäftshaus in geschlossener Bebauung und in Ecklage | Peterssteinweg 15 (Karte)                                   | 1905 (Wohn- und Geschäftshaus)                                                                                               | großstädtisch wirkendes, fünfgeschossiges Gebäude mit Läden, reich gegliederte Putzfassade, im Stil des Späthistorismus, Gebäude dominiert mit seinen Dachaufbauten, Erker und Balkons die platzartige Straßenerweiterung an dieser Stelle, baugeschichtlich und städtebaulich von Bedeutung Denkmaltext Bis zum Abriss 1904 stand, mit seinem Garten an die Nummer 13 und 17 angrenzend, das sogenannte Römische Haus (s. Straßentext). Nach dem Straßendurchbruch ließ 1905 der Zimmermeister Hermann Winkler als Bauherr und Ausführender das fünfgeschossige Eckhaus errichten. Ebenso wie der gegenüberliegende Eckbau dominiert es mit seinen Dachaufbauten die platzartige Straßenerweiterung an dieser Stelle. Über der sachlichen Schaufensterfront ist die Fassade sehr konventionell aufgebaut. Dreiecksbedachungen betonen die Mitte der hohen Fronten. Die beiden Erker sind geschmückt mit kannelierten Pilastern und Balustraden, die – und das ist fast das einzig Zeittypische an diesem Bau – in den hölzernen Balkonbrüstungen fortgeführt werden. | 09297214 |
|                                         | Mietshaus in geschlossener Bebauung | Peterssteinweg 16 (Karte)                                   | 1863 (Mietshaus) | fünfgeschossiges Gebäude mit Läden, historistische Putzfassade in konventioneller Gestaltung durch zwei Seitenrisalite gegliedert, baugeschichtlich von Bedeutung Denkmaltext Nummer 14 und Nummer 16: Nach Abriss ihrer in den vierziger Jahren erbauten Seifenfabrik ließ die Familie Bendix 1863 von Zimmermeister Carl Fricke jun. zwei fünfgeschossige Mietshäuser mit Ladenzone und ein dazugehörendes Hinterhaus erbauen. Die schmale hohe Fassade von Nummer 14 ist durch den sehr hochgezogenen genuteten Sockel, feine Putzspiegel, nach oben abnehmende Fensterhöhe und mit Ädikulen zusammengefasste drei Mittelachsen klug gegliedert. In Nummer 16 ist die Ladenzone mit rundbogigen Öffnungen in ihrer originalen Form erhalten. Im abgebrochenen Hofgebäude befand sich 1868 der Schmelzofen der Glasfabrik Opel und Volkert. LfD/1998, 2018 (vgl. Denkmaltopographie Stadt Leipzig) | 09297215 |
|                                         | Wohn- und Geschäftshaus in ehemals geschlossener Bebauung | Peterssteinweg 17 (Karte)                                   | 1905 (Wohn- und Geschäftshaus)                                                                                               | viergeschossiges Gebäude mit Ladenzone, repräsentative Sandsteinfassade mit Erker und überhöhtem Seitenrisalit gegliedert, jugendstilige und späthistoristische Elemente mischen sich, baugeschichtlich von Bedeutung Denkmaltext Bis zum Abriss 1904 stand hier der Gasthof „Zur grünen Linde“(bzw. im Volksmund „Zur kalten Wurst“), erbaut um 1746, bevorzugte Kneipe der jungen Bohème, so verkehrten hier E.T.A. Hoffmann als Kapellmeister der Secondaschen Theatergesellschaft und Richard Wagner. 1905 ließen der Maurermeister Gustav Thon und Gustav Seidel vom Architekten Martin Bormann ein Wohn- und Geschäftshaus errichten. Die mit Werksteinen verblendete Fassade, in der sich, ähnlich wie im Nachbarhaus, jugendstilige und historistische Elemente mischen, wurde 1935 durch Modernisierungen im Erdgeschoss entstellt. | 09297216 |
|                                         | Mietshaus in geschlossener Bebauung | Peterssteinweg 18 (Karte)                                   | 1847–1850 (Mietshaus) | dreigeschossiges Gebäude mit Drempel, Tordurchfahrt und Läden, die langgestreckte und sparsam gegliederte Putzfassade durch zwei überhöhte Seitenrisalite zusammengefasst, im Kern eines der ältesten Gebäude der Petersvorstadt, baugeschichtlich und ortsentwicklungsgeschichtlich von Bedeutung Denkmaltext 1847 stellt Maurermeister Ehrlich Bauantrag auf ein Wohngebäude für den Goldarbeiter Strube. Dies betraf wahrscheinlich den dreigeschossigen Mitteltrakt, denn 1850 stellt Ehrlich, nunmehr als Besitzer, den Antrag auf seitliche Erweiterung, welche die bisherigen Lücken zu den Nachbargrundstücken des Barons Haugk und Louis Bendix ausfüllten. Ehrlichs Erben bauen 1855 das Parterre des rechten Teils, das bisher Pferdestall und Remise war, zu einer Wohnung um, die mit dem gleichzeitig errichteten Seitenflügel verbunden wird. Die ständig um- und neugebauten Hofgebäude werden durch die heute noch bestehende Durchfahrt erschlossen. 1869 richtet Ehrlichs Witwe im Parterre Geschäftslokale ein, die, ähnlich wie die Nachbarhäuser, korbbogige Schaufenster besaßen. Ein Plan von 1890 zeigt dichte Hofbebauung mit Seiten- und Quergebäude, in denen sich die Druckerei des Generalanzeigers befand. Eine Schaufenster-Veränderung erfolgte 1905. Dieses älteste erhaltene Haus in der Petersvorstadt bildete den Orientierungspunkt für die Fluchtlinienfestsetzung bei der nachfolgenden Bebauung des Petersschießgrabens. Es ist – bis auf die Glättung von Putzspiegeln im Seitentrakt – fast unverändert erhalten und besitzt noch das schöne Treppenhaus aus der Entstehungszeit. | 09297217 |
| Direkt Bild zu diesem Denkmal hochladen | Einzeldenkmale der Sachgesamtheit Clara-Zetkin-Park (Obj. 09304591): Musikpavillon (Anton-Bruckner-Allee 11), Park-Café (Glashaus genannt, Karl-Tauchnitz-Straße 26), Parkbühne (Karl-Tauchnitz-Straße 28) und Spielpavillon (Karl-Tauchnitz-Straße 30), Gärtnerhaus (Rennbahnweg 1) sowie mehrere Parkplastiken | Rennbahnweg 1 (Karte)                                       | 1955 (Parkbühne); 1955 (Parkcafé); um 1900 (Gärtnerhaus); 1968, Fontäne Anton-Bruckner-Allee (Brunnen); 1912 (Musikpavillon) | Parkbauten der 1950er Jahre in einfachen traditionellen Formen, Gärtnerhaus im ehemaligen Volkspark Scheibenholz gründerzeitlicher Putzbau mit Ziegel- und Sandsteingliederung, baugeschichtliche, stadtgeschichtliche und gartenkünstlerische Bedeutung Denkmaltext Die Gestaltung des westlich der Stadt gelegenen Gebietes begann, nachdem 1866 mit dem Bau des Pleißeflutbettes das bisher regelmäßig von Überschwemmungen heimgesuchte Gebiet der Universitäts-, Post- und heiligen Wiesen trockengelegt worden war. 1877 wurde im Scheibenholz die Rennbahn angelegt, das davor liegende Wäldchen mit einem System von Fuß- und Reitwegen erschlossen und über die Wiesen mit dem 1861 angelegten Johanna-Park verbunden. Bereits während der Erbauung des neuen südwestlichen Stadtgebiets (Musikviertel) plante die Stadtverwaltung, im westlich davor liegenden Wiesen- und Waldgebiet einen Stadtpark anzulegen. Die Vorarbeiten dazu begannen schon 1891. 1895 stellte die Stadt das Gebiet für die geplante Sächsisch-Thüringische Industrie- und Gewerbeausstellung zur Verfügung und beteiligte sich finanziell an der gärtnerischen Gestaltung des Geländes, für die Gartenbaudirektor Carl Otto Wittenberg die Pläne schuf. Das Park- und Ausstellungelände lag zwischen Bismarck- (später Lassalle-)straße und Rennbahn und schloss westlich an den Johanna-Park an, zu dem die Marschnerstraße die Grenze bildete. Vom Rondell am Ende der Beethovenstraße aus führte die Hauptachse, eine breite Lindenallee mit Wasserbecken, über die neu angelegte Sachsenbrücke zur großen Industrie- und Maschinenhalle jenseits des Pleiße-Flutbettes. Die Grundstruktur der Wegeführung ist im Plan von 1877 festgehalten; die hier eingezeichneten zahlreichen Ausstellungsbauten, zum Teil mit populärem Unterhaltungscharakter (Thüringer Dörfchen, „Wartburg“, Alpendiorama, Negerdorf usw.) verschwanden nach Schluss der Ausstellung, die von April bis Oktober 1897 dauerte. Danach wurden die gärtnerischen Arbeiten weitergeführt. Der Teich erhielt eine Insel; der angefallene Bauschutt wurde zur Aufschüttung von zwei Hügeln benutzt, eine Fahrstraße neben dem Flutbecken angelegt. Als letztes wurde 1898 der westlich des Flusses gelegene Teil gestaltet. Im gleichen Jahr erhielt die Anlage die Benennung „König-Albert-Park“, die Hauptallee wurde zur „König-Albert-Allee“ (1947 in „Anton-Bruckner-Allee“ umbenannt). Die heutige Parkanlage entspricht in ihrer Wegeführung und Bodenmodellierung im Wesentlichen noch dem ursprünglichen Plan. Verändert ist lediglich die Form des Wasserbeckens in der Hauptallee und die ehemals geschwungene Form des Blumenparterres nördlich und südlich des Beckens. Die Wegeführung, die an die Straßen des Musikviertels anschließt und sich im größeren Südteil von baumumstandenen Rondell aus verzweigt, ist unverändert. Einzig geradlinig verlaufend ist der Johannapark-Weg parallel zur Lassalle-Straße – hier wurde ein alter Fußweg aufgegriffen, der den Johannapark mit der Plagwitzer (heute Käthe-Kollwitz-) Straße verband. Die Anton-Bruckner-Allee teilt den Park in zwei ungleiche Abschnitte: der größere südliche enthält den Teich und die Parkbauten: den Musikpavillon (1912) das Gärtnerhaus (um 1900) und die 1955 hinzugekommene Parkbühne, das Parkcafé und den Spielpavillon. Von den ehemals vorhandenen Parkplastiken sind nur noch das Tanzende Paar, der Bär auf der Kugel und die „Lesende“ vorhanden. Dieser Parkteil ist mit alten Rhododendron-Beständen und dem Blumengarten (Dahlienterrasse) kleinteiliger angelegt; der noch zum Großteil vorhandene alte Baumbestand setzt sich überwiegend aus heimischen Laubbäumen wie Eichen, Linden, Eschen, Ahorn und Kastanien zusammen. Der kleinere Parkteil nördlich der Hauptallee enthält die beiden Hügel mit baumumstandenen freien Plätzen auf der Kuppe; am „Leonorenhügel“ die hohe Muschelkalkstele des Franz-Schubert-Denkmals. Der ursprünglich gegenüberliegende Schäferbrunnen im jetzigen Staudengarten ist nicht mehr vorhanden. Der westlich des Elsterflutbeckens liegende Parkteil mit einem später aufgestellten Rundtempel aus Gerhards Garten gehört zum Stadtteil Schleußig. 1955 wurde der König-Albert-Park zusammen mit dem Johannapark (1858–1861), dem Klingerhain und dem Palmengarten westlich des Elsterflutbeckens (1893–1894) zum „Zentralen Kulturpark Clara Zetkin“ zusammengefasst. Die in den fünfziger Jahren errichteten Parkbauten: das Café, die Parkbühne, die Freilichtbühne an der Dahlienterrasse, der Spiel- und Lesepavillon, sowie das Schachzentrum kennzeichnen die neue Funktion der Grünanlage als Volkspark. | 09295784 |
|                                         | Kabelverzweigergehäuse für Telefonanschlüsse | Riemannstraße (Karte)                                       | um 1925 (Kabelverzweiger) | Kabelverzweiger Leipziger Typ Nummer 7, technikgeschichtlich von Bedeutung, Seltenheits- und Dokumentationswert | 09304484 |
| Direkt Bild zu diesem Denkmal hochladen | Handschwengelpumpe mit Brunnenschacht | Riemannstraße (Karte)                                       | 1885 (Handschwengelpumpe) | in Ecklage Floßplatz neben Nummer 35, schräg gegenüber Riemannstraße 54, Typ Kleiner Löwe, Pumpe zur Zeit abgebaut, ortsgeschichtlich von Bedeutung Denkmaltext Gusseiserne Handschwengelpumpe des Typs Kleiner Löwe Ecke Floßplatz (vor Nummer 35). Um 1910. | 09297218 |
|                                         | Mietshaus in geschlossener Bebauung und in Ecklage | Riemannstraße 25b (Karte)                                   | 1887–1888 (Mietshaus) | stattliches fünfgeschossiges Eckgebäude mit Läden, nüchtern gestaltete zweifarbige Klinkerfassade, abgeschrägte Ecke durch Balkons betont, reich gestalteter Hausflur, baugeschichtlich und städtebaulich von Bedeutung Denkmaltext Fünfgeschossiges, 1887–1888 durch das Baugeschäft Helmerding und Weber für Jakob Krahmer errichtetes Mietshaus in abgefaster Ecklage mit breiter zwölfachsiger Front zum Schletterplatz. Gelbe Klinkerfassade mit rot abgesetzten Fensterbögen, Sandsteingliederungen, Stuckfriesen mit Mäander- und Blattrankendekor sowie ehemals drei schmiedeeisernen Balkonen. Die Erschließung erfolgt vom Schletterplatz aus. Der Hausflur ist mit Ornamentfliesen und Stuckdekor (Medaillons und Trophäen) ausgestattet. Das Erdgeschoss ursprünglich mit Läden und Kontoren, die Obergeschosse mit je drei Wohnungen, von denen jeweils eine einen Salon enthält. | 09297220 |
|                                         | Mietshaus in geschlossener Bebauung | Riemannstraße 27 (Karte)                                    | 1861 (Mietshaus) | viergeschossiges Gebäude, spätklassizistische Putzfassade mit einfachen Sandsteingliederungen, ältestes erhaltenes Wohnhaus in der Riemannstraße, baugeschichtlich von Bedeutung Denkmaltext 1861 durch den Maurermeister Heinrich Purfürst und den Zimmermeister Friedrich Lüders für den Musikalienhändler Commissionsrat Christian Friedrich Kahnt erbautes viergeschossiges Mietshaus. Das älteste erhaltene Wohnhaus in der Riemannstraße besitzt eine Putzfassade mit einfachen Sandsteingliederungen. Die linke Giebelwand bis zum Bau des Nachbarhauses Nummer 25b freistehend mit Fenstern zum Schletterplatz und vorgebauter eingeschossiger Veranda. Das Erdgeschoss ehemals mit Nutung. Vorgründerzeitliche Grundrissaufteilung mit seitlichem Hausflur und Treppenhaus sowie einer Wohnung pro Geschoss, der Hausflur mit Ornamentfliesen und Windfangtür. Die beiden Dachhäuser entstanden im Zuge des Dachausbaues von 1870–1871. Im Hof ein dreigeschossiges rechtes Seitengebäude mit Remise und Wohnungen, das Kahnt 1868 durch den Maurermeister Wilhelm Steger errichten ließ. | 09297221 |
|                                         | Mietshaus in geschlossener Bebauung | Riemannstraße 28 (Karte)                                    | 1889–1890 (Mietshaus) | viergeschossiges Gebäude mit Laden, sandstein- und stuckgegliederte Putzfassade mit sehr reichhaltiger Dekoration, vier schmiedeeiserne Balkone im mittleren Abschnitt der Fassade, über den beiden Seitenrisaliten Dachausbauten mit geschweiften Giebeln, baugeschichtlich und städtebaulich von Bedeutung Denkmaltext Nach Plänen des Architekten G. A. Geyer 1889–1890 für den Stukkateur Carl Ebert erbautes viergeschossiges Mietshaus. Die sandstein- und stuckgegliederte Fassade mit für die Entstehungszeit sehr reichhaltiger Dekoration – insbesondere an den achsenübergreifenden geschweiften Giebeln der Seitenrisalite sowie als Blumengehänge zwischen den seitlichen und mittleren Achsen unterhalb des Hauptgesimses – somit eine Visitenkarte des auf dem Grundstück ansässigen Stukkateurbetriebes von Ebert darstellend. Vier schmiedeeiserne Balkone im mittleren Abschnitt erhöhen die Plastizität der Fassade. Über den Seitenrisaliten Dachausbauten mit geschweiften Giebeln, dazwischen drei mittig angeordnete Dachhäuser. Der Hausflur ebenfalls mit Stuckdekor. | 09297222 |
|                                         | Fassade eines Mietshauses in geschlossener Bebauung | Riemannstraße 29 (Karte)                                    | 1862–1863 (Mietshaus) | viergeschossiges Gebäude mit modernem Ladeneinbau, aufgrund des ehemals ruinösen Zustandes nur noch drei Geschosse original erhalten, Putzfassade mit Sandsteingliederung und zarter antikisierender Stuckdekoration, noch von klassizistischer Wirkung, baugeschichtlich von Bedeutung Denkmaltext Viergeschossiges, 1862–1863 durch den auch als Bauherr zeichnenden Zimmermeister Friedrich Lüders errichtetes Mietshaus. Putzbau mit einfacher Sandsteingliederung, das Erdgeschoss mit Nutung, das nur noch in Teilen vorhandene Hauptgesims mit antikisierendem Ornament. Der Grundriss vorgründerzeitlich mit seitlichem Hausflur und Treppenhaus und einer Wohnung pro Geschoss. Der Hausflur enthält Stuckpilaster und eine Windfangtür. Als Hintergebäude eine eingeschossige, 1866 durch den Maurermeister Hermann Ritter erbaute Niederlage. | 09297223 |
|                                         | Mietshaus in geschlossener Bebauung und in Ecklage | Riemannstraße 29a (Karte)                                   | 1863–1864 (Mietshaus) | viergeschossiges Gebäude mit Laden und Tordurchfahrt, mit schlichter Gliederung, historistische Putzfassade 2014 rekonstruiert, baugeschichtlich und städtebaulich von Bedeutung | 09299326 |
|                                         | Mietshaus in geschlossener Bebauung | Riemannstraße 30 (Karte)                                    | 1889 (Mietshaus) | viergeschossiges Gebäude mit Tordurchfahrt, Klinker-Putz-Fassade mit kräftigen Stuckgliederungen, die beiden Seitenrisalite aufwendiger gestaltet, im Stil des Historismus, baugeschichtlich und städtebaulich von Bedeutung Denkmaltext Viergeschossiges durch den auch als Bauherrn zeichnenden Maurermeister Julius Kornagel 1889 errichtetes Mietshaus. Die Klinkerfassade mit kräftigen Stuckgliederungen, das Erdgegeschoss verputzt mit Nutung, die Achse rechts als Seitenrisalit mit Tordurchfahrt. Über dem ausladenden Hauptgesims fünf Dachhäuser in dichter Reihung. Rückseitig in der Souterainzone ein Anbau mit Kontoren, das Erdgeschoss mit Waschküche und einer Wohnung, die Obergeschosse und das Dachgeschoss mit jeweils zwei Wohnungen. 1890 rückseitig Anbau einer zweigeschossigen Veranda. | 09297224 |
|                                         | Mietshaus in geschlossener Bebauung | Riemannstraße 33 (Karte)                                    | 1877–1878 (Mietshaus) | viergeschossiges Gebäude, plastisch durchgebildete Putzfassade mit Stuck- und Sandsteingliederungen sowie zwei leicht vorstehende Seitenrisalite, im Stil des Historismus, baugeschichtlich von Bedeutung Denkmaltext Durch den auch als Bauherr verantwortlichen Maurermeister C. Friedrich Wilhelm Heinold 1877–1878 errichtetes viergeschossiges Mietshaus mit Seitenflügel. Die plastisch durchgebildete Putzfassade mit Stuck- und Sandsteingliederungen sowie zwei leicht vorstehenden einachsigen Seitenrisaliten. Das Erdgeschoss besitzt eine kräftige Nutung und rundbogige Abschlüsse von Fenstern und Hauseingang, erstes und zweites Obergeschoss mit Dreiecks- oder Segmentbogengiebeln auf Konsolen. Zwischen den Fensterachsen sind spiegelartige Putzfelder als Vertikalgliederungen angebracht, das von kleinen Konsolen in dichter Reihung getragene Hauptgesims wird von einem Mäanderband und einem Eierstabfries unterzogen. | 09297225 |
|                                         | Klinikgebäude in geschlossener Bebauung, mit Seitenflügel zum Hof | Riemannstraße 34 (Karte)                                    | bezeichnet 1906 (Krankenhaus)                                                                                                | viergeschossiges Gebäude, erbaut als Chirurgische Privatklinik, später Klinik für Kinderpsychiatrie, Sandstein-Verblendziegel-Fassade mit Erker, Balkons und aufwendigen Dachausbauten, Architekt: Leberecht P. Ehricht, jugendstilige und neobarocke Formen verbinden sich hier zu üppiger Pracht, bemerkenswert die größtenteils erhaltene Innenausstattung, baugeschichtlich, ortsgeschichtlich und städtebaulich von Bedeutung Denkmaltext 1906 nach Plänen von Leberecht P. Ehricht als Chirurgische Privatklinik des Dr. Paul Unger erbaut. Ein kurzer rechter Seitenflügel geht in den zweigeschossigen Verbindungsbau über, der zu dem Klinikteil Emilienstraße 14 führt (siehe dort). Das Haus Riemannstraße, in dem sich die Wohnung des Besitzers und Klinikleiters befand, ist im Innen- und Außenbau repräsentativer angelegt. Jugendstilige und neo- barocke Formen verbinden sich hier (vor allem an Eingang und Giebel über dem Erker) zu üppiger Pracht. Die helle Fassade aus glasierten Ziegeln tritt zurück vor den rustizierten und dekorierten Teilen. Prachtvoll auch die größtenteils erhaltene Innenausstattung: Flur mit Stuckmarmorsäulen, Salon mit Prunkofen, Bleiglasfüllungen in den Türen und edler Holztäfelung, Treppenhaus mit Prägetapete usw. Seit 1970er Jahren hier Universitätsklinik für Kinderneuropsychologie. | 09297226 |
|                                         | Doppelmietshaus in geschlossener Bebauung | Riemannstraße 35; 37 (Karte)                                | 1881–1883 (Doppelmietshaus)                                                                                                  | viergeschossiges Gebäude, repräsentative breitgelagerte Putzfassade wird eingefasst von zwei breiten Seitenrisaliten, Fassade durch Balkone akzentuiert, im Stil des Historismus, baugeschichtlich und städtebaulich von Bedeutung Denkmaltext Repräsentatives, 1881–1883 nach Plänen des Architekten Carl Planer für den Kaufmann Friedrich Voigt errichtetes Doppelmietshaus. An jede Haushälfte fügt sich ein Seitenflügel an. Die breitgelagerte zwölfachsige Putzfassade wird eingefasst von zwei breiten Seitenrisaliten, während die beiden Mittelachsen durch zwei Balkone in erstem und zweitem Obergeschoss akzentuiert werden. Über einer hohen bossierten Sockelzone ein Erdgeschoss mit kräftiger Nutung, das erste Obergeschoss wird durch Dreiecksgiebel über den Fenstern als Hauptgeschoss ausgewiesen, während die Fenster des darüber liegenden Stockwerkes gerade Verdachungen besitzen und die des obersten Geschosses rundbogig mit eingestellten Säulen ausgeführt sid. Reicher noch ist die Gestaltung der beiden Seitenrisalite mit säulengegliederten Obergeschossen, schmiedeeisernen Balkonen und Balustraden als obere Abschlüsse. Die beiden Hauseingänge jeweils in den äußeren Achsen. Rückseitig zwei dreigeschossige gusseiserne Veranden. Die Hausflure mit Stuckausstattung, in den Geschossen pro Doppelhaushälfte eine großbürgerliche Wohnung. In der dritten Etage wohnte 1890 der Direktor der Königlichen Kunstakademie und Kunstgewerbeschule Leipzig Ludwig Nieper. | 09297227 |
|                                         | Mietshaus in geschlossener Bebauung, mit Seitenflügel zum Hof | Riemannstraße 36 (Karte)                                    | 1876–1877 (Mietshaus) | viergeschossiges Gebäude, vereinfachte historistische Putzfassade mit Sandsteingesimsen, reiche Ausstattung des Hausflures erhalten, entworfen von dem bekannten Leipziger Architekten Arwed Roßbach, der hier eine Wohnung bezog, baugeschichtlich und städtebaulich von Bedeutung Denkmaltext Nach Plänen des Architekturbüros Bauer und Roßbach 1876–1877 für den Architekten Arwed Roßbach, der hier eine Wohnung bezog, errichtetes viergeschossiges Mietshaus. Die Putzfassade mit Sandsteingesimsen, die ursprüngliche Fassadengestaltung mit einer Rustizierung von Sockel und Erdgeschoss und einer Nutung der Obergeschosse schon bei einer Neuverputzung 1927 verloren. Von dem einst gutbürgerlichen Charakter des Hauses zeugen noch die Ausstattung des Hausflures mit reichen Stuckdekorationen und -medaillons und vor allem die Grundrissaufteilung der Geschosse, die jeweils eine geräumige Wohnung mit Salon, Herrenzimmer, Speisezimmer, Kinderzimmer, Fremdenzimmer und Bad enthalten. 1906 rückseitig Anbringung von Küchenaustritten. Bei einer Instandsetzung 1972–1973 anstelle des Mansarddaches Errichtung eines massiven Dachgeschosses. | 09297228 |
|                                         | Mietshaus mit Pfarramt, in geschlossener Bebauung | Riemannstraße 38 (Karte)                                    | bezeichnet 1877 (Pfarrhaus)                                                                                                  | viergeschossiges Gebäude, historistische Putzfassade durch Balkon über dem Eingang betont, baugeschichtlich, ortsgeschichtlich und städtebaulich von Bedeutung Denkmaltext Ein Jahr nach der Gründung der Petrigemeinde und dem Beschluss zur Errichtung eines Kirchenbaues in der Südvorstadt entstand 1877 das Pfarrhaus der Gemeinde nach Plänen der Architekten Max Bösenberg und Georg Häckel. Als Bauplatz wurde ein Grundstück an der Nordseite des Schletterplatzes angekauft, auf welchem 1882 mit dem Bau der neuen Peterskirche begonnen werden sollte. Das Pfarrhaus viergeschossig mit Porphyrsockel und Putzfassade, die Gesimse und Fensterrahmen aus Sandstein. Erstes und zweites Obergeschoss werden durch Fensterverdachungen akzentuiert, über dem zentrierten Eingang befindet sich ein Balkon mit schmiedeeisernem Gitter. Über den Fenstern des zweiten Obergeschosses ursprünglich Spruchband „Wo der Herr nicht das Haus behütet, wachen die Wächter umsonst“, beidseitig der äußeren Fenster des dritten Obergeschosses ehemals die Darstellung von vier Apeln. Das Erdgeschoss mit Pfarramt, im ersten Obergeschoss die Pfarrerwohnung, jeweils eine weitere Wohnung in den beiden anderen Geschossen. 1938 Neuverputzung mit farbigem Spritzputz. | 09297229 |
|                                         | Mietshaus in geschlossener Bebauung | Riemannstraße 40 (Karte)                                    | 1876–1877 (Mietshaus) | viergeschossiges Gebäude mit Gaststätte und mit Tordurchfahrt, vereinfachte historistische Putzfassade, baugeschichtlich von Bedeutung Denkmaltext Breitgelagertes viergeschossiges Mietshaus mit eingeschossigem Seitenflügel, das 1876–1877 durch den auch als Bauherrn verantwortlichen Maurermeister H. Krobitzsch errichtet wurde. Die Putzfassade gegliedert durch kräftige Sansdsteingesimse und in den Obergeschossen leicht vorstehende mittlere und seitliche Achsen. Das Erdgeschoss mit großen rundbogigen Öffnungen enthält eine Gaststätte. Der Seitenflügel für Veranda, Gartenzimmer und Speisekammer, darunter eine Kegelbahn. Bemerkenswert die spindelförmige Haustreppe. | 09297230 |
|                                         | Mietshaus in geschlossener Bebauung, mit Hinterhaus | Riemannstraße 42 (Karte)                                    | 1876 (Mietshaus) | viergeschossiges Gebäude mit Laden und Gaststätte, kräftig gestaltete Putzfassade mit Sandsteingliederungen und Stuckdekor, je ein zweiachsiger Seitenrisalit, im Stil des Historismus, baugeschichtlich von Bedeutung Denkmaltext 1876 nach Plänen des Architekten Hugo Franz für den Zimmermeister Hermann Winkler erbautes viergeschossiges Mietshaus. Die Putzfassade mit Sandsteingliederungen und Stuckdekor weist eine für die Erbauungszeit verhältnismäßig kräftige plastische Durchbildung auf, dabei werden erstes und zweites Obergeschoss durch eine Vertikalgliederung zusammengefasst und vom dritten Obergeschoss durch ein ausladendes Gurtgesims abgesetzt. Beidseitig je ein zweiachsiger Seitenrisalit. Das Mansarddach mit vier flach abschließenden Dachhäusern. Die Geschosse mit jeweils zwei Wohnungen. Im Hof ein dreigeschossiges Hinterwohngebäude mit Waschküche im Souterrainbereich. | 09297231 |
|                                         | Mietshaus in geschlossener Bebauung und in Ecklage | Riemannstraße 44 (Karte)                                    | 1876 (Wohn- und Geschäftshaus)                                                                                               | fünfgeschossiges dominantes Eckgebäude mit Läden, breitgelagerte Putzfassade mit kräftigen Horizontalgesimsen, Eckbetonung durch Erker, baugeschichtlich und städtebaulich von Bedeutung Denkmaltext 1876 durch den auch als Bauherrn verantwortlich zeichnenden Maurermeister Daniel Gottlob Vogel errichtetes fünfgeschossiges Wohn- und Geschäftshaus in dominierender Ecklage zur Karl-Liebknecht-Straße. Die breitgelagerten Putzfassaden mit kräftigen Horizontalgesimsen, durch die das erste Obergeschoss den Charakter eines Entresolgeschosses erhält, während zweites und drittes durch eine Vertikalgliederung zusammengefasst sid. Die abgefaste Ecke wird dominiert von einem dreigeschossigen Erker. Ursprünglich war nur der Eckbereich und die Front zur Karl-Liebknecht-Straße fünfgeschossig, der ehemals viergeschossige Flügel zur Riemannstraße erhielt nach den Kriegsschäden von 1943 in den Jahren 1957–1959 anstatt eines Mansarddaches ein massives Dachgeschoss. Das als Ladenzone ausgestaltete Erdgeschoss verändert nach mehreren zwischen 1911 und 1959 durchgeführten Umbauten. Die Obergeschosse mit jeweils zwei Wohnungen, davon einer gutbürgerlichen mit Salon. | 09297232 |
|                                         | Mietshaus in geschlossener Bebauung, mit Hinterhaus und Nebengebäude im Hof | Riemannstraße 48 (Karte)                                    | 1876–1877 (Mietshaus) | fünfgeschossiges Gebäude mit Laden und Tordurchfahrt, gut gestaltete Putzfassade mit reichem Stuckdekor, Einfahrtsachse durch schmiedeeisernen Balkon hervorgehoben, im Stil des Historismus, baugeschichtlich von Bedeutung Denkmaltext Fünfgeschossiges, 1876–1877 nach Plänen des Architekten Hugo Franz für den Bauunternehmer Wilhelm Richter errichtetes Mietshaus. Die guterhaltene Putzfassade mit Sandsteingesimsen und reichhaltigen Stuckgliederungen, dabei werden das Erdgeschoss durch eine Nutung und das erste Obergeschoss durch eine horizontale Streifung von den übrigen Geschossen abgesetzt. Zu beiden Seiten ein leicht vorstehender Seitenrisalit, insbesondere wird der die portalartige Einfahrt aufnehmende rechte Risalit durch Pilaster mit korinthischen Kapitellen und einen schmiedeeisernen Balkon hervorgehoben. Die Tordurchfahrt mit Marmorfliesen und Stuckdekor. Das Erdgeschoss enthielt ursprünglich eine gutbürgerliche Wohnung mit Bad und Salon, die Obergeschossen mit jeweils zwei Wohnungen. Im Hof ein viergeschossiges Hinterwohngebäude ebenfalls von 1876–1877 und seitlich links eine eingeschossige, 1889 nach Plänen des Architekten G. Voigt für den Bäckermeister Heinrich Sauer erbaute Bäckerei, Bäckerei (1889): linkes Seitengebäude im Hof, eingeschossig, dreiachsig, Bäckerei, Backhaus und Gesellstube im Erdgeschoss, mit Kohlenkeller und Dachgeschoss, mit Verbindungstrakt zum Vorderhaus | 09297233 |
|                                         | Mietshaus in geschlossener Bebauung | Riemannstraße 50 (Karte)                                    | 1876–1877 (Mietshaus) | fünfgeschossiges Gebäude mit Tordurchfahrt und ehemaliger Gaststätte, stattliche Putzfassade durch zwei Seitenrisalite symmetrisch aufgebaut, im Stil des Historismus, baugeschichtlich von Bedeutung Denkmaltext Das fünfgeschossige Mietshaus errichtete der auch als Bauherr zeichnende Bauunternehmer Friedrich Wilhelm Fischer in den Jahren 1876–1877. Die stattliche durch zwei zweiachsige Seitenrisalite symmetrisch aufgebaute Putzfassade wird durch eine das zweite und dritte Obergeschoss überziehende und auf Putzspiegeln des darunterliegenden Stockwerkes aufliegende Nutung geprägt. Von dieser dreigeschossigen Hauptzone, in der das erste Obergeschoss durch Fensterverdachungen und geschwungene Giebel an den Risaliten als Beletage ausgewiesen ist, sind durch Gurtgesimse das einfacher mit Segmentbogenfenstern gestaltete Erdgeschoss und das oberste Stockwerk abgesetzt. Die durch den rechten Seitenrisalit aufgenommene Tordurchfahrt mit Stuckdekor. Das Erdgeschoss enthielt ursprünglich eine Gaststätte, die Obergeschosse mit jeweils zwei Wohnungen. | 09297234 |
|                                         | Mietshaus in halboffener Bebauung und in Ecklage (bauliche Einheit mit Münzgasse 11) | Riemannstraße 52 (Karte)                                    | 1876–1877 (Doppelmietshaus)                                                                                                  | fünfgeschossiges Gebäude mit Läden, historistische Putzfassade mit eher konventioneller Sandstein- und Stuckgliederung, point de vue des Straßenraumes, Eckbetonung durch zwei schmiedeeiserne Balkone, baugeschichtlich und städtebaulich von Bedeutung Denkmaltext Riemannstraße 52 mit Münzgasse 11: Repräsentatives vier- bis fünfgeschossiges Doppelmietshaus, das der Bauunternehmer Friedrich Wilhelm Fischer 1876–1877 als Dreiflügelbau in abgefaster Ecklage errichtete. Erhöhter fünfgeschossiger, von Eckrisaliten eingefasster Mittelrisalit als point de vue des versetzten westlichen Abschnittes der Riemannstraße, zwei viergeschossig mit Mansarddächern errichtete Seitenflügel als Fronten zu Riemannstraße und Münzgasse. Die Putzfassade mit im Vergleich zu der zeitgleichen Nachbarbebauung eher konventioneller Sandstein- und Stuckgliederung, die Fenster mit geraden Verdachungen und Sohlbänken auf kleinen Konsolen, erstes und zweites Obergeschoss werden durch schmale Gurtgesimse zu einer Zone zusammengefasst. Durch Dreiecksgiebel an den Risaliten, Scheinbalustraden und zarten Stuckdekor in den Brüstungsfeldern ist das erste Obergeschoss als Beletage ausgewiesen. An der abgefasten Eckachse zwei schmiedeeiserne Balkone. Das Erdgeschoss als durchgehende Ladenzone, die Ladenfronten zum Teil aus der Erbauungszeit, zum Teil von 1909. In den Hausfluren Fußbodenfliesen und Stuckdekor. Die Obergeschosse mit jeweils zwei Wohnungen in Riemannstraße 52 und einer in Münzgasse 11. 1926 massiver Ausbau des Mansardgeschosses über dem zur Riemannstraße weisenden Flügel. | 09297235 |
|                                         | Mietshaus in geschlossener Bebauung | Riemannstraße 54 (Karte)                                    | 1880–1881 (Mietshaus) | fünfgeschossiges Gebäude mit Drempel, repräsentative Putzfassade mit Sandsteingliederung und Stuckdekoration, äußere Fensterachsen weisen leicht vorstehende Balkone mit schmiedeeisernen Gittern auf, im Stil des Historismus, baugeschichtlich von Bedeutung Denkmaltext Viergeschossiges, 1880–1881 nach Plänen des Architekten Gustav Strauß für den Sattlermeister Carl Friedrich Michel errichtetes Mietshaus. Putzbau mit Sandsteingesimsen und Stuckgliederungen. Über einer bossierten Souterrainzone das Erdgeschoss mit Quaderung. Die Obergeschossfenster mit Verdachungen auf zarten Konsolen, die mittlere Achse betont durch Rund- und Dreiecksgiebel. Mehr noch sind im Bereich von erstem und zweitem Obergeschoss die seitlichen Achsen hervorgehoben, die Fenster werden von kannelierten Pilastern und Dreiecksgiebeln eingefasst und weisen leicht vorstehende Balkone mit schmiedeeisernen Gittern auf. Über dem dritten Stockwerk ein Halbgeschoss mit kleinen, annähernd quadratischen Fensteröffnungen, darüber als oberer Fassadenabschluss ein kräftiges, von Konsolen getragenes Hauptgesims. Der Eingang seitlich rechts, der Hausflur mit Terrazzofußboden, Stuckdekor und Windfangtür. In den Geschossen jeweils eine geräumige Wohnung, die straßenseitigen Zimmer mit Stuckdecken. Im dritten Obergeschoss in der Wohnung des Oberlehrers Paul Schlager befand sich 1926–1952 die Geschäftsstelle der Goethe-Gesellschaft Leipzig. | 09297236 |
|                                         | Mietshaus in geschlossener Bebauung | Schletterstraße 1 (Karte)                                   | 1866 (Mietshaus) | fünfgeschossiges Gebäude über hohem Sockelgeschoss, reich gegliederte mittensymmetrische Putzfassade von klassizistischer Wirkung, baugeschichtlich von Bedeutung Denkmaltext Nach Plänen des Maurermeisters Otto Leonhardt für Friedrich Eduard Gruhle 1866 errichtetes Mietshaus. Schmale hochaufragende Putzfassade mit Sandsteingliederungen auf hohem Sockelgeschoss. Das Erdgeschoss mit Nutung, die um die rundbogigen Fenster herumgeführt ist, der Eingang mit hoher profilierter Rahmung und kreisförmigem Oberlicht. Die Obergeschossfenster besitzen gerade, zum Teil auf Konsolen ruhende Verdachungen, die der mittleren Achsen sind dabei bis in das dritte Obergeschoss durch Akroterien hervorgehoben. Pro Geschoss eine durch den seitlichen Hausflur und das rückwärtige Treppenhaus erreichbare Wohnung. | 09300951 |
|                                         | Doppelmietshaus in ehemals geschlossener Bebauung | Schletterstraße 4; 6 (Karte)                                | Bauantrag 1866 (Mietshaus)                                                                                                   | zwei viergeschossige Gebäude, Putzbauten mit Sandstein- und Porphyrtuffgliederungen sowie zarten Stuckdekorationen, baukünstlerische Qualität, historistische Fassade noch von klassizistischer Wirkung, baugeschichtlich und städtebaulich von Bedeutung Denkmaltext Nummer 4/6 und Nummer 8: Drei viergeschossige, 1865–1866 durch den Maurermeister Daniel Gottlob Vogel, der auch als Bauherr verantwortlich zeichnet, errichtete Mietshäuser. Putzbauten mit Sandsteingliederungen und zarten Stuckdekorationen, Nummer 8 in halboffener Bebauung mit durchfensterter linker Giebelwad. Nummer 4 und 8 mit gleicher Fassadengestaltung, eine bis zu den Sohlbänken des zweiten Obergeschosses hochgezogene Nutung, ornamental dekorierte Gurtsimse, von schlanken Konsolen getragene Verdachungen der Obergeschossfenster, eine Betonung der beiden mittleren Achsen in erstem und zweitem Obergeschoss durch dekorierte Vertikalgliederungen und Pilaster, eine Pilasterstellung im Bereich des dritten Obergeschosses und ein abschließender Girlandenfries. Die Fassade von Nummer 6 entsprechend in Geschoss- und Traufhöhen, mit ähnlicher Horizontalgliederung durch Gurtgesimse und mit einer ebenfalls auch das erste Obergeschoss umfassenden Nutung, doch mit stärkerer Betonung der Vertikale durch einen leicht vortretenden linken Seitenrisalit, eine Verknüpfung der Fensterrahmungen des ersten und zweiten Obergeschosses durch Brüstungsfelder und eine Herabziehung der Aufleger für das Hauptgesims bis unterhalb der Fensterstürze des dritten Obergeschosses. Die Hausflure mit Holztäfelungen, Stuckgliederungen und Windfangtüren. 1898 rückseitig an alle drei Häuser Anbau von viergeschossigen Holzveranden. 1970 Umbau von Erd- und erstem Obergeschoss in Nummer 8 für die Kurt-Biedermann-Schule der Neurologisch-Psychatrischen Klinik in der Riemannstraße. | 09297240 |
| Weitere Bilder                          | Peterskirche: Kirche (mit Ausstattung) (Anschrift: Schletterstraße 5) sowie Kriegerdenkmal für die Gefallenen des 1. Weltkrieges und umgebender Kirchplatz (Anschrift: Gaudigplatz) | Schletterstraße 5 (Karte)                                   | 1882–1885 (Kirche), nach 1883 (Reste der Farbverglasung), 1885 (Altar), 1885 (Kanzel), 1885 (Lesepult)                       | Platzanlage heute Gaudigplatz genannt, ehemals Schletterplatz, dreischiffige neogotische Hallenkirche mit Emporen, mit eingezogenem Chor, Kapellenkranz, seitlichem Turm und südlich angebauter Taufkapelle, in Formen der französischen Kathedralgotik, Außenhaut aus Postaer Sandstein, Sakralbau mit dem höchsten Kirchturm Leipzigs, Architekten: August Hartel mit Constantin Lipsius, baugeschichtlich, kunstgeschichtlich, ortsgeschichtlich und ortsbildprägend von Bedeutung Denkmaltext Peterskirche, evangelisch-lutherische Pfarrkirche für den Süden von Alt-Leipzig. Die zunehmende Bebauung der Petersvorstadt machte 1876 die Gründung einer eigenen Pfarrgemeinde für den Leipziger Süden erforderlich. Zur Pfarrkirche war als Interimslösung die alte innerstädtische Peterskirche erhoben worden, doch wurde schon 1877 an der Nordseite des Schletterplatzes mit dem Bau des Pfarrhauses (s. Riemannstraße 38) begonnen und für einen als Zentralbau vorgesehenen Kirchenneubau ein Wettbewerb ausgeschrieben. Bei reger Beteiligung ließen es die meisten Wettbewerbsbeiträge jedoch an einer Berücksichtigung der topographischen Verhältnisse und der praktischen Bedürfnisse einer Pfarrgemeinde fehlen, so dass schließlich der Entwurf des zweiten Preisträgers, des Krefelder Architekten August Hartel mit dem des Vorsitzenden der Wettbewerbskommission Constantin Lipsius verbunden und unter dem Einfluss des Wiener Dombaumeisters Friedrich von Schmidt auf eine Langhausform hin abgewandelt wurde. Während aus Hartels Entwurf das gotische Formengut stammt, geht auf Lipsius der hohe an der Nordseite in der Blickachse der Riemannstraße stehende Turm zurück. Die Grundsteinlegung erfolgte am 17. September 1882. Aufgrund des Fortganges von Lipsius an die Dresdner Kunstakademie lag die Bauleitung ganz in den Händen von Hartel, während mit der Ausführung das Leipziger Architekturbüro Bauer und Roßbach betraut war. Am 27. Dezember 1885 fand schließlich die Weihe statt. 1927–1934 wurde eine bauliche Instandsetzung unter Leitung des Architekten Julius Zeißig, die sich insbesondere auf eine Sicherung der Türme bezog, vorgenommen. Nach den am 4. Dezember 1943 erlittenen Kriegsschäden erfolgte 1946–1952 die Sicherung und der Wiederaufbau durch den Architekten Richard Edler, 1954 die Wiederinstandsetzung der Sakristeiräume, 1960–1963 die Renovierung der Seitenschiffe und ab 1975 die Instandsetzung der Chorkapellen. Errichtet wurde die Kirche als dreischiffige Emporenhalle in Formen der französischen Kathedralgotik mit eingezogenem 5/8-Chor und einer Außenhaut aus Paer Sandstein. Die im Westen zum Schletterplatz gelegene Hauptfassade ist als Doppelturmfront mit zwei niedrigen, eine Giebelwand flankierenden Türmen ausgebildet, unter dem Giebel sitzt ein breites Spitzbogenfenster mit Rosette und eine Figurengalerie, darin die Skulpturen von Christus, Gestalten des Alten Testaments und Apeln nach Entwurf des Kölner Bildhauers Johann Joseph Racké aus Brühler Tuffstein. Vor das Hauptportal ist ein Triangel gesetzt. Die Seitenfronten werden jochweise von Strebepfeilern untergliedert, die Joche selbst von reich ausgestalteten Zwerchgiebeln bekrönt. An der Nordseite ist neben dem Chor der 88,7 Meter hohe Turm als städtebaulich markanter Bezugspunkt in die Blickachse der der Riemannstraße gesetzt, an entsprechender Stelle befindet sich an der Südseite eine oktogonale Taufkapelle. Der Abschluss ist als Umgangschor mit drei Rundkapellen ausgebildet. Der Innenraum wird geprägt durch das weite Mittelschiff, demgegenüber die von Emporen überdeckten Seitenschiffe nur jeweils ein Siebtel der Raumbreite ausmachen. Die Joche werden von achtteiligen Kreuzrippengewölben überspannt, die nach Westen und en durch rippenunterteilte Kalotten zur Orgelempore und zum Chor hin übergeleitet werden. Diese Gewölbeanordnung lässt zusammen mit der Weite des Mittelschiffes dem Raum noch etwas von dem ursprünglich vorgesehenen Zentralraumcharakter innewohnen. An Ausstattung sind zu erwähnen die Reste der Farbverglasung, nach 1883 von der Glasmalereiwerkstatt Hertel und Lersch in Düsseldorf, Altar, Kanzel und Lesepult, 1885 nach Entwürfen August Hartels aus französischem Kalkstein und Marmor durch den Leipziger Bildhauer Peter Horst ausgeführt, die Orgel der Firma Sauer von 1886 sowie das Ehrenmal vor dem Hauptportal für die im Ersten Weltkrieg gefallenen Gemeindemitglieder, 1937 aus schlesischem Sandstein von dem Leipziger Bildhauer Max Alfred Brumme. | 09297241 |
| Weitere Bilder                          | Schule und Einfriedung des Schulhofes | Schletterstraße 7 (Karte)                                   | 1876–1877, später erweitert (Schule)                                                                                         | Schule; ehemalige Höhere Schule für Mädchen, konventionell gestalteter, historistischer Putzbau mit Sandsteingliederung, 1925–1926 entstand längs der Riemannstraße ein stilistisch angepasster Erweiterungsbau, ortsgeschichtlich und baugeschichtlich von Bedeutung Denkmaltext Evangelisches Schulzentrum Leipzig, errichtet 1876–1877 als Höhere Schule für Mädchen nach Plänen der Architekten Max Bösenberg und Georg Häckel auf dem durch den Rat der Stadt Leipzig zur Verfügung gestellten östlichen Areal des Schletterplatzes. Viergeschossiger Putzbau mit Sandsteingliederungen auf dreiflügeligem Grundriss. Die Hauptfront zum Schletterplatz wird akzentuiert durch einen breiten fünfachsigen und erhöhten Mittelrisalit mit den Eingang aufnehmenden Arkaden im Erdgeschoss und großen Rundbogenfenstern im obersten Stockwerk, während die Fenster im ersten und zweiten Obergeschoss im Gegensatz zu denen der seitlichen Flügel Giebel oder Verdachungen aufweisen. Das Erdgeschoss weist eine kräftige Nutung auf, im Kontrast zu der feineren der Obergeschosse. Die Klassenräume liegen an einem Mittelkorridor, das dreiarmige Treppenhaus ist rückseitig angeordnet. 1925–1926 entstand längs der Riemannstraße ein stilistisch angepasster Erweiterungsbau mit Klassenräumen, Konferenzzimmer, Bibliothek, Musik-, Handarbeits- und Zeichensälen. Rückwärtig ursprünglich eine durch einen Gang mit dem Treppenhaus verbundene Turnhalle, die nach Kriegsschäden 1953 abgerissen wurde. Der Wiederaufbau des ebenfalls beschädigten Hauptgebäudes erfolgte in den Jahren 1953–1957. | 09297244 |
|                                         | Mietshaus in ehemals halboffener Bebauung | Schletterstraße 8 (Karte)                                   | 1865–1866 (Mietshaus) | viergeschossiges Gebäude, Putzbau mit Sandsteingliederungen sowie zarter Stuckdekoration, baukünstlerische Qualität, historistische Fassade noch von klassizistischer Wirkung, baugeschichtlich und städtebaulich von Bedeutung Denkmaltext Nummer 4/6 und Nummer 8: Drei viergeschossige, 1865–1866 durch den Maurermeister Daniel Gottlob Vogel, der auch als Bauherr verantwortlich zeichnet, errichtete Mietshäuser. Putzbauten mit Sandsteingliederungen und zarten Stuckdekorationen, Nummer 8 in halboffener Bebauung mit durchfensterter linker Giebelwand. Nummer 4 und 8 mit gleicher Fassadengestaltung, eine bis zu den Sohlbänken des zweiten Obergeschosses hochgezogene Nutung, ornamental dekorierte Gurtsimse, von schlanken Konsolen getragene Verdachungen der Obergeschossfenster, eine Betonung der beiden mittleren Achsen in erstem und zweitem Obergeschoss durch dekorierte Vertikalgliederungen und Pilaster, eine Pilasterstellung im Bereich des dritten Obergeschosses und ein abschließender Girlandenfries. Die Fassade von Nummer 6 entsprechend in Geschoss- und Traufhöhen, mit ähnlicher Horizontalgliederung durch Gurtgesimse und mit einer ebenfalls auch das erste Obergeschoss umfassenden Nutung, doch mit stärkerer Betonung der Vertikale durch einen leicht vortretenden linken Seitenrisalit, eine Verknüpfung der Fensterrahmungen des ersten und zweiten Obergeschosses durch Brüstungsfelder und eine Herabziehung der Aufleger für das Hauptgesims bis unterhalb der Fensterstürze des dritten Obergeschosses. Die Hausflure mit Holztäfelungen, Stuckgliederungen und Windfangtüren. 1898 rückseitig an alle drei Häuser Anbau von viergeschossigen Holzveranden. 1970 Umbau von Erd- und erstem Obergeschoss in Nummer 8 für die Kurt-Biedermann-Schule der Neurologisch-Psychiatrischen Klinik in der Riemannstraße. | 09297245 |
|                                         | Mietshaus in ehemals halboffener Bebauung | Schletterstraße 12 (Karte)                                  | 1864 (Mietshaus) | viergeschossiges Gebäude, klassizistische wirkende Putzfassade mit Sandsteingliederung, Eingang als rundbogiges Portal, in dessen Zwickeln zwei Putti, baugeschichtlich und städtebaulich von Bedeutung Denkmaltext 1864 durch den Baugewerksmeister F. Bose für den Stubenmaler Gottfried Wildenhain erbautes viergeschossiges Mietshaus. Putzfassade mit Sandsteingliederung, das Erdgeschoss mit Nutung. Mittig ein rundbogiges Portal, in dessen Zwickeln zwei Putti. Im Hof ein viergeschossiges, 1871 durch den Maurermeister C. Friedrich Wilhelm Heinold errichtetes Hinterhaus mit Werkstatt und Wohnungen. | 09297247 |
|                                         | Mietshaus in geschlossener Bebauung | Schletterstraße 14 (Karte)                                  | um 1865 (Mietshaus) | viergeschossiges Gebäude, klassizistisch wirkende Putzfassade mit einfachen Sandsteingliederungen, baugeschichtlich und städtebaulich von Bedeutung Denkmaltext Viergeschossiges, um 1865 errichtetes Mietshaus mit Putzfassade und einfachen Sandsteingliederungen. Das Erdgeschoss ehemals mit Nutung. Im Hof ein linkes Seitengebäude mit Wohnungen. | 09297248 |
|                                         | Mietshaus in geschlossener Bebauung | Schletterstraße 26 (Karte)                                  | 1880–1881 (Mietshaus) | viergeschossiges Gebäude, historistische Putzfassade mit Sandstein- und Stuckgliederungen, baugeschichtlich von Bedeutung Denkmaltext Nach Plänen des Architekten G. A. Geyer für die Glasermeisterswitwe Wilhelmine Becker 1880–1881 errichtetes viergeschossiges Mietshaus. Putzfassade mit Sandstein- und Stuckgliederungen. Die drei mittleren Achsen durch Dreiecksgiebel betont, die äußere Achse links in den Obergeschossen leicht vorstehend. Der Hausflur mit Stuckdekoration. Im Souterrain eine Durchfahrt als Zugang zu der ehemals im Hof vorhanden gewesenen Glaserwerkstatt. | 09297249 |
| Direkt Bild zu diesem Denkmal hochladen | Toreinfahrt und Einfriedung zweier Villengrundstücke (Schwägrichenstraße 2 und Beethovenstraße 33, Villen nicht mehr erhalten) | Schwägrichenstraße 2                                        | um 1890 (Einfriedung) | Teil des bürgerlich-vornehmen Musikviertels, ortsentwicklungsgeschichtlich von Bedeutung | 09304674 |
|                                         | Mietshaus in offener Bebauung | Schwägrichenstraße 3 (Karte)                                | bezeichnet 1892 (Mietshaus)                                                                                                  | viergeschossiges Gebäude über hohem Sockel, repräsentative Putzfassade mit Sandsteingliederungen, Fassade in klassischer Gliederung mit mittigem Erker, im Stil des Historismus, baugeschichtlich und städtebaulich von Bedeutung Denkmaltext 1893 nach Plänen des Maurermeister Ernst Fritz Schade für den Privatier Robert Jahn gebaut. Letztes erhaltenes der ursprünglich drei Mietshäuser in offener Bebauung in diesem Teil der Straße. Die Fassade in klassischer Gliederung: hoher Sockel mit Bogenquaderung, zwei Hauptetagen mit stark plastischen, konsolengestützten Fensterbedachungen und Eckquaderung, über kräftigem Gurtgesims ein leichter gestaltetes Obergeschoss unter stark vorkragendem Flachdach mit Konsolgesims. Das klassische Gliederungssystem durch Polygonalerker unterbrochen, der die Fassade mittig betont. An der Nordseite befindet sich der Eingang, die Gartenseite besitzt Holzveranda und Freitreppe. Ursprünglich nur eine Wohnung pro Etage. Seit den sechziger Jahren Sitz der Theaterhochschule „Hans Otto“ | 09295588 |
|                                         | Mietvilla mit Garten, Einfriedung und Toranlage | Schwägrichenstraße 4 (Karte)                                | 1897–1898 (Villa) | ungewöhnliche dreigeschossige Villa, von Beginn an eine großzügige Wohnung pro Etage, reich gegliederte Sandstein-Putz-Fassade in Formen der Neorenaissance, Architekt: Theodor Hülssner, erbaut für den Kaufmann Theodor Sommer, baugeschichtlich und städtebaulich von Bedeutung Denkmaltext 1897–1898 nach Plänen von Theodor Hülssner für den Kaufmann Theodor Sommer gebaut („S“ in der Kartusche über dem Eingang). Die Mietvilla in großem Gartengrundstück enthielt eine Wohnung (über 200 m²) pro Etage. Die eiserne Einfriedung ist erhalten. Der klassische Villengrundtyp, ein quadratischer Baukörper mit flachem, weit überkragendem konsolengestütztem Dach, ist nach den Wohnansprüchen der gründerzeitlichen Bauherren umgewandelt: Die Repräsentationsräume an der Straßenseite sind durch Polygonalerker und schwere Balkons vor den halbsäulengerahmten Drillingsfenstern am flachen Seitenrisalit gekennzeichnet. Die Südseite ist durch einen breiten Risalit erweitert, die Westseite öffnet sich mit Terrasse und Veranda zum Garten, während an die Nordseite der Eingangsrisalit angefügt ist. Klassisch streng sind die Sandsteingliederungen vor durchgängig mit Putznutung versehener Wand, die Beletage ist durch Ädikulen gekennzeichnet. Die individuellen Frauen- und Kindermasken in den Schlusssteinen der Erdgeschossfenster könnten Porträts der Familie des Bauherren sein. Zu den Mietern der großbürgerlichen Villa zählten die Verleger Rudolf Brandstetter (um 1904) und Dr. Brockhaus (dreißiger Jahre). Nutzung seit den sechziger Jahren als Sprachheilschule, später als Bezirksmusikschule. | 09295701 |
|                                         | Doppelmietshaus (Anschrift: Mozartstraße 21 und Schwägrichenstraße 7) in offener Bebauung und in Ecklage, mit seitlicher Toreinfahrt an der Mozartstraße | Schwägrichenstraße 7 (Karte)                                | 1893–1894, bezeichnet 1893 (Doppelmietshaus)                                                                                 | stattliches viergeschossiges Gebäude über hohem Souterrain und mit Drempel, klar gegliederte Putzfassade mit Sandsteinsockel und -gliederungen, der kubische Bau von ausgeprägt klassischer Grundhaltung, jede Straßenseite durch einen Erker betont, baugeschichtlich und städtebaulich von Bedeutung Denkmaltext 1894 nach vermutlich eigenen Plänen für den Zimmermeister und Bauunternehmer Hermann Winkler errichteter Eckbau zur Mozartstraße. Der kubische Bau von ausgeprägt klassischer Grundhaltung, mit hohem spundierten Sockel, klarer, hierarchisch gestufter Etagenteilung, Eckquaderung und flachem Satteldach. Beide Straßenfronten mit zweiachsigen Erkern, die breitere Fassade zur Schwägrichenstraße durch einen flachen sechsachsigen Risalit akzentuiert. Die Ecke durch eingestellten Stab und Kartusche leicht gerundet. Alle Details im großzügigen Baukörper, die Friese und Sandstein-Fensterrahmungen auffallend fein gestaltet. An beiden Giebelseiten führen Eingänge in je eine der beiden ca. 200 m² großen Wohnungen pro Etage. Im Souterrain separater Eingang zur Hausmeisterwohnung. | 09295586 |
|                                         | Mietshaus in offener Bebauung mit seitlicher Toreinfahrt | Schwägrichenstraße 9 (Karte)                                | 1894 (Mietshaus) | viergeschossiges herrschaftliches Gebäude mit Drempel, prächtige Putzfassade mit Sandsteingliederungen und -dekoration, kubischen Grundform mit vorkragendem Flachdach, klarer klassischer Fassadengliederung und Mittelerker, im Stil des Historismus, baugeschichtlich und städtebaulich von Bedeutung Denkmaltext Für seinen Vater, den Maurermeister Daniel Gottlob Vogel, entwarf Regierungsbaumeister Woldemar Vogel 1894 das herrschaftliche Wohnhaus. In seiner kubischen Grundform mit vorkragendem Flachdach , klarer „klassischer“ Fassadengliederung und Mittelerker schließt es sich an die Nummern 3 und 7 an. Die über die ganze Fassade reichende flache Putzquaderung und die klare aber bestimmte Fensterbildung über dem Rustikasockel bilden die Folie für den besonders prächtigen Halbrunderker mit Balkonabschluss vor Drillingsfenster. Ein üppiger Rankenfries unter dichtgereihtem Konsolgesims bildet den festliche Abschluss der schlichten Fassade. Auch hier: Eingang an Nordseite und Veranda mit Freitreppe an Gartenseite. Ursprünglich nur eine Wohnung pro Etage. Bewohner und ab 1918 Besitzer: Familie Julius Meißner (Firma Meißner & Buch, Chromopapierfabrik , später Dermatoid- und Celluloid-Werke AG). | 09295585 |
|                                         | Mietshaus in offener Bebauung mit seitlicher Toreinfahrt | Schwägrichenstraße 11 (Karte)                               | bezeichnet 1894–1895 (Mietshaus)                                                                                             | viergeschossiges stadtpalastartiges Gebäude mit hohem Souterrain, mehrfarbige Klinkerfassade mit Sandsteindekoration in Neorenaissanceformen, Fassade trotz der antikisierenden Details eher malerisch angelegt, reich gegliedert mit Erker und Balkons, prachtvoll auch das Innere, Architekt: Otto Brückwald, baugeschichtlich und städtebaulich von Bedeutung Denkmaltext Das stadtpalastartige Mietshaus wurde 1894–1896 vom königlichen Hofbaumeister Otto Brückwald errichtet. Es enthielt in der ersten und zweiten Etage je eine Wohnung von etwa 270 m², im Erd- und Obergeschoss je zwei Wohnungen, im Souterrain befanden sich die Zeichen- und Arbeitsräume des Architekten und ab 1903 die Lagerräume des Verlegers Henri Hinrichsen (Musikverlag Edition Peters). Die Fassade ist trotz der antikisierenden Details (kannelierte ionische Säulen am breiten Mittelerker, Grotesken in den Bogenfüllungen, Akanthusfriese, Kymatien) eher malerisch angelegt. Dazu trägt vor allem der Reichtum an Strukturen, Materialien und Farben bei: Über dem hohen Werksteinsockel, der sich im Wechsel von glatten und bossierten Lagen aufbaut, ist die gelbe Ziegelfassade mit roten Sägefriesstreifen geschmückt und wird von einem breiten gemalten Fries in der Dachzone abgeschlossen. Die grünpatinierten geschwungenen Kupferdächer der Erker und die bauchigen Balkongitter erhöhen im Verein mit den üppigen Zierformen die farbenreiche Opulenz der in allen Details original erhaltenen Fassade. Prachtvoll ist auch das Innere: Das großzügige Entrée weitet sich in breiten Wandnischen mit eingestellten Säulen und Renaissance- gliederung zur kreisförmigen Vorhalle, die zur zweiläufigen Treppenanlage führt. Neben der Familie Hinrichsen gehörte um die Jahrhundertwende auch die Schriftstellerin Elsa Asenijeff, langjährige „Muse“ des Malers, Graphikers und Bildhauers Max Klinger zu den Bewohnern des herrschaftlichen Hauses. | 09295700 |
|                                         | Mietshaus in offener Bebauung mit seitlicher Toreinfahrt | Schwägrichenstraße 13 (Karte)                               | 1894–1895 (Mietshaus) | viergeschossiges herrschaftliches Gebäude über hohem Souterrain, Putzfassade mit reicher Sandsteingliederung, über dem Mittelerker gewölbten Loggia, deren Bogen die Dachzone hochwölbt, Fassadendetails zeigen Hinneigung zur neobarocken Üppigkeit, baugeschichtlich und städtebaulich von Bedeutung Denkmaltext 1895 nach Plänen von Ernst Riedel für den Steinsetzmeiser Ernst Wilhelm Begandt gebaut. Das „herrschaftliche“ Mietshaus entspricht in Fassadengliederung und Grundrissdisposition (Mittelerker, Seiteneingang, rückwärtige Veranda,nur eine Wohnung pro Etage) den Häusern Nummer 3 und 9. Die Fassadendetails jedoch zeigen die für den Architekten typische Hinneigung zur barocken Üppigkeit. Dazu passt auch das Pathosmotiv der gewölbten Loggia, deren Bogen die Dachzone hochwölbt. Entsprechend dieser eher barocken Grundhaltung besitzt das Haus statt des bisher üblichen Flachdaches ein Mansarddach. 1903 wurde es vom Verlagsbuchhändler Georg Hirzel erworben. | 09295584 |
|                                         | Ehemaliges Gästehaus (mit Gipsrelief im Foyer, Terrasse mit Wabenwand) sowie Garten und Pflasterung | Schwägrichenstraße 14 (Karte)                               | 1967–1969 (Gästehaus), 1969 (Wabenwand), 1969 (Gipsrelief im Foyer)                                                          | verkleideter Betonbau im Stil der Moderne, Zeugnis der DDR-Baukultur, Erinnerungswert, Seltenheitswert, baugeschichtlicher Wert, Ausstattung künstlerisch bedeutsam | 09304760 |
|                                         | Mietshaus in offener Bebauung und in Ecklage | Schwägrichenstraße 15 (Karte)                               | 1894 (Mietshaus) | viergeschossiges herrschaftliches Eckgebäude über hohem Souterrain, klar gegliederte, prächtige, historistische Putzfassade mit geschwungenen Balkons und Eckbetonung, über dem Haupteingang bemerkenswerte Säulenloggien im venezianischen Stil, Architekten: Schmidt & Johlige, baugeschichtlich und städtebaulich von Bedeutung Denkmaltext 1894 von den Architekten August Hermann Schmidt und Arthur Johlige als Bauherren errichtet. Das Eckgebäude zur Haydnstraße wirkt „venezianisch“ vor allem durch die zierlichen Loggien-Arkaden, die im Obergeschoss mit einer Vierpassreihe abgeschlossen werden. Auch alle anderen Dekorationsformen: der Rosettenfries, die zart gerahmten Rundbogenfenster in den beiden Hauptetagen, die fein geschmückte Zone unter dem Hauptgesims und die geschwungenen Balkons geben dem mächtigen Baukörper seine venezianisch anmutende Schwerelosigkeit. Das herrschaftliche Mietshaus enthielt pro Etage eine Wohnung, das Hochparterre und die Kontorräume im Souterrain wurden 1903 vom Konsul de Liagre bewohnt, der auch die Kontorräume im Souterrain benutzte, in der 1. Etage wohnte der ab 1921 alleinige Besitzer, Baurat Arthur Johlige. Größere Umbauten 1940–1943 während der Nutzung durch die 14. Flak-Division, tiefgreifende innere Veränderungen 1969 anlässlich der Umwandlung zum Gästehaus des Ministerrates der DDR. | 09295699 |
|                                         | Villa J. Petersmann: Villa mit Villengarten und Nebengebäude | Schwägrichenstraße 23 (Karte)                               | 1898–1899 (Villa), 1909 (Remisengebäude)                                                                                     | stattliches Gebäude im Stil der deutschen Neorenaissance, Putzfassade mit Fachwerkgiebel (der kriegszerstörte Giebel zur Straße modern erneuert), Standerker, Türmen, Veranden und Terrassen mit Sandsteinreliefs und Maßwerkbrüstungen, Nebengebäude ehemals Remise mit Kutscherwohnung, Villa mit lebhaften Umrissen und bewegter Dachlandschaft, Architekt: Peter Dybwad, erbaut für den Konsul, Verlagsbuchhändler und Druckereibesitzer Josef Mathias Petersmann, kunsthistorisch, ortsgeschichtlich und baugeschichtlich von Bedeutung Denkmaltext Die Villa im Auftrag des Konsuls und Verlagsbuchhändlers Dr. Josef Mathias Petersmann, Besitzer des Messehauses Petershof und der Verlagsbuchhandlung Otto Spamer, 1898 bis 1900 nach Plänen von Peter Dybwad gebaut. Der Bau im Stil der deutschen Renaissance, mit lebhaften Umrissen und bewegter Dachlandschaft. Nach Kriegszerstörungen zum Teil geglättet, vor allem die Straßenfront. Ursprünglich die zahlreichen Giebel mit Zierfachwerk und reichen Holzschnitzereien versehen, Erker, Türme, Veranden und Terrassen mit Sandsteinreliefs und Maßwerkbrüstungen. Das heutige Bild bietet auch an den besser erhaltenen Gartenseiten und der mit überdachter Auffahrt versehenen Eingangsfront nur noch eine schwache Annäherung an die einst malerische Pracht. Die Anordnung der Räume um die zentrale Diele ursprünglich nach speziellen Angaben der jeweiligen Etagenbewohner. Separater Dienstboteneingang, Wirtschafts- sräume im Keller. Stall und Remise im Schweizerstil 1909 von Dybwd. 1939 Umwandlung in Privatklinik für Naturheil- verfahren Dr. Becher. Weitere Umbauten nach Teilzerstörung, Nutzung als Außenstelle des Städtischen Krankenhauses St. Georg. | 09295606 |
|                                         | Doppelmietshaus in halboffener Bebauung | Shakespeareplatz 7; 8 (Karte)                               | 1889 (Doppelmietshaus) | fünfgeschossiges Doppelmietshaus, historistische Putzfassade Sandsteingesimsen und Stuckgliederungen, die beiden mittleren Fensterachsen jeweils gestalterisch zusammengefasst, baugeschichtlich von Bedeutung Denkmaltext 1889 nach Plänen des Architekten J. C. Geyer für August Carl Friedrich errichtetes fünfgeschossiges Doppelmietshaus. Die Putzfassaden mit teilweise noch genuteten Erdgeschossen, Sandsteingesimsen und Stuckgliederungen. Im Bereich des ersten dritten Obergeschosses werden die beiden mittleren Fensterachsen der Doppelhaushälften durch übergreifende, etwas erhöhte Verdachungen zusammengefasst und durch eine Pilastergliederung akzentuiert, sie sind auf diese Weise von den seitlichen Achsen mit geraden oder übergiebelten, auf zarten Konsolen ruhenden Verdachungen abgesetzt, so dass sich eine Rhythmisierung der Front ergibt. Als oberer Fassadenabschluss ein ausladendes, von Konsolen getragenes Hauptgesims. Die Hausflure mit Stuckausstattung, in den Geschossen pro Doppelhaushälfte jeweils zwei Wohnungen. Vor den Häusern schmale, mit schmiedereisernen Einfriedungen versehene Vorgärten. | 09296690 |
|                                         | Mietshaus in geschlossener Bebauung | Shakespeareplatz 10 (Karte)                                 | 1889 (Mietshaus) | schmales fünfgeschossiges Gebäude, kräftig gegliederte historistische Putzfassade mit Sandsteingesimsen und Stuckgliederungen, Eingangsachse durch Seitenrisalit hervorgehoben, baugeschichtlich von Bedeutung Denkmaltext Schmales fünfachsiges Mietshaus, das 1889 durch das Baugeschäft Ohme und Bechert für August Carl Friedrich errichtet wurde. Der fünfgeschossige Putzbau mit Sandsteingesimsen und Stuckgliederungen. Seitlich links ein leicht vorstehender Risalit mit bis in das zweite Obergeschoss gequaderten Kanten, der den Eingang enthält. An der Rücklage die mittleren Achsen in erstem und zweitem Obergeschoss mit Rund- und Dreiecksgiebeln, die anderen Fenster mit geraden Verdachungen. Der Hausflur mit Ornamentfliesen, Holzpaneelen und Stuckdekor, in den Geschossen jeweils eine Wohnung. | 09295674 |
|                                         | Mietshaus in geschlossener Bebauung | Shakespearestraße 2 (Karte)                                 | 1877–1878 (Mietshaus) | fünfgeschossiges Gebäude mit Tordurchfahrt, Laden und Gaststätte, reich gegliederte Putzfassade mit Stuckdekoration, ungewöhnliche Pilastergliederung, baugeschichtlich von Bedeutung Denkmaltext 1877–1878 nach Plänen von Hermann Kittel für W. Schüffner errichtetes viergeschossiges Wohn- und Geschäftshaus mit Entresol. Reichgegliederte Putzfassade, das Erdgeschoss mit Putznutung und zentrierter Tordurchfahrt, das Entresolgeschoss mit Stuckrahmen. Zwischen zwei als Sockelgesims und als profiliertes Gebälk ausgestalteten Gurtgesimsen die aus zwei Obergeschossen bestehende Hauptzone mit durchgehender, den Gesamteindruck der Fassade maßgeblich bestimmender Vertikalgliederung. Die untere Partie der Vertikalen durch aufgelegte Rahmen, die obere als das Gebälk tragende Pilaster ausgestaltet, darum sich verkröpfend ein weniger kräftiges Gurtgesims. Das obere Geschoss ist als Attika mit durch das Gebälk gebildeten Sohlbänken ausgeführt. Über dem abschließenden weniger ausladenden Gesims drei Dachhäuser. Das Erdgeschoss durchgängig als Ladenzone mit ehemals vier, jetzt nur noch zwei Läden, das Entresol entgegen dem äußeren Eindruck wie auch die Obergeschosse mit zwei Wohnungen. | 09295666 |
|                                         | Mietshaus in ehemals geschlossener Bebauung | Shakespearestraße 3 (Karte)                                 | um 1885/1890 (Mietshaus) | fünfgeschossiges Gebäude, reich gestaltete, historistische Putzfassade mit leichter Mittelbetonung, baugeschichtlich von Bedeutung Denkmaltext In den späten 1880er Jahren errichtetes fünfgeschossiges Mietshaus. Die reichgestaltete Putzfassade wird durch Gurtgesimse in drei Zonen untergliedert, das Erdgeschoss und das erste Obergeschoss mit Putznutung sowie Frauen- und Männermasken an den Fensterstürzen, davon durch ein kräftiges Gesims mit Mäanderband abgesetzt zwei weitere Geschosse mit Fensterverdachungen, Giebeln und Mittelbetonung durch Zusammenfassung der beiden mittleren Achsen im Bereich des zweiten Obergeschosses. Über einem weiteren Gesims mit Zahnschnittfries das oberste Geschoss ausladendem, von Konsolen getragenem Hauptgesims. Das Portal mittig angeordnet mit Pilastern, Gebälk, Dreiecksgiebel und bekrönender Akroterie. Der Hausflur mit originaler Stuckausstattung. | 09295667 |
|                                         | Mietshaus (Nr. 4) in ehemals geschlossener Bebauung und Hinterhaus (Nr. 4a) | Shakespearestraße 4; 4a (Karte)                             | 1864–1865 (Mietshaus), 1898–1899 (Hinterhaus)                                                                                | viergeschossiges Gebäude mit Tordurchfahrt, historistische Putzfassade mit Stuck- und Sandsteingliederungen, die Fassadengestaltung mit spätklassizistischen Anklängen, im Hof dreigeschossiges Fabrikgebäude als Putzbau mit Ziegelgliederungen, baugeschichtlich und ortsentwicklungsgeschichtlich von Bedeutung Denkmaltext Nach Kriegsschäden des Jahres 1943 nur noch dreigeschossiges Mietshaus, heute wieder viergeschossiges Gebäude, das 1864–1865 durch den Maurermeister Bernhard Leuthier errichtet wurde. Putzfassade mit Stuck- und Sandsteingliederungen, die Fassadengestaltung mit spätklassizistischen Anklängen durch die Putzquaderung und die rundbogigen Fenstern des Erdgeschosses, das rundbogige Portal der Durchfahrt mit darüberliegender Scheinbalustrade, die runde Scheiben einfassenden Putzspiegel und die Feinheit der Stuckdekoration. Die Fensterachse über dem seitlichen Portal mit Pilastergliederung, von der übrigen Fassadenpartie jeweils die beiden äußeren Achsen durch übergreifende Giebel und Verdachungen zusammengefasst. In den Zwickeln über dem Portal zwei weibliche Liegefiguren mit Lyra und Buch, Kunst und Wissenschaft verkörpernd. Rückseitig eine eingeschossige Veranda mit Säulen und Balustrade von 1899. Im Hof befindet sich seitlich rechts ein zweigeschossiges Fabrikgebäude, das 1898–1899 für die Gießerei Gustav Langenhagen errichtet wurde. Die Instandsetzung des Vorderhauses nach den Kriegsschäden erfolgte 1950–1957. | 09295668 |
|                                         | Mietshaus in ehemals geschlossener Bebauung und in Ecklage | Shakespearestraße 5 (Karte)                                 | 1888–1889 (Mietshaus) | fünfgeschossiges Eckhaus mit breit gelagerten Fronten, historistische Putzfassade mit reichen Gliederungen, Eckbetonung durch Balkons und Mansarddachaufsatz, baugeschichtlich von Bedeutung Denkmaltext Fünfgeschossiges, 1888–1889 nach Plänen der auch als Bauherren auftretenden Baumeister Hermann Riedel und Gustav Jaenichen errichtetes Eckhaus mit breitgelagerten Fronten zur Shakespearestraße und zum Shakespeareplatz. Putzfassade mit Eck- und Seitenrisaliten sowie Gliederungen und Gurtgesimsen, die abgefaste Ecke wie auch die äußere Achse der Platzfront mit Balkonen. Die Nutung des Erd- und des ersten Obergeschosses wird an den Risalitkanten in das dritte Obergeschoss hochgezogen. Über dem von kräftigen Konsolen getragenen Hauptgesims ein den Eckbereich bekrönender Mansarddachaufsatz mit Dachhäusern. Der Hausflur mit Stuckdekor. Pro Geschoss drei großzügige Wohnungen. | 09295669 |
|                                         | Mietshaus in offener Bebauung, mit Vorgarten | Shakespearestraße 7 (Karte)                                 | 1888–1889 (Mietshaus) | ortsbildprägendes Wohnhaus am Shakespeareplatz, bewegt gestaltetes, dreigeschossiges Gebäude über hohem Souterrain, leicht reduzierte historistische Putzfassade mit seitlichen Verandavorbauten, die Dachlandschaft nach Zerstörung rekonstruiert, baugeschichtlich und städtebaulich von Bedeutung Denkmaltext Das ursprünglich dreigeschossige und villenartige Mietshaus wurde 1888–1889 mit Front zur Shakespearestraße auf dem gleichzeitig angelegten Shakespeareplatz errichtet. Es schließt mit seinem eingefriedeten Garten den Platz zur Straße hin ab, wodurch die für die innere Südvorstadt ungewöhnliche offene Bauweise herrührt. Die Pläne stammen von dem Architekten G. A. Geyer, als Bauherren werden die Baumeister Hermann Riedel und Gustav Jaenichen sowie Emil Schwarze genannt. Ehemals repräsentative Front mit Mittelrisalit und seitlichen übereck gestellten Vorbauten, die von Türmchen bekrönt waren. Mittig in der Fassade ein aufwendiges Säulenportal mit Rundbogen, Löwenkopfkartusche und Dreiecksgiebel. Der Hausflur mit Ornamentfliesen und Holzvertäfelung. In Erd- und erstem Obergeschoss jeweils zwei herrschaftliche Wohnungen, zu denen Wirtschaftsräume, Bäder und Dienstbotenkammern im Souterrain und im zweiten Obergeschoss gehörten. Von 1910 bis 1932 Nutzung des Gebäudes als eine durch den Arzt Karl August Nebel begründete Privatheilanstalt für Tuberkulöse, seitdem wieder als Wohnhaus. 1963 erfolgte ein durchgreifender Umbau mit vollständiger Glättung der Fassade und Übersetzung durch ein drittes Obergeschoss. | 09295671 |
|                                         | Mietshaus in ehemals geschlossener Bebauung und Ecklage | Shakespearestraße 26 (Karte)                                | 1884 (Mietshaus) | stattliches fünfgeschossiges Eckgebäude mit Läden, Eckbetonung durch Abschrägung, bekrönender Balustrade und Balkone, historistische Putzfassade mit Sandstein- und Stuckgliederungen, baugeschichtlich von Bedeutung Denkmaltext Stattliches, 1884 durch das Baugeschäft Seidel und Zetzsche für Ferdinand Schlüssler errichtetes fünfgeschossiges Eckhaus mit Abfasung. Die Putzfassade mit Sandstein- und Stuckgliederungen. Das Erdgeschoss mit Nutung, zum Teil neu verputzt. Durch Gurtgesimse das erste bis dritte Obergeschoss zu einer Zone zusammengefasst, die Sohlbänke und Verdachungen der Fenster auf Konsolen. Zwischen den Fensterachsen des obersten Geschosses Stuckrahmen. Die Eckachsen durch Nutung und Pilaster hervorgehoben, die abgefaste Ecke selber durch Balkone, Dreiecksgiebel und bekrönende Balustrade betont. Unter den jeweils zwei Wohnungen im ersten bis dritten Obergeschoss eine vornehmere mit Salon und Dienstbotenzimmer. | 09295670 |
|                                         | Kontorgebäude (Nr. 32) mit angebautem Werkstattgebäude (Nr. 30) rückwärtig auf dem Grundstück | Shakespearestraße 30; 32 (Karte)                            | um 1900 (Werkstatt) | gelber zweigeschossiger Klinkerbau mit eingeschossigem Anbau, ortsentwicklungsgeschichtlich von Bedeutung | 09299148 |
|                                         | Mietshaus in ehemals geschlossener Bebauung und Hinterhaus | Shakespearestraße 47 (Karte)                                | bezeichnet 1911–1912 (Mietshaus), 1910–1911 (Hinterhaus)                                                                     | viergeschossiges Gebäude mit Tordurchfahrt, klar gegliederte Putzfassade mit Sandsteindetails, der breite Mittelerker mit Mansarddach, Hausflur mit Deckenmalerei, im Reformstil der Zeit um 1910, baugeschichtlich von Bedeutung Denkmaltext Das viergeschossige Mietshaus mit dreigeschossigem Seitenflügel wurde 1911–1912 nach Plänen des Architekten Georg Wommer für Maria Weißflog erbaut. Bis 1911 befand sich auf dem Gelände ein zweigeschossiges traufständiges Wohnhaus mit Zimmerplatz und Arbeitschuppen von 1860. Der Neubau als Putzbau mit breitem, von drei schweren Konsolen getragenem Mittelerker und Mansarddach. Die Sockelzone mit Nutung, das zweite und dritte Obergeschoss mit Vertikalgliederung und Putzspiegeln. Die rundbogige Toreinfahrt seitlich links und die Fenstergewände des ersten Obergeschosses weisen Bauplastik auf. Der Hausflur enthält eine gut erhaltene Deckenmalerei, die Wange der Haustreppe mit figürlichem Aufsatz einer Kinderfigur. Im Hof ein dreigeschossiges, 1910–1911 nach Plänen des Architekten Hugo Schuhknecht errichtetes Hintergebäude mit Niederlagen im Kellergeschoss, zwei Werkstellen im Erdgeschoss und Kontoren und Lagerräumen in den Obergeschossen. | 09295678 |
|                                         | Mietshaus in geschlossener Bebauung | Shakespearestraße 49 (Karte)                                | 1865–1866 (Mietshaus) | viergeschossiges Gebäude mit Tordurchfahrt, klassizistisch wirkende Putzfassade mit einfachen Gliederungen, selten erhaltenes vorgründerzeitliches Mietshaus- und Gewerbegrundstück, wissenschaftlich-dokumentarischer Wert, baugeschichtlich von Bedeutung Denkmaltext 1865–1866 durch den Zimmermeister Gustav Handwerck und den Maurermeister Julius Richter für den Möbelfabrikanten Johann Gottlieb Schleussing erbautes viergeschossiges Mietshaus. Putzbau mit einfachen Gliederungen und zentraler rundbogiger Tordurchfahrt. Das dreigeschossige Hintergebäude, 1860 zunächst eineinhalbgeschossig als Pferdestall mit Remise und Kutscherwohnung errichtet, wurde 1882 mit zwei Obergeschossen für Schleussings Möbellager und Kontorräume übersetzt. Die Garageneinbauten erfolgten 1972. | 09295677 |
|                                         | Mietshaus in ehemals geschlossener Bebauung | Shakespearestraße 52 (Karte)                                | 1870 (Mietshaus) | fünfgeschossiges Gebäude, klassizistisch wirkende Putzfassade mit einfachen Sandsteingliederungen, die bei einer Neuverputzung beseitigten schlichten Stuckdekore wiederhergestellt, baugeschichtlich von Bedeutung Denkmaltext 1870 nach Plänen des Zimmermeisters J. Petermann für den Kohlenhändler Ferdinand Reinhardt erbautes fünfgeschossiges Mietshaus. Putzfassade mit einfachen Sandsteingliederungen, das Erdgeschoss ehemals mit Nutung, die bei einer Neuverputzung beseitigten schlichten Stuckdekore wiederhergestellt. Vorgründerzeiltlicher Grundriss mit seitlichem Hausflur, hinten links im Gebäude liegenden Treppenhaus und einer Wohnung pro Geschoss. In einem beim Bau des Vorderhaus bereits vorhandenem, nun nicht mehr bestehenden zweigeschossigen Hinterhaus lebte und arbeitete 1868 der Bildhauer Julius Horst. | 09295681 |
|                                         | Mietshaus in geschlossener Bebauung | Shakespearestraße 53 (Karte)                                | 1861 (Mietshaus) | viergeschossiges Mietshaus mit Gaststätteneinbau, klassizistisch wirkende Putzfassade mit einfachen Gliederungen, baugeschichtlich von Bedeutung Denkmaltext 1861 durch den Zimmerpolier Johann August Gentzsch errichtetes viergeschossiges Mietshaus. Putzbau mit einfachen Gliederungen, das Erdgeschoss mit segmentbogigen Fenstern. Vorgründerzeitlicher Grundriss mit Eingang, Hausflur und Treppenhaus seitlich rechts und einer Wohnung pro Geschoss. 1889 erfolgte der Einbau einer Gastwirtschaft. | 09295675 |
|                                         | Mietshaus in geschlossener Bebauung | Shakespearestraße 54 (Karte)                                | 1866 (Mietshaus) | fünfgeschossiges Gebäude mit Hausdurchgang, reduzierte historistische Putzfassade, die Fenster ursprünglich mit von Akroterien besetzten Verdachungen, baugeschichtlich von Bedeutung Denkmaltext Fünfgeschossiges, 1866 nach Plänen des Maurermeisters Robert Uhlmann für den Glasermeister Friedrich August Wedel errichtetes Mietshaus. Putzfassade mit Bruchsteinsockel und dünnen profilierten Gurtgesimsen. Die Fenster ursprünglich mit von Akroterien besetzten Verdachungen. Charakteristischer vorgründerzeitlicher Grundriss mit einem durch den seitlichen Hausflur erreichbaren Treppenhaus hinten rechts, das pro Geschoss eine Wohnung erschließt. | 09295680 |
|                                         | Mietshaus in geschlossener Bebauung | Shakespearestraße 55 (Karte)                                | 1861 (Mietshaus) | kleines dreigeschossiges Gebäude, charakteristische vorgründerzeitliche Putzfassade mit einfachen Gliederungen und von Konsolen getragenem Hauptgesims, baugeschichtlich von Bedeutung Denkmaltext Dreigeschossiges, 1861 durch den Maurermeister J. G. Siegel und den Zimmermeister H. Staritz für den Maurergesellen Johann Gottlieb Richter erbautes Mietshaus. Putzfassade mit Gliederungen, segmentbogigen Erdgeschossfenstern und von Konsolen getragenem Hauptgesims, darüber zwei Dachhäuser. Mit seitlichem Hausflur und Treppenhaus und einer Wohnung pro Geschoss charakteristischer vorgründerzeitlicher Wohnungsgrundriss. | 09295686 |
|                                         | Mietshaus in geschlossener Bebauung und Ecklage | Shakespearestraße 56 (Karte)                                | 1870 (Mietshaus) | stattliches fünfgeschossiges Eckhaus mit Laden, klassizistisch wirkende Putzfassade mit Sandsteingliederungen und zarten Stuckdekorationen, die kubische Gesamterscheinung charakteristisch für ein Eckgebäude im älteren Bebauungsgebiet der inneren Südvorstadt, bemerkenswertes spindelförmiges Treppenhaus, baugeschichtlich und städtebaulich von Bedeutung Denkmaltext Stattliches, 1870 durch den Bauunternehmer Rudolph Hansen errichtetes fünfgeschossiges Eckhaus. Putzfassade mit dünnen Gurtgesimsen und kräftigerem profilierten Hauptgesims aus Sandstein, die Fensterverdachungen zum Teil auf Konsolen und von Akroterien bekrönt. Bruchsteinsockel, das Erdgeschoss ursprünglich mit Nutung. Die kubische Gesamterscheinung charakteristisch für ein Eckgebäude im älteren Bebauungsgebiet der inneren Südvorstadt, wo die Bauvorschriften noch keine Abfasung der Straßenecken vorgaben. Im Inneren ein bemerkenswertes spindelförmiges Treppenhaus. Der Eckladen von 1901. | 09295679 |
|                                         | Mietshaus in geschlossener Bebauung und Ecklage | Shakespearestraße 58 (Karte)                                | 1885 (Mietshaus) | viergeschossiges Eckhaus, repräsentative Klinkerfassade mit Gliederungselementen aus Sandstein, Eckbetonung durch Abrundung und Hervorhebung der angrenzenden Fensterachsen durch Dreiviertelsäulen und Karyatiden, im Stil des Historismus, baugeschichtlich und städtebaulich von Bedeutung Denkmaltext Nach Plänen des Architekten Hugo Franz 1885 für Friedrich Ludwig Clauss in Ecklage zur Lößniger Straße errichtetes viergeschossiges Mietshaus. Klinkerbau mit Sandsteingesimsen und reicher Gliederung. Der Sockel sandsteinverkleidet, das Erdgeschoss mit feiner Nutung. Die Gebäudeecke ist durch Abrundung hervorgehoben und wird von zwei leicht risalitartig vortretenden Achsen, die mit Dreiviertelsäulen, Karyatiden und Dreiecksgiebeln besonders gestaltet sind, flankiert. Darüber ein steiler Dachaufsatz. Der Hausflur mit Stuckdecke, die Haustreppe vierläufig auf gedrechselten Säulen. In den Geschossen jeweils drei Wohnungen. Im Erdgeschoss ursprünglich ein Eckladen, der 1936 zu einer vierten Wohnung umgebaut wurde. 1929 seitlich links zur Shakespearestraße Dachausbau. | 09295805 |
|                                         | Mietshaus in geschlossener Bebauung | Shakespearestraße 60 (Karte)                                | 1871–1872 (Mietshaus) | fünfgeschossiges Gebäude mit Tordurchfahrt, gut erhaltene Putzfassade mit Stuck- und Sandsteingliederungen, von klassizistischer Wirkung, baugeschichtlich von Bedeutung Denkmaltext 1871–1872 durch den Maurermeister J. G. Riedel für Friedrich Ludwig Clauss errichtetes fünfgeschossiges Mietshaus. Bis 1871 war die Parzelle als Holzlagerplatz genutzt. Guterhaltene Putzfassade mit Stuck- und Sandsteingliederungen, die Gesimse zum Teil von Eierstab- und Zahnschnittfriesen unterzogen. Das Erdgeschoss und das erste Obergeschoss mit Nutung, die Fenster der beiden darüberliegenden Geschosse, durch Gesimse zu einer Zone zusammengefasst, mit Sohlbänken und Verdachungen, die im zweiten Obergeschoss auf Konsolen ruhen und mit Akroterien besetzt sid. Ausladendes, von Konsolen in dichter Reihung getragenes Hauptgesims. Das viergeschossige Hinterhaus von 1874 im Erdgeschoss ehemals mit Pferdestall und Remise, in den Obergeschossen mit Wohnungen. | 09295685 |
|                                         | Doppelmietshaus in geschlossener Bebauung | Shakespearestraße 62; 64 (Karte)                            | 1897–1898 (Mietshaus) | viergeschossiges Gebäude mit Tordurchfahrt, historistische Putzfassade mit einfachen Stuckgliederungen, baugeschichtlich von Bedeutung Denkmaltext Nummer 62/64 und 66: Mit den drei viergeschossigen Mietshäusern schloss der sowohl für die Planung als auch als Bauherr verantwortliche Architekt Wilhelm Plessing 1897–1898 die Lücke zwischen der fast dreißig Jahre älteren und deutlich höheren westlich anschließenden Nachbarbebauung und den östlich die Shakespearestraße begrenzenden Bahngleisen. Die Putzfassaden mit einfachen Stuckgliederungen, die Erdgeschosse und bei Nummer 66 auch das zweite Obergeschoss mit Nutung. Nummer 64 mit seitlichem Dreiecksgiebel. Nummer 66 als Eckbau mit gequaderten Kanten, die abgefaste Ecke bekrönendem Dreiecksgiebel, an der Front zur Kohlenstraße leicht vorstehender Seitenrisalit mit Rundgiebel. Die Tordurchfahrt in Nummer 62 mit Holzpaneelen, Pfeilervorlagen und korinthischen Kapitellen, die Hausflure von Nummer 64 und 66 mit Stuckdekor, in Nummer 66 eine spindelförmige Haustreppe. Im Hof von Nummer 62 ein zweigeschossiges und zweiflügeliges bis 1929 durch die Speditionsfirma Berger und Petzold genutztes Hintergebäude, das Erdgeschoss ursprünglich mit gewölbten Pferdeställen, Remisen und Niederlagen, das Obergeschoss mit Arbeitssälen und Lagerräumen. | 09295684 |
|                                         | Mietshaus in geschlossener Bebauung und Ecklage | Shakespearestraße 66 (Karte)                                | 1897–1898 (Mietshaus) | viergeschossiges Gebäude ehemals mit Eckladen, Eckbetonung durch Abschrägung und Giebel, historistische Putzfassade mit einfachen Gliederungen, baugeschichtlich und städtebaulich von Bedeutung Denkmaltext Nummer 62/64 und 66: Mit den drei viergeschossigen Mietshäusern schloss der sowohl für die Planung als auch als Bauherr verantwortliche Architekt Wilhelm Plessing 1897–1898 die Lücke zwischen der fast dreißig Jahre älteren und deutlich höheren westlich anschließenden Nachbarbebauung und den östlich die Shakespearestraße begrenzenden Bahngleisen. Die Putzfassaden mit einfachen Stuckgliederungen, die Erdgeschosse und bei Nummer 66 auch das zweite Obergeschoss mit Nutung. Nummer 64 mit seitlichem Dreiecksgiebel. Nummer 66 als Eckbau mit gequaderten Kanten, die abgefaste Ecke bekrönendem Dreiecksgiebel, an der Front zur Kohlenstraße leicht vorstehender Seitenrisalit mit Rundgiebel. Die Tordurchfahrt in Nummer 62 mit Holzpaneelen, Pfeilervorlagen und korinthischen Kapitellen, die Hausflure von Nummer 64 und 66 mit Stuckdekor, in Nummer 66 eine spindelförmige Haustreppe. Im Hof von Nummer 62 ein zweigeschossiges und zweiflügeliges bis 1929 durch die Speditionsfirma Berger und Petzold genutztes Hintergebäude, das Erdgeschoss ursprünglich mit gewölbten Pferdeställen, Remisen und Niederlagen, das Obergeschoss mit Arbeitssälen und Lagerräumen. | 09295682 |
| Weitere Bilder                          | Gerichtsgebäude, mit Vorgarten und Auffahrt | Simsonplatz 1 (Karte)                                       | 1888–1895 (Gericht) | Gerichtsgebäude, mit Vorgarten und Auffahrt; Vierflügelbau mit Zwischentrakt, zwei Innenhöfe, mit zentraler Kuppel auf quadratischem Grundriss, Fassade mit Säulenvorhalle und Giebelrelief, Kuppelhalle mit Farbverglasung, Gerichtssäle mit originaler Ausstattung, Giebelrelief mit Darstellung der Justitia und zweier Knaben mit Liktorenbündel und Figur der Wahrheit als Kuppelfigur, Architekt: Ludwig Hoffmann mit Peter Dybwad, eines der bedeutendsten Bauwerk der Wilhelminischen Kaiserzeit, kunstgeschichtlich, künstlerisch, stadtgeschichtliche, ortsbildprägend und wissenschaftlich von Bedeutung Denkmaltext: Nachdem auf Beschluss des Reichstages 1877 das Reichsgericht nach Leipzig verlegt und 1882 die Entscheidung über den Bauplatz im neuentstehenden repräsentativen Viertel südwestlich der Innenstadt gefallen war, schrieb das Reichs-Justizamt 1884 eine Konkurrenz zu dem geplanten Gerichtsgebäude aus. Angenommen wurden die Pläne von Ludwig Hoffmann und Peter Dybwad, ersterer wurde 1887 auch mit der Bauleitung betraut. Die Grundsteinlegung geschah 1888, die Einweihung des Baues 1895. Die Hoffmann'schen Pläne hatten vor allem wegen der Raumdisposition überzeugt: Ein rechteckiger Gebäudekomplex, bestehend aus vier Flügeln, und einem Mitteltrakt, der den Ost- und Westflügel verbindet und von einer hohen Kuppel gekrönt wird. Die Anlage des Außenbaues widerspiegelt das innere Raumgefüge: Hinter den Mittelrisaliten als architektonische Hauptmotive der vier Fassaden befinden sich die Haupträume des Gerichts: An der Westfassade je drei Senats-Sitzungsräume in den beiden Etagen, an der Nordseite (Wächterstraße) der große Bibliothekssaal über dem Beamten-Eingang, an der Südseite (Beethovenstraße) der Festsaal des Senatspräsidenten und schließlich liegt hinter der Säulenvorhalle der Hauptfassade im zweiten Geschoss der Sitzungssaal für Hoch- und Landesverratsprozesse. Zentrum des Gebäudekomplexes ist die 23,60 Meter hohe, gewölbte Halle im Mittelbau unter der Kuppel, zu der man durch das von dorischen Säulen flankierte Vestibül gelangt. Sie wird durch vier große Rundbogenfenster mit Glasmalereien (Hasselberger, Leipzig) beleuchtet. Die Halle und die anstoßenden Räume waren der für den Publikumsverkehr geplante Bereich, während in den langen Gängen der Seitenflügel die Diensträume der Gerichtsbeamten lagen. Diese Gänge sind durch monumentale kunstgeschmiedete Tore (Entwurf: L. Hoffmann) vom öffentlichen Bereich abgeschlossen. Das Haupttreppenhaus neben der Halle führt in die oberen Geschosse; im südlichen Flügel befand sich die Wohnung des Gerichtspräsidenten, die einen eigenen Zugang von der Beethovenstraße aus besaß. Mit Ausnahme der Präsidentenräume und der Hauptsäle verzichtet die Innenausstattung bewusst auf prächtigen Stuckzierart und Materialvielfalt. Plastischer Schmuck konzentriert sich auf die erwähnten Tore, die Halle und das Treppenhaus. Von der reichen Täfelung der Sitzungssäle ist nur die des großen Hauptsaales vollständig erhalten. Auch der Außenbau erscheint ruhig und gelagert; mächtige Hauptakzente setzen der übergiebelte Eingangsportikus und die Kuppel auf quadratischem Grundriss (Höhe: 68,5 Meter), deren Motiv in den zwei kleineren Kuppeln des Mittelrisalits wiederholt wird. Das Programm der plastischen Ausstattung, die sich im Wesentlichen auf die Risalite der vier Fassaden und die Kuppelzone konzentriert, ist auf die jeweils dahinter befindlichen Funktionsbereiche bezogen; z.B. Athene-Maske und Statuen berühmter Rechtsgelehrter an der BibliotheksFassade (Bildhauer: Seffner und Lehnert). Es findet seinen Höhepunkt im Giebelrelief (Justitia, flankiert von zwei Knaben mit Liktorenbündeln) und der über der Laterne aufragenden Figur der „Wahrheit“ (Höhe: 5,50 Meter), wie Kuppeldach und Laterne aus Kupfer (Modelle für die plastische Ausschmückung: Otto Lessing, Berlin, Ausführung: verschiedene Leipziger Bildhauer). An den vier Ecken des Unterbaus Adler und weibliche Figuren mit Fackeln (Sandstein), die die „Wahrheit“ weitertragen. Der übrige allegorische Figurenschmuck der 126 Meter langen Hauptfassade versinnbildlicht vor allem den Reichsgedanken. Die Seitenflügel mit Sandsteinverkleidung über Bossenquader-Sockel wirken vor allem durch die breite fensterlose Zone unter der Attika (die dahinterliegenden Räume werden durch Fenster zu den Innenhöfen beleuchtet) sehr ruhig. Obwohl der Bezug zum Berliner Reichstagsgebäude offenkundig ist, hat Hoffmann auf mehreren Italienreisen intensive Studien der römischen und oberitalienischen Renaissance-Architektur betrieben, die in der Gestaltung des Außenbaus wirksam wurden. Das Reichsgerichtsgebäude wurde nach 1945 zum „Dimitroff-Museum“ umfunktioniert; zentraler Ausstellungsraum war der Hochverratssaal, in dem 1933 der Reichstagsbrand-Prozeß gegen den bulgarischen Kommunisten Georgi Dimitroff und den Holländer van der Lubbe geführt wurde. Das Erdgeschoss beherbergt seit 1952 das Museum der bildenden Künste, dessen eigenes Gebäude auf dem Augustusplatz nach Kriegsschäden abgetragen worden war. 1848 aus bürgerlichen Stiftungen hervorgegangen, galt es mit 2.200 Gemälden, 800 Skulpturen und 55 000 Handzeichnungen und graphischen Blättern nach Berlin und Dresden als bedeutendste Kunstsammlung der DDR. Sammelschwerpunkt sind Niederländer des 17. Jahrhunderts und deutsche Malerei des 19. Jahrhunderts, darunter bedeutende Werke der Romantik. Das ehemalige Reichsgericht heute Sitz des Bundesverwaltungsgerichts. | 09295618 |
|                                         | Mietshaus in geschlossener Bebauung | Simsonstraße 4 (Karte)                                      | bezeichnet 1908 (Mietshaus)                                                                                                  | herrschaftliches viergeschossiges Gebäude, repräsentative, plastisch durchgebildete Putzfassade mit Sandsteingliederung, mit Erker und Loggien, stilistisch zwischen Historismus (Neobarock) und Reformstil, zum Monumentalen tendierende Überwindung des Jugendstils, baugeschichtlich und städtebaulich von Bedeutung Denkmaltext Nach der zerstörten Nummer 3 als zweites Haus von Baumeister Ernst Fritz Schade nach Plänen seines Sohnes, des Architekten Fritz Schade 1907 bis 1908 errichtet. Der siebenachsige Bau enthielt je Etage eine „herrschaftlich ausgestattete Wohnung“. Sockel und Erdgeschoss besitzen Natursteinverblendung, die Brüstungsfelder von Erker und Loggia sowie die Rahmung des nierenförmigen Eingangs-Oberlichts sind mit Reliefs, wahrscheinlich aus der Werkstatt von Hugo und Bruno Wollstädter, ausgestattet. Die plastische Durchbildung der Fassadenhaut, die Vor- und Rücksprünge durch Erker und Loggien, sind charakteristisch für Fritz Schades zum Monumentalen tendierende Überwindung des Jugendstils. | 09295687 |
|                                         | Mietshaus in geschlossener Bebauung | Simsonstraße 5 (Karte)                                      | 1908 (Mietshaus) | viergeschossiges Gebäude mit Tordurchfahrt im Souterrain, symmetrisch angelegte Putzfassade mit breitem Giebel über der Mittelachse und zwei kräftigen Kastenerkern, barockisierendes Bauwerk im Stil des Späthistorismus, baugeschichtlich und städtebaulich von Bedeutung Denkmaltext Drittes Haus der Baumeister- und Architektenfamilie Schade in der Simsonstraße, vollendet 1908. Der zwölfachsige Bau sehr symmetrisch angelegt mit breitem Giebel über der Mittelachse, zwei kräftigen Kastenerkern die gegenüber der Horizontalbetonung der bis ins 2. Geschoss gequaderten Fassade den vertikalen Ausgleich betonen. Wie beim Nachbarhaus Nummer 4 enden sie in schmaleren polygonalen Obergeschossen. Auch hier an Portal, Erkerbrüstungen und Schlusssteinen die charakteristischen (Kunststein?)- Reliefs der Firma Wollstädter, deren Zusammenarbeit mit Fritz Schade auch an anderer Stelle belegt ist. Über der Durchfahrt im Souterrain ein vorgewölbtes Erkerfenster mit dicht reliefierten Pfosten, darunter eine Kartusche mit Baumeisterattributen. Im nicht erhaltenen Hintergebäude befand sich das Architektenbüro Schade. Bewohner des Hauses waren 1914 u.a. die Verleger Dr. von Haase (Breitkopf und Härtel-Musikverlag) und F. Dürr (Alfons-Dürr-Verlag). | 09295688 |
|                                         | Mietshaus in geschlossener Bebauung | Simsonstraße 6 (Karte)                                      | 1908 (Mietshaus) | breit gelagertes viergeschossiges Gebäude, markant gestaltete Putzfassade mit zwei Erkern, von denen einer mit Balkonabschluss in einem breiten Giebel vorgelagert ist und der andere mit Dachaufsatz versehen ist, im Stil des Späthistorismus, baugeschichtlich und städtebaulich von Bedeutung Denkmaltext 1908 wohl nach Planungen des Bauherren, Maurermeister Wilhelm Bätz errichtet. Die 13-achsige Fassade nach dem in dieser Zeit aufkommenden Motiv mit zwei Erkern, von denen einer mit Balkonabschluss einem breiten Giebel vorgelagert, der andere mit Dachaufsatz versehen ist, gegliedert. Horizontale Teilung durch Erdgeschoss mit Grobputz nur angedeutet, ebenso die zarten flachen Putzspiegel und Fensterbedachungen in den Obergeschossen. | 09295689 |
|                                         | Mietshaus in geschlossener Bebauung | Simsonstraße 7 (Karte)                                      | bezeichnet 1901 (Mietshaus)                                                                                                  | viergeschossiges Gebäude, asymmetrisch angelegte Putzfassade mit Erker und Balkons, feine Oberflächendifferenzierung, geschwungener Giebel im Dach, erlesene Fassadenkultur des späten Jugendstils, baugeschichtlich und städtebaulich von Bedeutung Denkmaltext 1907 von Maurermeister Curt Lieder als Bauherr, Ausführender und offenbar auch Entwerfender erbaut. Die schmale, asymmetrisch angelegte Fassade (Seiteneingang, da nur eine Wohnung pro Etage) besticht durch ihre feine Oberflächendifferenzierung: Glatte und raue Putzflächen kontrapunktisch gegeneinandergesetzt, flache qualitätvolle Kastenreliefs, die feinen geradlinigen Balkongitter und die elegante Eingangsgestaltung mit nierenförmigem Oberlicht veranschaulichen noch einmal die erlesene Fassadenkultur des späten Jugendstils. | 09295690 |
|                                         | Mietshaus in ehemals geschlossener Bebauung und in Ecklage | Simsonstraße 8 (Karte)                                      | 1888–1889 (Mietshaus) | fünfgeschossiges Gebäude mit Eckladen, repräsentative Klinker-Putz-Fassade mit Sandsteingliederung, ursprünglich Doppelmietshaus mit ähnlich langgestreckter Front zur Haydnstraße (kriegszerstört), breit angelegter Eckbereich mit Balkon und von einem Bogen überspannten Drillingsfenstern, Dachaufbauten rekonstruiert, die Straßeneinmündung dominierendes Gebäude, baugeschichtlich und städtebaulich von Bedeutung Denkmaltext 1888–1889 durch den auch als Bauherrn verantwortlichen Maurermeister Friedrich Ullrich errichtetes viergeschossiges Mietshaus in abgefaster Ecklage. Ursprünglich als Doppelhaus mit ähnlich langgestreckter Front zur Haydnstraße errichtet, wurde die 1944 ausgebrannte Gebäudehälfte Haydnstraße 2 abgetragen. Erdgeschoss und darüber befindliches Entresol mit Putznutung, die Obergeschosse Klinkerverkleidet mit einfachen Gliederungen. Der breit angelegte Eckbereich mit von einem Bogen überspannten Drillingsfenstern, seine die Straßeneinmündung dominierende Bedeutung hat durch den Verlust der linken Gebäudehälfte gelitten. Der Hausflur mit Holzpaneelen, Holzdecke und Stuckdekor in geometrischen Formen. Das Erdgeschoss des Doppelhauses enthielt neben drei kleineren Wohnungen drei Läden im Eckbereich, die Obergeschosse ehemals mit jeweils drei herrschaftlichen Wohnungen. | 09295691 |
|                                         | Doppelmietshaus (Anschrift: Haydnstraße 1 und Simsonstraße 9) in geschlossener Bebauung und in Ecklage | Simsonstraße 9 (Karte)                                      | 1887–1889 (Mietshaus) | breitgelagertes viergeschossiges Gebäude in exponierter Kopflage, repräsentative Klinker-Putz-Fassade mit schlicht gereihten Fensterachsen und Balkons, Eckbetonung durch polygonalen Standerker und Dachaufbau, baugeschichtlich und städtebaulich von Bedeutung Denkmaltext Doppelmietshaus Haydnstraße 1 und Simsonstraße 9: Breitgelagertes viergeschossiges Mietshaus in exponierter Kopflage an der Einmündung der Haydnstraße in die Simsonstraße, 1887–1889 durch den auch als Bauherrn zeichnenden Baumeister Eduard Kaempffer errichtet. Auffallend sind die zu beiden Straßen mit zwölf und dreizehn Achsen überaus langgezogenen Fronten, die dennoch sehr schlicht gestaltet sind: Sockel und Erdgeschoss genutet, die Obergeschosse mit einfachen Gliederungen, dabei erstes und zweites Stockwerk klinkerverkleidet. In ihrer schlichten Reihung werden die Fensterachsen nur durch leicht vorstehende Risalite untergliedert. Der Eckbau wirkt massiger durch den mächtigen Aufsatz mit pyramidenartigem Dach, vor der zweiachsigen Abfasung steht ein filigran erscheinender dreigeschossiger Vorbau. Der Hausflur mit Ornamentfliesen, Holzpaneelen und kräftiger Stuckdekoration, die Haustreppe spindelförmig. Die Geschosse enthalten jeweils vier Wohnungen, die zwischen vier und sechs Zimmer besitzen. 1895–1898 lebte in einer Erdgeschosswohnung der Schriftsteller und Jurist Kurt Martens, einer der Mitbegründer der Literarischen Gesellschaft. | 09295540 |
|                                         | Mietshaus in geschlossener Bebauung | Simsonstraße 10 (Karte)                                     | 1888–1889 (Mietshaus) | viergeschossiges Gebäude, reduzierte historistische Putzfassade mit Klinkersockel und Gliederungselementen aus Sandstein, originale Stuckausstattung in Hausflur und Treppenhaus, baugeschichtlich und städtebaulich von Bedeutung Denkmaltext 1888–1889 durch den Maurermeister Gustav Oehler errichtet. Die elfachsige symmetrisch angelegte Fassade durch Entfernung der kräftigen Putzquaderung in Erdgeschoss und Mittelrisalit, des Stucks in den Fensterbedachungen, über dem 4. Obergeschoss und im Kranzgesims in ihrer Gliederung verunklärt. Erhalten ist die originale Stuckausstattung in Hausflur und Treppenhaus. | 09295693 |
|                                         | Mietshaus (Anschriften: Grassistraße 21/23 und Simsonstraße 11) in halboffener Bebauung und in Ecklage, mit Einfriedung und Vorgarten | Simsonstraße 11 (Karte)                                     | 1888–1889, bezeichnet 1888 (Dreifachmietshaus)                                                                               | viergeschossiges herrschaftliches Gebäude, Betonung der Kopflage am Zusammentreffen von Grassi- und Simsonstraße durch risalitartigen Vorbau mit Balkons und Freitreppe zum Vorgarten, Putzfassade mit üppigem Baudekor, im Stil des Historismus, Bauherr und Architekt: Ernst Riedel, baugeschichtlich und städtebaulich von Bedeutung Denkmaltext In repräsentativer Kopflage am Zusammentreffen von Grassi- und Simsonstraße 1888–1889 errichtetes viergeschossiges herrschaftliches Mietshaus mit vier Eingängen. Die Pläne für das reichgestaltete Gebäude zeichnete der auch als Bauherr verantwortliche Architekt Ernst Riedel. Es stellt das aufwendigste Projekt dieses Architekten dar, aus dessen Hand mehrere dekorative Fassadengestaltungen für Häuser des Musikviertels stammen. Auf einem trapezförmigen Grundriss als Vierflügelbau um einen engen längsrechteckigen Innenhof errichtet, besitzt es zwei breitgelagerte 14- und 15-achsige Fassaden zur Simson- und zur Grassistraße, während die Front zur Straßenecke durch einen vorspringenden Kopfbau mit Eingang, Außentreppe und schmiedeeisernen Balkonen gebildet wird. Die Fassaden sind geschossweise durch Gurtgesimse getrennt, durch leicht vorstehende Mittelrisalite und seitliche Erker untergliedert und mit reichem Stuckdekor in Neobarockformen versehen, die Geschosse werden im Wechsel mit einer Putznutung oder einer Streifung gestaltet. Über einem kräftigen, von Konsolen getragenen Hauptgesims als oberer Fassadenabschluss im Eckbereich ein mit Säulen gegliedertes Attikageschoss, das die zur Straßeneinmündung gelegene Front als die Hauptansicht des Gebäudes ausweist. Die drei Hausflure mit kräftiger Stuckausstattung, unter anderem mit Putten zeigenden Medaillons. Die Geschosse mit jeweils sechs drei bis vier Zimmer enthaltenen Wohnungen. Vor dem Kopfbau ein Vorgarten mit schmiedeeiserner Einfriedung. | 09295696 |
| Direkt Bild zu diesem Denkmal hochladen | Justizgebäude in geschlossener Bebauung | Straße des 17. Juni 2 (Karte)                               | 1935 (Justizgebäude) | der Neubau setzt sich von den beiden angrenzenden älteren Justizgebäuden durch zwei niedrigere Seitentrakte ab, zurückgesetzter hoher Mittelbau mit gestelzten Bogenstellungen zur Eingangsvorhalle, hinter den Bogenöffnungen stark symbolisch angelegter Bauschmuck (Figuren und Reliefs), ursprünglich Hoheitssymbol eines Adlers aus getriebenem Kupferblech in der Mittelachse des Obergeschosses, im traditionalistischen Stil der 1920er/1930er Jahre, typisches Beispiel der NS-Architektur, baugeschichtlich und ortsgeschichtlich von Bedeutung Denkmaltext Nach Abbruch des hier befindlichen alten Verwaltungsgebäudes der Gefangenenanstalt 1935 als Erweiterungsbau der Justizgebäude errichtet. (Der rückwärtige alte Zellentrakt wurde umgebaut und blieb bestehen, heute abgebrochen.) Die Pläne wurden im Auftrag des Sächsischen Justizministeriums von Ministerialrat Dr. Oskar Kramer unter Mitarbeit von Oberregierungsbaurat Ernst Dutzmann erarbeitet und durch das Landbauamt Leipzig ausgeführt. Der Neubau setzt sich von den beiden angrenzenden älteren Justizgebäuden bewusst durch zwei niedrigere Seitentrakte ab, welche deren „fremdartige architektonische Ausstrahlungen abfangen und neutralisieren“ sollten. Die bewusste Eigenheit des zurückgesetzten hohen Mittelbaus kommt dadurch stärker zum Ausdruck. Während die Seitentrakte die Geschossgliederung der älteren Bauten aufnehmen, steigt der Mittelbau mit betont gleichmäßiger Fensterreihung in glatten Kalkputzflächen ungegliedert bis zum Hauptgesims auf, ganz von der Pathosformel der hohen, gestelzten Bogenstellungen beherrscht. Ein 2,60 Meter hoher Adler aus getriebenem Kupferblech in der Mittelachse des Obergeschosses (nicht erhalten) verlieh dieser ins Pathetische hochstilisiertem architektonischen Kargheit den symbolischen Akzent – auch hiermit ist der Bau ein typisches Beispiel der NS-Architektur der 1930er Jahre. Die Eingangshalle hinter den Bogenöffnungen stellt mit ihrem ebenfalls stark symbolisch angelegten Bauschmuck, den Sandsteinfiguren „Gemeinnutz“ und „Eigennutz“, Stirnreliefs mit Sinnsprüchen (Otto R, Dresden), vergoldeten Fenstergittern und markanter Fußbodengestaltung den einzigen dekorativ gestalteten Gebäudeteil dar. | 09297005 |
| Direkt Bild zu diesem Denkmal hochladen | Polizeigebäude (Anschriften: Peterssteinweg 8 und Straße des 17. Juni 2a) mit mehreren Gebäudeflügeln zum Hof, ehemaliges Gerichtsgebäude | Straße des 17. Juni 2a (Karte)                              | 1877–1881 (Verwaltungsgebäude)                                                                                               | dreigeschossiges Bauwerk mit nicht übermäßig repräsentativer Putzfassade, im Stil des Historismus, dem zurückhaltenden einheitlichen Gliederungsschema der Justizbauten der Harkortstraße aus den 1870er Jahren angepasst, ehemaliges Königliches Amtsgericht, im Gebäude jetzt auch Universität Leipzig/Mensa Peterssteinweg, baugeschichtlich und ortsgeschichtlich von Bedeutung, siehe auch Polizeigebäude Dimitroffstraße 1 Denkmaltext Ehemaliges Königliches Amtsgericht, 1877–1881 anstelle des 1860 erbauten Königlich-sächsischen Bezirksgerichts von Landbaumeister Emil Anton Buschick und Oberbaurat Carl Hugo Nauck errichtet. Ursprünglich als freistehender Vierflügelbau mit Mitteltrakt und zwei Innenhöfen. 1888–1890 wurde der Bau unter Leitung von Stadtbaudirektor Hugo Licht bis zur Dimitroffstraße erweitert. Während sich die in der Fassadenflucht liegenden neuen Gebäudeteile dem zurückhaltenden einheitlichen Gliederungsschema der Justizbauten aus den siebziger Jahren anpassen, bringt der zum ehemaligen Königsplatz gewandte neobarocke Ecktrakt das gewachsene Repräsentationsbedürfnis dieser Jahre zum Ausdruck. Eine Sandsteintafel an der Ecke zur Beethovenstraße erinnert an den Hochverratsprozess gegen die Begründer der deutschen Sozialdemokratie Wilhelm Liebknecht und August Bebel, der 1872 im Vorgängerbau stattgefunden hat. | 09297022 |
|                                         | Mietshaus in geschlossener Bebauung | Straße des 17. Juni 9 (Karte)                               | 1876 (Mietshaus) | fünfgeschossiges Gebäude, repräsentative Putzfassade mit Stuckdekoration, zwei flache Seitenrisalite schaffen behutsam den vertikalen Ausgleich, im Stil des Historismus, baugeschichtlich von Bedeutung Denkmaltext Nummer 9 und Nummer 11: 1874 beantragte der Lohnfuhrwerksbesitzer Hermann August Schramm, der um 1860 das Büttnersche Gut in der Münzgasse erworben hatte, den Bau zweier fünfgeschossiger Mietshäuser an der Grenze seines Grundstücks in der Kleinen Burggasse. Da die neue Fluchtlinie der Straße noch nicht festgelegt war, wurden die von Maurermeister Julius Hoffmann erarbeiteten Pläne erst 1875 genehmigt. Die Fassade von Nummer 9 wurde durch Hofbaumeister Otto Brückwald neugestaltet. Sie ist durch drei Gurtgesimse klar horizontal aufgebaut, zwei flache Seitenrisalite schaffen behutsam den vertikalen Ausgleich. Innerhalb dieses Gerüsts erhält die Fassadenhaut eine lebendige Struktur durch die bis ins dritte Geschoss reichende Putznutung, die wie üblich nach oben hin an Plastizität abnimmt. Die zwei mittleren Etagen sind durch Bedachungen und feinteiligen Stuck als Hauptgeschosse gekennzeichnet, die Obergeschosse besitzen kleinere Fenster und eine leichtere Gliederung. Der Stuck- fries unter dem gekehlten oberen Gurtgesims und das kräftige Konsolgesims, die der einst noblen Fassade ihren festlichen Abschluss gaben, ist zerstört. Nummer 11, ebenfalls mittig betont und durch drei in der Wertigkeit deutlich voneinander abgesetzte Geschoßzonen und harmonisierende Seitenrisalite gegliedert, besitzt noch die originale Ladenzone. Der reiche Stuckdekor ist akzentuierter eingesetzt. Recht selten für diese Zeit ist die Fassadenaufbrechung durch Loggien , während die gebälktragenden Hermenpilaster für die siebziger Jahre in Leipzig typisch sind, ebenso wie der Fassadenabschluss durch ein fein geschmücktes Obergeschoss. | 09297006 |
|                                         | Mietshaus in ehemals geschlossener Bebauung | Straße des 17. Juni 11 (Karte)                              | 1875 (Mietshaus) | fünfgeschossiges Gebäude mit Tordurchfahrt und Läden, repräsentative Putzfassade mit reichem Stuckdekor, mittig betont durch pilastergerahmte Loggien, durch harmonisierende Seitenrisalite gegliedert, im Stil des Historismus, baugeschichtlich von Bedeutung Denkmaltext Nummer 9 und Nummer 11: 1874 beantragte der Lohnfuhrwerksbesitzer Hermann August Schramm, der um 1860 das Büttnersche Gut in der Münzgasse erworben hatte, den Bau zweier fünfgeschossiger Mietshäuser an der Grenze seines Grundstücks in der Kleinen Burggasse. Da die neue Fluchtlinie der Straße noch nicht festgelegt war, wurden die von Maurermeister Julius Hoffmann erarbeiteten Pläne erst 1875 genehmigt. Die Fassade von Nummer 9 wurde durch Hofbaumeister Otto Brückwald neugestaltet. Sie ist durch drei Gurtgesimse klar horizontal aufgebaut, zwei flache Seitenrisalite schaffen behutsam den vertikalen Ausgleich. Innerhalb dieses Gerüsts erhält die Fassadenhaut eine lebendige Struktur durch die bis ins dritte Geschoss reichende Putznutung, die wie üblich nach oben hin an Plastizität abnimmt. Die zwei mittleren Etagen sind durch Bedachungen und feinteiligen Stuck als Hauptgeschosse gekennzeichnet, die Obergeschosse besitzen kleinere Fenster und eine leichtere Gliederung. Der Stuckfries unter dem gekehlten oberen Gurtgesims und das kräftige Konsolgesims, die der einst noblen Fassade ihren festlichen Abschluss gaben, ist zerstört. Nummer 11, ebenfalls mittig betont und durch drei in der Wertigkeit deutlich voneinander abgesetzte Geschoßzonen und harmonisierende Seitenrisalite gegliedert, besitzt noch die originale Ladenzone. Der reiche Stuckdekor ist akzentuierter eingesetzt. Recht selten für diese Zeit ist die Fassadenaufbrechung durch Loggien, während die gebälktragenden Hermenpilaster für die siebziger Jahre in Leipzig typisch sind, ebenso wie der Fassadenabschluss durch ein fein geschmücktes Obergeschoss. | 09297007 |
| Direkt Bild zu diesem Denkmal hochladen | Zwei Plastiken | Telemannstraße 9 (neben)                                    | 1974 (Relief); 2021, Wiederaufstellung (Relief)                                                                              | freistehende zweiteilige Reliefgestaltungen aus Betonguss zum Thema »Allegorie der Musik«, im Zusammenhang aufgestellt mit dem Neubau der Thomasschule 1974 an der damaligen Pestalozzistraße, künstlerisch von Bedeutung | 09293876 |
| Weitere Bilder                          | Hochschulgebäude, mit Vorgarten und Toreinfahrten an Grassistraße und Wilhelm-Seyfferth-Straße | Wächterstraße 11 (Karte)                                    | 1887–1890 (Hochschule) | repräsentativer Dreiflügelbau mit rückwärtigem Mitteltrakt, Klinkerfassade mit Gliederungen in Elbsandstein, Mittelbau in aufwendiger Gestaltung mit dreibogigem Eingang innerhalb eines Portikus, im Innern beeindruckender Lichthof mit dreigeschossiger Pfeilerarkatur, im Stil der Neorenaissance, Architekten: Oberbauräte Otto Wanckel und Carl Hugo Nauck, Dresden, nach einem Erstentwurf von Otto Warth, Karlsruhe, anfangs genutzt von drei Einrichtungen – Kunstgewerbeschule, Baugewerkschule und Amtshauptmannschaft, baugeschichtlich, kunstgeschichtlich und ortsgeschichtlich von Bedeutung Denkmaltext Hochschule für Graphik und Buchkunst, ehemalige Königliche Kunstgewerbeschule. Errichtet 1887–1890 nach Plänen der Oberbauräte Otto Wanckel und Carl Hugo Nauck, die den in einem 1885 ausgeschriebenen Wettbewerb erstplatzierten Entwurf von Professor Otto Warth aus Karlsruhe grundlegend überarbeiteten. Dreigeschossiger, dreiflügeliger Baukörper in klassischen Renaissanceformen mit rückwärtigem, Lichthof und Aula aufnehmendem Mitteltrakt. Die langgestreckte 29-achsige Hauptfront zur Wächterstraße wird von einem breiten, durch ein Attikageschoss erhöhten Mittelrisalit und zwei Seitenrisaliten untergliedert. Der Gebäudesockel aus Beuchaer Dioritporphyr, Souterrain und Erdgeschoss sowie der Mittelbau und die Kanten der Seitenrisalite bis zur Höhe zweiten Gurtgesimses mit einer Quaderung aus Elbsandstein. Die Obergeschosse mit gelben Ziegelverblendern, Gesimsen aus Elbsandstein und Gliederungen aus Merziger Kunststein, die im Bereich des ersten Obergeschosses als eine wechselseitige Abfolge von geraden und übergiebelten Fensterverdachungen erscheinen. Die aufwendigste Gestaltung besitzt das zweite Obergeschoss mit einem Wechsel von großen, die Achsenbreite ausfüllenden Rundbogenfenstern und kleineren, von Dreiecksgiebeln bekrönten Fensteröffnungen, während die Gebäudeachsen durch vorlegte Pilaster getrennt werden. Der Mittelbau mit dreibogigem Eingang in einem aus vier Säulen auf hohen Postamenten und Gebälk bestehendem Portikus mit breiter Außentreppe. Im Bereich des zweiten Obergeschosses sind die Pilaster verdoppelt, zwischen den die großen Fenster aufnehmenden Achsen befinden sich zwei Wandnischen mit Malerei und Plastik versinnbildlichenden Gewandfiguren, darüber zwei Medaillons mit geflügelten Pferden. Vier weitere zum Teil stark beschädigte Skulpturen, die Künstlerpersönlichkeiten darstellen, auf dem ausladenden, von Konsolen getragenen Hauptgesims. Ursprünglich über den Risaliten französische Mansarddächer, über den Rücklagen Dächer mit flacher Neigung. 1913 erfolgte der Ausbau als Freilichtstudiendach, dabei Errichtung eines dreiachsigen massiven Dachaufbaus mit Segmentbogengiebel über dem Mittelteil. Die Innenaufteilung der drei Flügel einhüftig mit hofseitigen, in einem zentralen Lichthof mit dreigeschossiger Pfeilerarkartur mündenden Korridoren. Straßenseitig Unterrichtsräume und Ateliers, rückseitig an den Lichthof angrenzend Aula, Zeichen- und Modelliersäle. An der Ostseite des Lichthofes ein dreiarmiges Treppenhaus. Der östliche Seitenflügel wurde ursprünglich von den Geschäftsräumen der Königlichen Amtshauptmannschaft eingenommen, während der Westflügel die Baugewerkeschule enthielt. Beide Seitenflügel besitzen separate Eingänge und Treppenhäuser. | 09295619 |
|                                         | Hochschulgebäude | Wächterstraße 13 (Karte)                                    | bezeichnet 1889–1890 (Hochschule), 1902–1903 (Erweiterungsbau)                                                               | ehem. Städtische Gewerbeschule, heute HTWK; Dreiflügelbau mit Werkstattgebäude zum Hof, erbaut in zwei Bauphasen, repräsentative Klinkerfassade mit Gliederungselementen aus Elbsandstein und Rochlitzer Porphyrtuff, langgestreckte Hauptfront durch drei in barockisierenden Giebeln mündende Risalite untergliedert, zur Grassistraße ein Risalit mit zwei großformatigen Löwenskulpturen und einer Kartusche mit dem Leipziger Stadtwappen, Gebäude im Stil des späten Historismus, Architekt: Stadtbaurat Hugo Licht, baugeschichtlich, kunstgeschichtlich und ortsgeschichtlich von Bedeutung | 09295620 |
|                                         | Villa, mit Einfriedung und Villengarten | Wächterstraße 15 (Karte)                                    | 1891–1892 (Villa), 1891–1892 (Villengarten/Landhausgarten), 1891–1892 (Einfriedung)                                          | repräsentatives zweigeschossiges Gebäude mit Drempel, reich gestaltete Villa mit Veranda und Terrassen, zur Straßenkreuzung ausgerichtete Eckbetonung durch abgeschrägte Eckfront, Sandsteinfassade im Stil der Neorenaissance, Architekt: Max Pommer, erbaut für den jüdischen Bankier Sieskind Sieskind, baugeschichtlich und städtebaulich von Bedeutung Denkmaltext 1891 nach Plänen des Architekten Max Pommer für den Bankier Sieskind erbaute Villa, später Theaterschule Leipzig. Der zweigeschossige, in italienischen Renaissanceformen errichtete Baukörper ist zur Straßenkreuzung Wächterstraße/Ferdinand-Rhode-Straße ausgerichtet, die dorthin weisende abgefaste und risalitartig vortretende Gebäudekante wird durch eine von Säulen eingefasste Fensteranordnung und einen bekrönenden Dreiecksgiebel betont, davor eine abgerundete Terrasse. Die beiden Straßenfassaden mit breiten Mittelrisaliten, die an den Obergeschossen in Dreiergruppen angeordnete Fenster aufweisen, in den Erdgeschossen zur Wächterstraße den als Ädikula ausgebildeten Eingang, zur Ferdinand-Rhode-Straße eine halbrunde Veranda mit Halbsäulenvorlagen. Souterrain und Obergeschoss werden vom Erdgeschoss durch profilierte Gesimse abgesetzt. Unter dem ausladenden Hauptgesims ein schmales Dachgeschoss, darüber ein flach geneigtes Walmdach. Das Innere während des 1952 erfolgten Umbaus zur Staatlichen Schauspielschule weitgehend entkernt. Das Souterrain ehemals mit Plättstube, Rollkammer und Waschküche. Im Erdgeschoss gruppierten sich um eine zentrale runde Halle Speisezimmer, Küche, Salon, Herren- und Blumenzimmer, im Obergeschoss um eine quadratische Halle Kinder-, Schlaf-, Frühstücks-, Gouvernanten- und Badezimmer. Das Dachgeschoss enthielt die Gäste- und Dienstbotenzimmer sowie eine weitere Waschküche. | 09295601 |
|                                         | Villa mit Einfriedung, Toreinfahrt, Villengarten und Garage | Wächterstraße 30 (Karte)                                    | 1898–1899 (Villa) | Baukörper über griechischem Kreuz mit erhöhtem Mittelteil und abgeschrägten Eckbauten, durch Standerker akzentuierte Klinkerfassade mit Sandsteingliederungen in romanisierenden Formen, Gebäude im Stil des Späthistorismus, Architekt: Bruno Eelbo, erbaut für den Arzt und Chirurgen Robert Hermann Tillmanns (1844–1927), Medizinalrat und Professor an der Universität, baugeschichtlich und städtebaulich von Bedeutung Denkmaltext Im italienischen Landhausstil mit romanisierenden Einzelformen 1898–1899 nach Plänen des Architekten Bruno Eelbo für den Geheimen Medizinalrat Professor Hermann Tillmanns errichtete zweieinhalbgeschossige Villa. Als Baukörper ein griechisches Kreuz mit erhöhter „Vierung“, zwischen den Kreuzarmen befinden sich abgeschrägte Eckbauten. Davor eingeschossige Vorbauten mit aufgesetzten Veranden, die durch ihre Diagonalstellung den Bezug der in exponierter Lage zwischen Neuem Rathaus und Reichsgericht stehenden Villa zur umliegenden Bebauung herstellen. An der Ostseite ein eingeschossiger, den Eingang aufnehmender Anbau, ein weiterer halbrunder apsisartiger Vorbau zur Ausweitung des großen Speisezimmers befindet sich an der Nordseite. Zur Wächterstraße ein spitz vortretender Erker. Die Fronten ziegelverblendet mit Sandsteingliederungen, die Fensterbögen und die Säulen an Fenstern, Veranden und Vorbauten wie auch an den die Stirnseiten der Kreuzarme abschließenden Arkaturen in romanisierenden Formen. Die Innenaufteilung wird bestimmt von einer zentralen Halle quadratischen Zuschnitts, die durch alle Geschosse geht und von den Fenstern des zentralen Dachaufbaues belichtet wird. Um sie herum sind die Räumlichkeiten der Villa angeordnet, im Erdgeschoss der Salon, zwei Speisezimmer, das Zimmer der Dame, das Musikzimmer und die Bibliothek, im Obergeschoss das Zimmer des Herrn sowie die Schlaf- und Ankleidezimmer, in dem darüberliegenden Halbgeschoss Dienstbotenräume und Gästezimmer. Das Souterrain enthält die Küche und Wirtschaftsräume. | 09295594 |
| Weitere Bilder                          | Villa, mit Villengarten und Einfriedung | Wächterstraße 32 (Karte)                                    | 1909–1910 (Villa) | blockhafter Baukörper mit vier turmartigen Eckaufbauten von einer zentralen Kuppel im Mansarddach bekrönt, an allen Fronten befinden sich Anbauten, sparsam dekorierte Putzfassade von monumentaler Wirkung, im Reformstil der Zeit um 1910, Architekt: Fritz Drechsler, erbaut für den Verlagsbuchhändler Artur Seemann (Inhaber des Kunstverlages E. A. Seemann), baugeschichtlich und städtebaulich von Bedeutung Denkmaltext Für den Verleger Artur Seemann 1909–1910, Mitinhaber des Kunstverlages E. A. Seemann, nach Plänen des Architekten Fritz Drechsler erbaute zweigeschossige Villa. Der blockhafte Baukörper mit vier turmartigen Eckaufbauten, die das von einem zentralen Tambour mit Flachkuppel bekrönte Mansarddach einfassen. Die auf jeden ornamentalen Dekor verzichtende und nur durch vertikale Umfassungen der Fensterachsen und ein schmales Hauptgesims untergliederte Putzfassade unterstreicht die monumentale Wirkung des Gebäudes. An allen Fronten befinden sich Anbauten, an der der Wächterstraße abgewandten Nordseite ein zweiachsiger Treppenhausrisalit mit großflächigen Fenstern, nach Süden zur Wächterstraße ein breitgelagerter eingeschossiger Vorbau mit Austritten, an der Ostseite ein den Eingang aufnehmender Windfang mit abgerundeten Ecken und an der Westseite zur Wilhelm-Seyfferth-Straße ein späterer Anbau mit Wintergarten, letzterer anstatt eines mit ausladender Terrasse und doppelläufiger geschwungener Freitreppe repräsentativ gestalteten Haupteinganges. Die Innenaufteilung mit zentraler, über zwei Geschosse gehender Diele mit Treppe und einer Galerie im Obergeschoss. Um sie gruppieren sich im Erdgeschoss Herren-, Empfangs-, Musik- und Speisezimmer, im Obergeschoss weitere Empfangszimmer, ein Arbeitszimmer, die Schlafzimmer und die Bäder. Das Souterrain mit Küche, Dienstbotenräumen und Wirtschaftskellern, im Dachgeschoss Fremdenzimmer und Waschküche. Der Villengarten mit altem Baumbestand und Einfriedung. 1918 ging die Villa in den Besitz des Kaufmanns und Warenhausinhabers Moritz Ury über. | 09295593 |
|                                         | Villa mit Einfriedung und Villengarten | Wächterstraße 34 (Karte)                                    | 1907–1908 (Villa) | zweigeschossige Villa, Hauptansicht mit symmetrischem Aufbau mit einer von einem geschweiften Giebel überhöhten Rücklage zwischen zwei halbrunden Seitenrisaliten, sparsam dekorierte Putzfassade, Anklänge an den Heimatstil, Jugend- und Reformstil, Architekten: Zweck & Walther, erbaut für den Buchdruckereibesitzer Johannes Giesecke, baugeschichtlich und städtebaulich von Bedeutung Denkmaltext Nach Plänen des Architekturbüros Zweck und Walther für den Buchdruckereibesitzer Johannes Giesecke 1907–1908 erbaute zweigeschossige Villa. In der geschwungenen Dachform mit den straßenseitigen Fledermausgauben sind Anklänge an den Heimatstil spürbar. Die Front zur Wächterstraße wird in ihrem symmetrischen Aufbau mit einer mittleren, von einem geschweiften Giebel überhöhten Rücklage zwischen zwei halbrunden mit ornamentierten Vertikalgliederungen versehenen Seitenrisaliten als Hauptansicht hervorgehoben. Auch die Seitenfronten weisen im Dachbereich geschwungene Giebel auf. An der linken Front befindet sich in einem Vorbau der Eingang, an der rechten ein im Grundriss korbbogiger Vorbau als Ausweitung des Speisezimmers. Rückseitig ein von einem Fußwalm überdeckter Garteneingang, als Dachausbau hier eine Schleppgaube. Im Grundriss des Erdgeschosses an zentraler Stelle eine Diele sowie das große, dem Eingang gegenüberliegende Speisezimmer. Daran anstoßend die übrigen Räume, straßenseitig Wohn-, Empfangs- und Blumenzimmer, gartenseitig das Treppenhaus und die Küche. Im Obergeschoss gruppieren sich um einen zentralen Korridor die Schlaf-, Kinder- und Fremdenzimmer sowie das Bd. Das Souterrain mit dem Wirtschaftskeller, das Dachgeschoss mit den Dienstbotenräumen, einem weiteren Gästezimmer und der Waschküche. | 09295591 |
| Weitere Bilder                          | Ehemaliges Umspannwerk mit Erweiterungen zur Bowlingsporthalle, sowie Eingangsbauwerk des Bowlingtreffs | Wilhelm-Leuschner-Platz 1 (Karte)                           | 1925–1926 (Umspannwerk), 1986–1987 (Freizeitanlage/Sportanlage)                                                              | Strom-Umspannwerk Leipzig-Mitte mit Erweiterungen zum Bowlingtreff Leipzig; unterirdischer Stahlbetonbau, teilweise zweigeschossig, seltenes technisches Denkmal, Eingangsbauwerk als anschauliches Zeugnis der späten DDR-Architektur, technikgeschichtlicher und künstlerischer Wert | 09300365 |
|                                         | Mehrfamilienhaus in geschlossener Bebauung und in Ecklage, Bestandteil einer Wohnanlage | Wilhelm-Leuschner-Platz 9 (Karte)                           | 1954 (Mehrfamilienwohnhaus)                                                                                                  | sechsgeschossiges Gebäude mit öffentlichem Durchgang und Ladenzone, aufwändig gegliederte und reich geschmückte Fassade in Anlehnung an die Nachbarbebauung des Alten Grassimuseums (heute Stadtbibliothek), die über die Obergeschosse reichenden Kolossal-Lisenen greifen das Gliederungsprinzip des Nachbargebäudes auf, im Stil der Nationalen Bautradition der 1950er Jahre, baugeschichtlich, städtebaulich und ortsgeschichtlich von Bedeutung Denkmaltext Der Neubau der 1950er Jahre ist in deutlicher Anpassung an die Fassade des alten Grassi-Museums errichtet: Über dem Sockel in schwerer Bossenquaderung, der den rundbogigen Durchgang zur Ernst-Schneller-Straße aufnimmt, greifen die über fünf Obergeschosse reichenden Kolossallisenen das Gliederungsprinzip des Museums auf. Auch sie stehen auf „Postamenten“ mit figürlichen Flachreliefs, qualitätvollen Beispielen von Kunst am Bau der frühen 1950er Jahre, geschaffen vom Leipziger Bildhauer Alfred Thiele (Gießer, Bäuerin, Spinnereiarbeiterin, Bergmann). Der bewusste Tradionalismus dieses Baus äußert sich auch in der Gestaltung des Obergeschosses, das nach alten Vorbildern durch Gesims ausgeschieden und mit Rundbogenfenstern ausgestattet ist. | 09297250 |
| Weitere Bilder                          | Ehemaliges Museumsgebäude in geschlossener Bebauung, heute Bibliothek, mit Seitenflügel an der Ernst-Schneller-Straße und zum Innenhof | Wilhelm-Leuschner-Platz 10; 11 (Karte)                      | 1892–1896 (Museum) | kalksteinverblendete Fassade mit bauplastischem Schmuck, rustiziertes Erdgeschoss, Obergeschosse durch kolossale Halbsäulen gegliedert, Hofflügel mit gelben Klinkern, im Stil der Neorenaissance, Architekt: Stadtbaurat Hugo Licht, nach Kriegszerstörung vereinfachender Wiederaufbau (ursprünglich hohes Walmdach und im Innern prachtvolles Treppenhaus), baugeschichtlich, städtebaulich und ortsgeschichtlich von Bedeutung Denkmaltext Für die Sammlungen des Völkerkunde- und des Kunstgewerbemuseums wurde nach Plänen von Hugo Licht 1893 bis 1895 das Grassi-Museum am Königsplatz errichtet. Ermöglicht wurde der Bau auf dem Gelände der ehemaligen Handelsschule (1832 von Geutebrück) und Rupperts Hof durch die Stiftung des 1880 verstorbenen Kaufmanns Franz Dominic Grassi zum Zwecke der „Annehmlichkeit und Verschönerung“ seiner Heimatstadt. Das Museum war ursprünglich eine Dreiflügelanlage mit unterschiedlich langen Seitenflügeln in Ziegelrohbau- die Hofgebäude wurden anlässlich der Verbindung mit dem Textilmessehaus an der Härtelstraße erweitert. Die Fassade in ihrer heutigen Form ist Ergebnis des vereinfachenden Wiederaufbaus nach den Kriegszerstörungen von 1943: Sie besaß ursprünglich ein hohes Walmdach mit Dachhäusern und einen mittleren Frontispiz, der von zwei aufsteigenden Löwen flankiert wurde. Die Balustrade war durch kleine Obelisken vertikal akzentuiert, zwei größere Obelisken betonten die Ecken. Allerdings lässt der heutige Bau mit geradem Dachabschluss die palladianische Herkunft der Fassadengestaltung noch deutlicher zutage treten: Über einem hohen Rustikasockel erheben sich schlanke Dreiviertelsäulen mit Kompositkapitellen, die beide Obergeschosse zusammenfassen. Die dazwischenliegenden großen Fenster sind durch eine kartuschengeschmückte Sohlbankzone zweigeteilt, die obere Fensterzone schließt rundbogig ab. Die Säulen stehen auf rechteckigen Pamenten mit allegorischen Reliefs, die auf die Sammlungen bezogen sind (Bildhauer: die Leipziger Professoren Adolf Lehnert und Carl Seffner und der Münchener Josef Ungerer). Der dreigeteilte zentrale Haupteingang lässt noch einmal deutlich das Palladio-Motiv anklingen. Da der Bau sich bald für die Sammlungen beider Museen als zu klein erwies, wurde er 1924 an die Grassi-Textil-Messehaus AG verkauft, die Sammlungen kamen 1929 ins neuerbaute Grassi-Museum am Johannisplatz. Mit der Verbindung des alten Grassi-Museums mit dem neuen Textil-Messehaus auf dem gegenüberliegenden Grundstück der Härtelstraße begann in den zwanziger Jahren die erste Umbauphase. Sie wurde nach 1952 beim Wiederaufbau des stark beschädigten Gebäudes unter Regie des neuen Nutzers Konstruktions- und Ingenieurbüro VEB Leuna (KIB) fortgeführt. Der schwerwiegendste Kriegsverlust war der des prachtvollen Treppenhauses, eine Hugo-Licht’sche Spezialität, ausgestattet mit schwarzen Granitsäulen, welche die Stichkappengewölbe der Vorhalle trugen und hellen Marmorbalustraden. Das Vestibül wurde beim Umbau durch Einengung auf die Mittelachse seiner Wirkung beraubt. Seit 1990 ist das Alte Grassimuseum Sitz der Leipziger Stadtbibliothek. | 09297251 |
| Direkt Bild zu diesem Denkmal hochladen | Villa, mit Villengarten und Nebengebäude | Wilhelm-Seyfferth-Straße 4 (Karte)                          | 1900–1901 (Villa) | repräsentative Putzfassade mit Sandsteingliederungen, Hauptfront mit Erkervorbau und einer von kurzen Säulen getragenen Loggia, Nebengebäude ehemalige Remise mit Kutscherwohnung, die Villa stilistisch zwischen Späthistorismus und Jugendstil stehend, Architekt: Julius Zeißig, erbaut für den Kaufmann Otto Freyberg, baugeschichtlich und städtebaulich von Bedeutung Denkmaltext Villa in Ecklage zur Wächterstraße, zusammen mit dem erhaltenen Nebengebäude (Stall und Remise mit Kutscherwohnung) 1900 für den Kaufmann Otto Freyberg nach Plänen von Julius Zeißig erbaut. Der Putzbau ist auf quadratischem Grundriss errichtet, die Erker zu den beiden Straßenseiten sind durch Baudekor besonders hervorgehoben, zur Wilhelm-Seyfferth-Straße hin schließt eine von kurzen Säulen getragene Loggia den Erkervorbau ab. Die Fassaden sind großflächig gestaltet und mit einer angedeuteten Putzquaderung überzogen, die großen Fenster in den Rücklagen des Erdgeschosses mit großzügiger Rahmung in geradlinigen Jugendstilformen. Die Bögen der teilweise gekuppelten Obergeschossfenster sind von dichtstrukturierten Stuckbändern abgeschlossen, eine charakteristische Dekorationsform, wie sie ähnlich bei der ein Jahr früher erbauten Villa Tillmanns (Wächterstraße 30) zu finden ist. Die Eingänge befinden sich an der Nord- (Dienstboteneingang) und Westseite. Auf eine zentrale Diele ist im Grundriss verzichtet, die Repräsentationsräume (Speisesaal und Musikzimmer) liegen nach den beiden Straßenseiten. Erhalten sind die schmiedeeisernen Balkon- und Freitreppengitter, entfernt wurden das elegante Jugendstilvordach, die ursprüngliche Einfriedung und der plastische Rankenfries unter dem vorkragenden, flachgeneigten Dach. Die Villa wurde 1932 an den Gemeindeversicherungsverband Leipzig verkauft, war ab 1935 staatliches Gesundheitsamt und nach 1949 Tbc-Hauptberatungsstelle. Seit 1992 Sitz des Generalkonsulats der USA. | 09295592 |
|                                         | Mehrfamilienhauszeile in geschlossener Bebauung | Windmühlenstraße 2; 4; 6; 8; 10; 12; 14; 16; 18; 20 (Karte) | 1952–1954 (Mehrfamilienwohnhaus)                                                                                             | monumentale geschlossene Baureihe fünfgeschossiger Wohngebäude im Wechsel mit sechsgeschossigen Blöcken, Mittelteil flankiert von den beiden vorspringenden Wohnblöcken Nummer 14 und 16 mit Läden und Kolonnaden, im Zentrum die überbaute großer Durchfahrt zur Härtelstraße mit überhöhtem, aufwendig gestaltetem Mitteltrakt, Hofgebäude Mai 2014 abgebrochen, Putzbauten mit Gliederung aus rötlichem Kunststein und Porphyrtuff, im Stil der Nationalen Bautradition der 1950er Jahre, baugeschichtlich, städtebaulich und ortsgeschichtlich von Bedeutung Denkmaltext 1952–1954 als Beginn des Wohnungsbauprogramms Windmühlenstraße erbaut. Planung: Adam Buchner. Geschlossene Baureihe im Wechsel von zurückgesetzten sechsgeschossigen Blöcken, jeweils flankiert von vorspringenden fünfgeschossigen Wohnblocks, alle mit 2 Eingängen und 20 Achsen. Die gelblichen Putzbauten mit Porphyrgliederungen (Treppenhausrisalite, Gesimse, Fensterrahmungen und je zwei Mittelbalkons). Gestalterisches Zentrum ist der überbaute Durchgang zur Härtelstraße, dessen überhöhter Mitteltrakt mit Porphyrsäulen und -Kolossalpilaster und eisernen Balkons aufwendig gegliedert ist. An den zurücktretenden Bauteilen rot gebrannte Keramikreliefs mit szenischen Darstellungen (Alfred Thiele). Im Erdgeschoss Läden hinter Pfeilerarkaden aus rotem Porphyr. Diese zweite nach dem Krieg im Rahmen eines städtischen Wohnungsbauprogramms entstandene Anlage enthält hinter der bewusst traditionsbezogenen Fassade durchweg kleine Zwei-Raum-Wohnungen. | 09297252 |

## Ehemalige Kulturdenkmale
| Bild                                    | Bezeichnung                     | Lage                              | Datierung                | Beschreibung | ID       |
| --------------------------------------- | ------------------------------- | --------------------------------- | ------------------------ | --- | -------- |
|                                         | Mietshaus                       | Emilienstraße 4 (Karte)           | 1876 (Mietshaus)         | Mietshaus mit Tordurchfahrt und Laden, in geschlossener Bebauung, mit Hofgebäude (Putzfassade)                                           | 09297036 |
| Direkt Bild zu diesem Denkmal hochladen | Mietshaus (Wohnhaus E. Weniger) | Ferdinand-Rhode-Straße 3 (Karte)  | 1893 (Mietshaus)         | Mietshaus in ehemals geschlossener Bebauung (Klinkerfassade mit sandsteinverkleidetem Erdgeschoß und Gliederungselementen aus Sandstein) | 09295615 |
|                                         | Mietshaus                       | Karl-Liebknecht-Straße 40 (Karte) | um 1860/1865 (Mietshaus) | Mietshaus in geschlossener Bebauung mit Läden (Putzfassade)                                                                              | 09297130 |
| Direkt Bild zu diesem Denkmal hochladen | Doppelmietshaus                 | Niederkirchnerstraße 3; 5 (Karte) | 1872 (Doppelmietshaus)   | Doppelmietshaus in geschlossener Bebauung, mit Toreinfahrt und neuem Ladeneinbau (Putzfassade)                                           | 09297169 |
|                                         | Mietshaus                       | Schletterstraße 3 (Karte)         | 1871 (Mietshaus)         | Mietshaus in Ecklage Gaudigplatz, in geschlossener Bebauung, mit Tordurchfahrt und Hinterhaus (Putzfassade)                              | 09297239 |